# Habenaria
Habenaria ist eine Pflanzengattung innerhalb der Familie der Orchideen (Orchidaceae). Die 600 bis rund 900 Arten sind fast weltweit, vor allem in den Tropen und Subtropen, verbreitet.

## Beschreibung

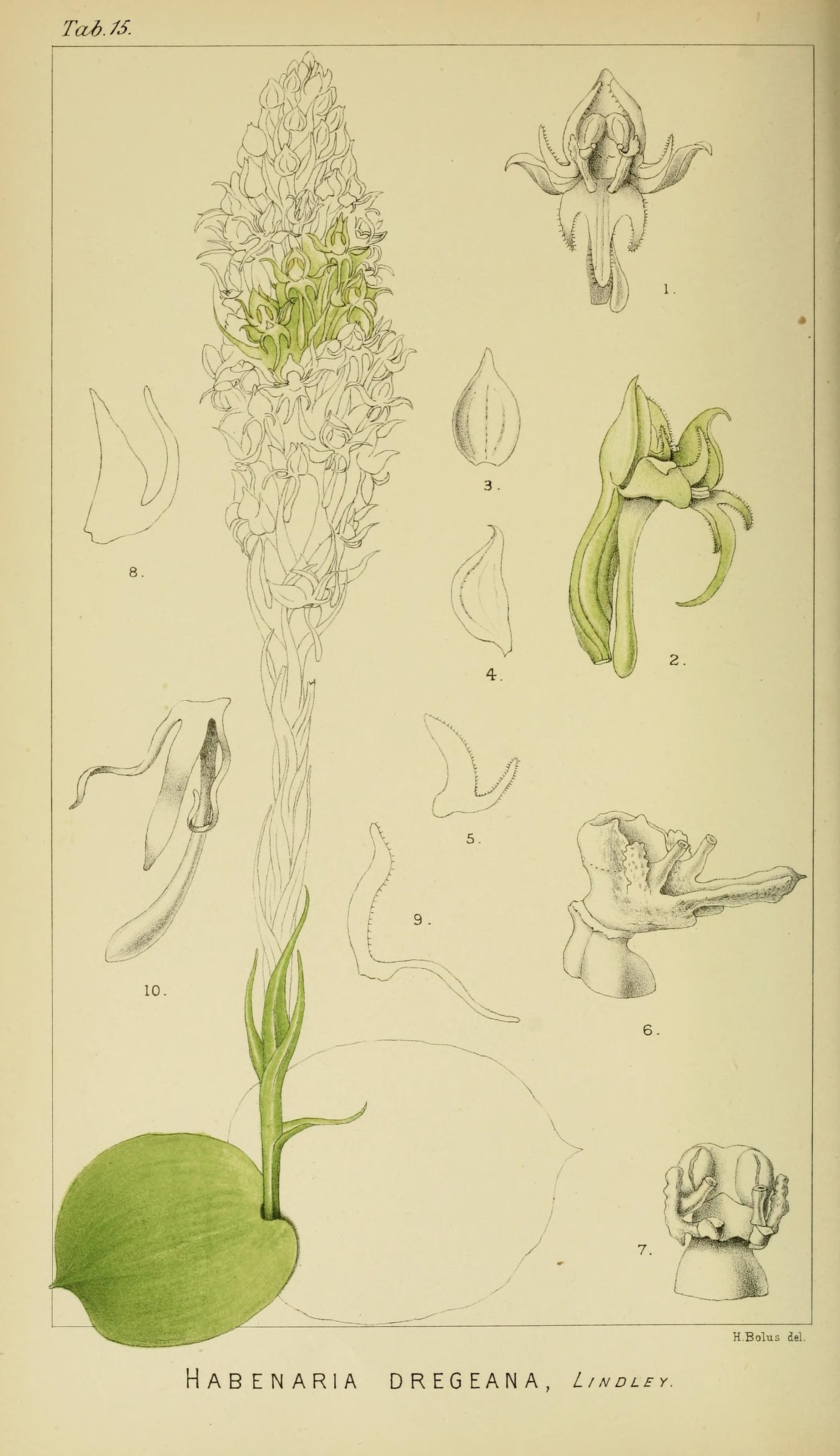
Illustration von Habenaria dregeana aus Harry Bolus: Orchids of South Africa. Volume I, 1896, Tafel 015

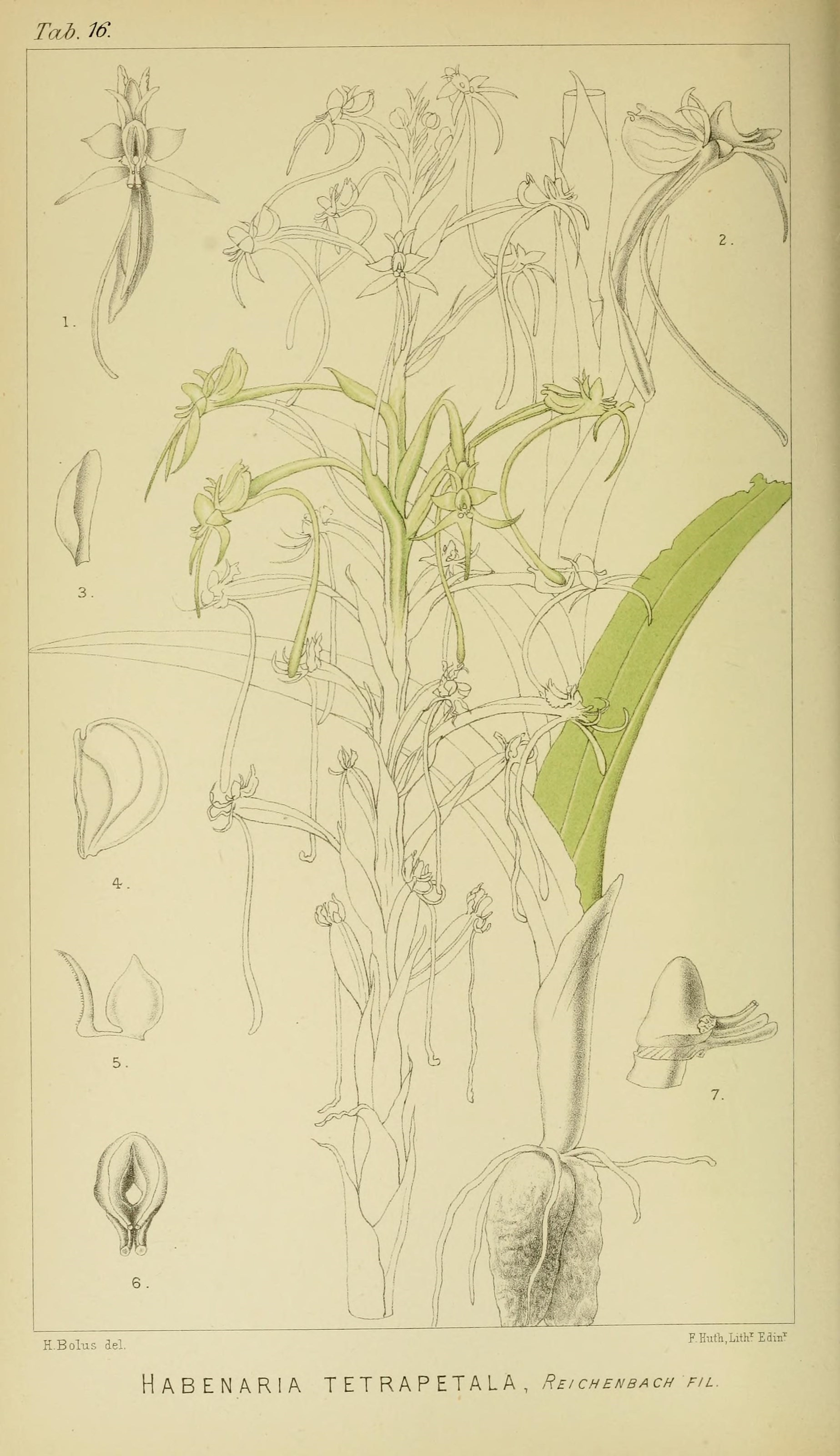
Illustration von Habenaria falcicornis aus Harry Bolus: Orchids of South Africa. Volume I, 1896, Tafel 016

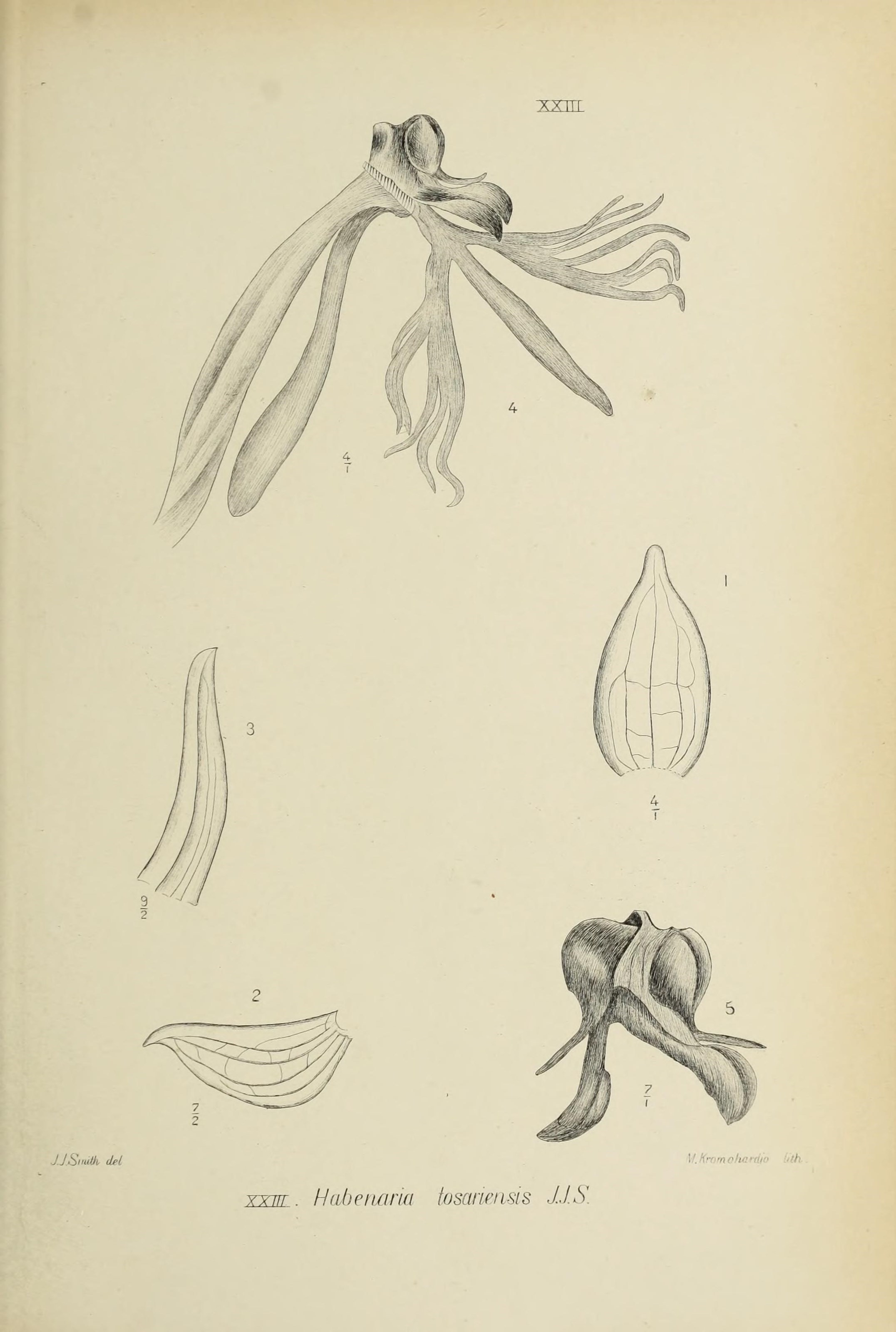
Illustration: Blütendetail von Habenaria tosariensis aus Orchideen von Java, 1908, Abbildung 23: 1. Unpaares Sepalum, 2. Paariges Sepalum, 3. Petalum, 4. Lippe und Säule, 5. Säule

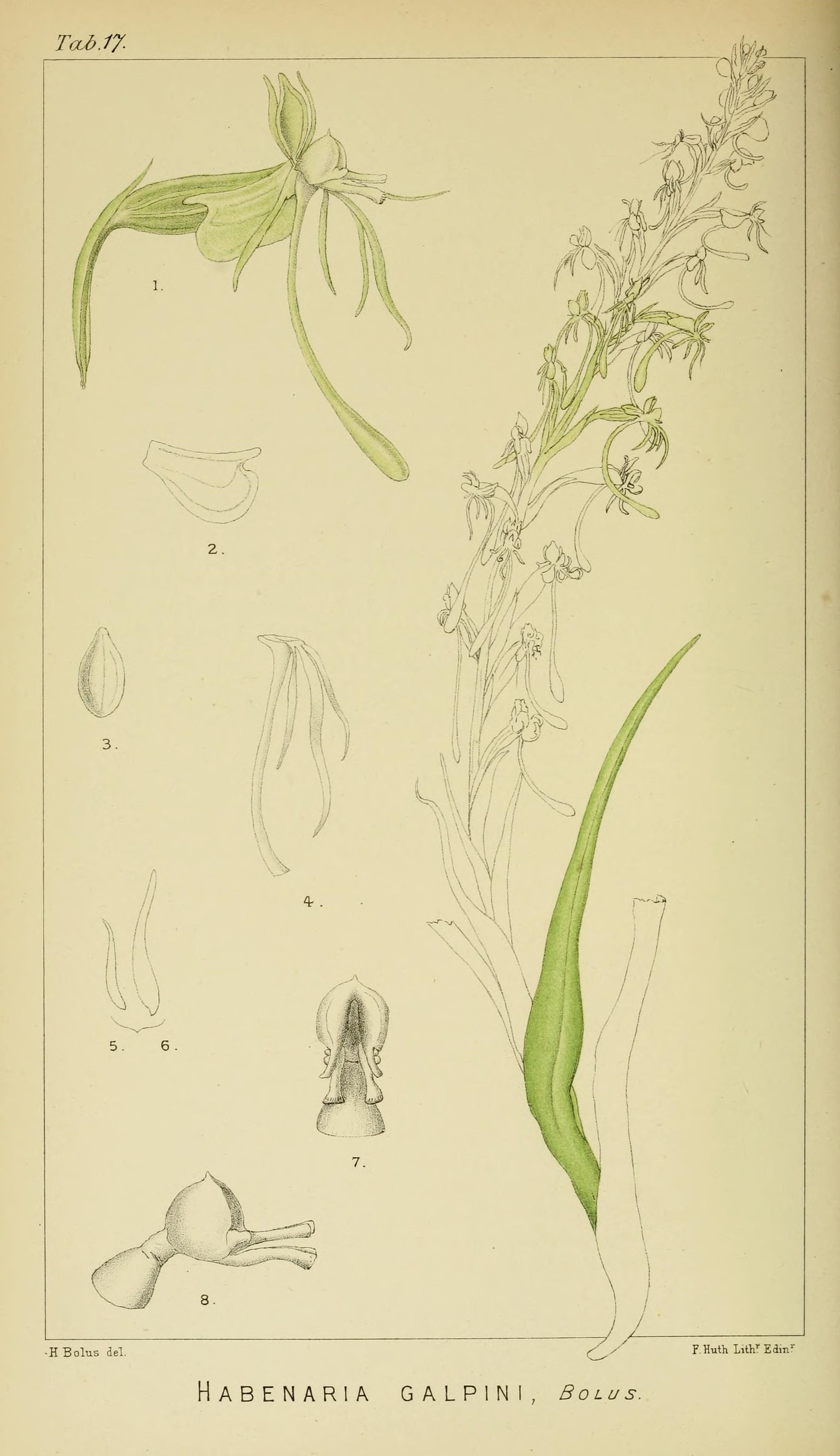
Illustration von Habenaria galpinii aus Harry Bolus: Orchids of South Africa, Volume I, 1896, Tafel 017

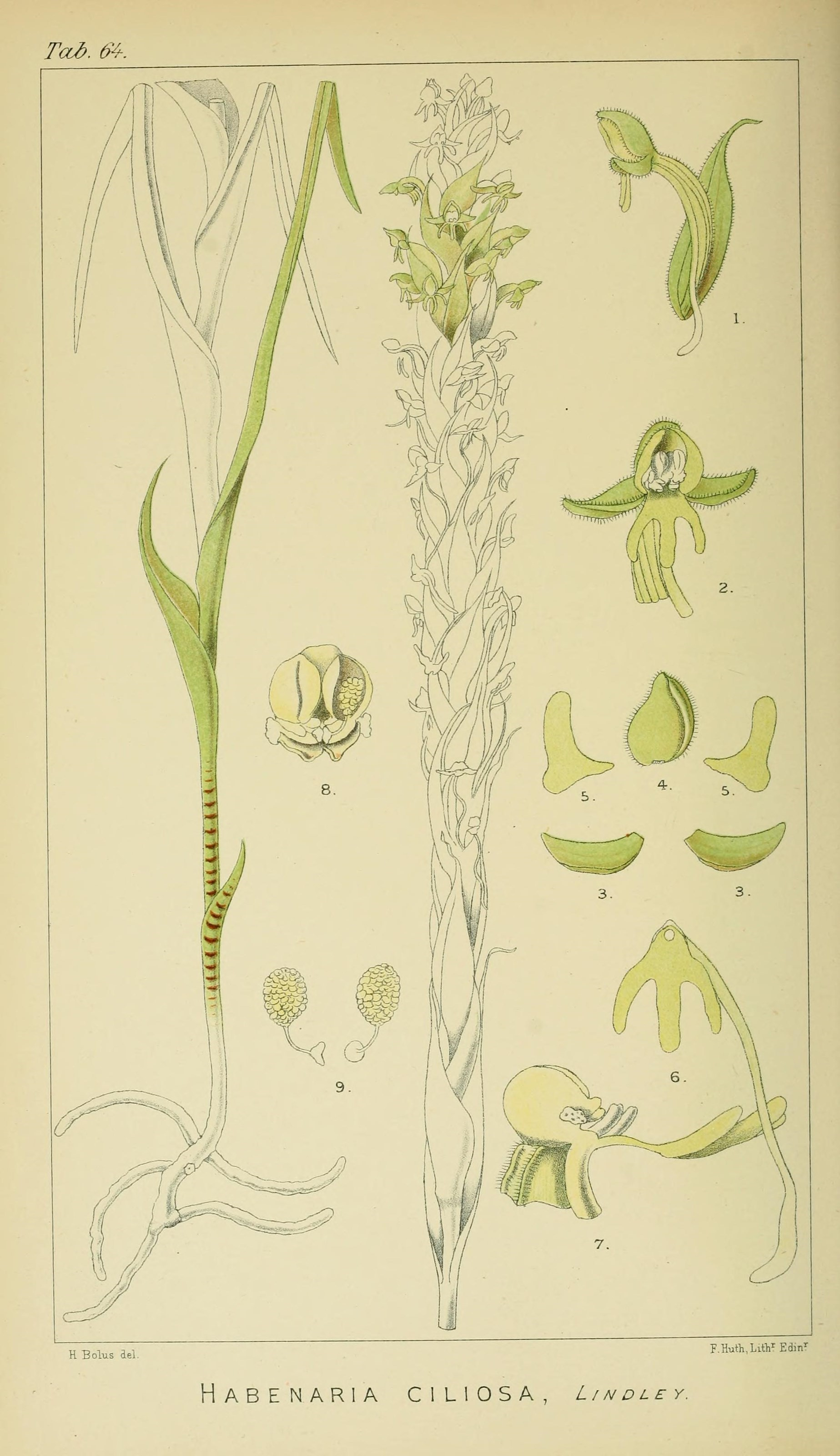
Illustration von Habenaria ciliosa aus Harry Bolus: Orchids of South Africa, Volume I, 1896, Tafel 064

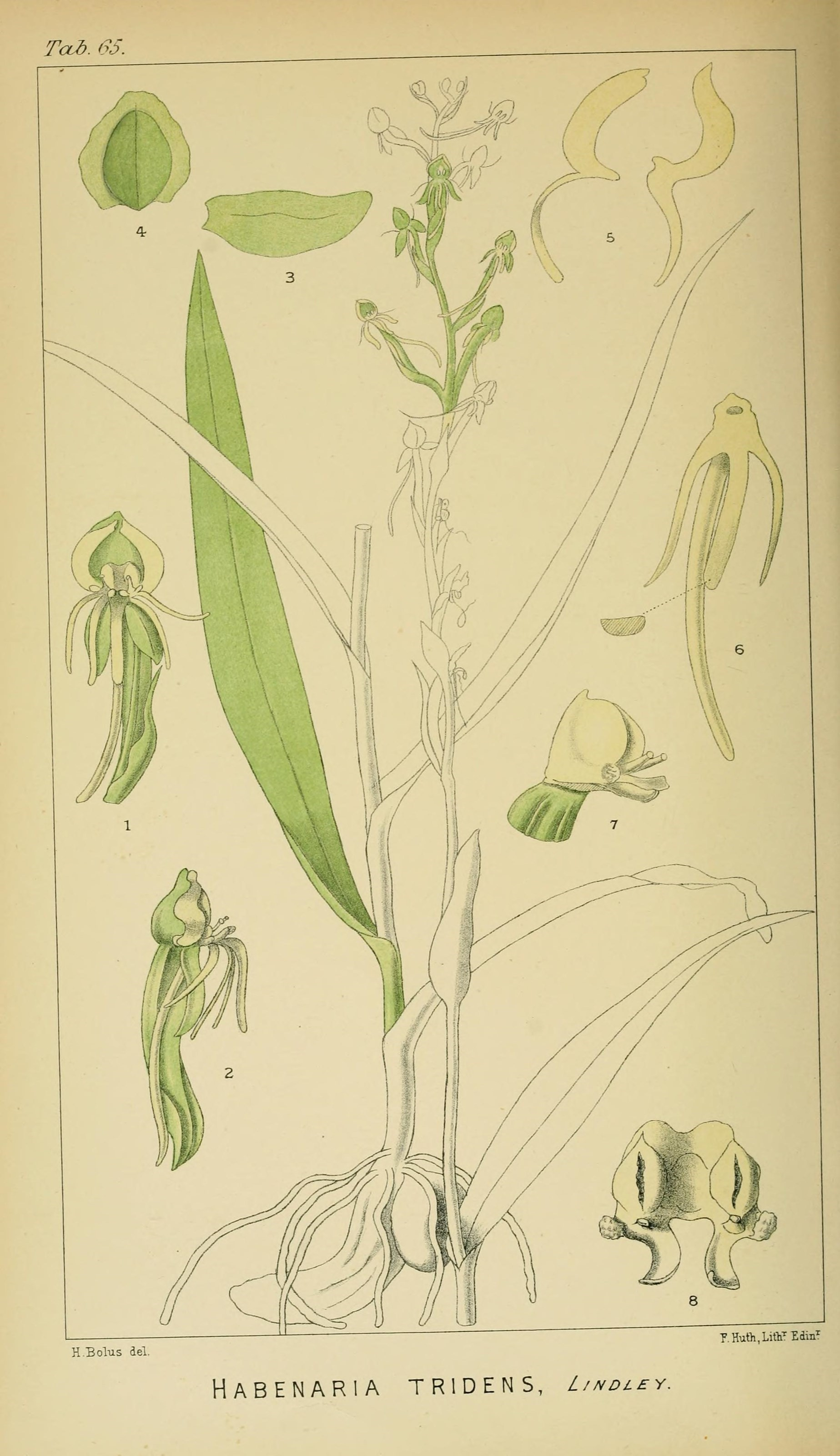
Illustration von Habenaria tridens aus Harry Bolus: Orchids of South Africa, Volume I, 1896, Tafel 065

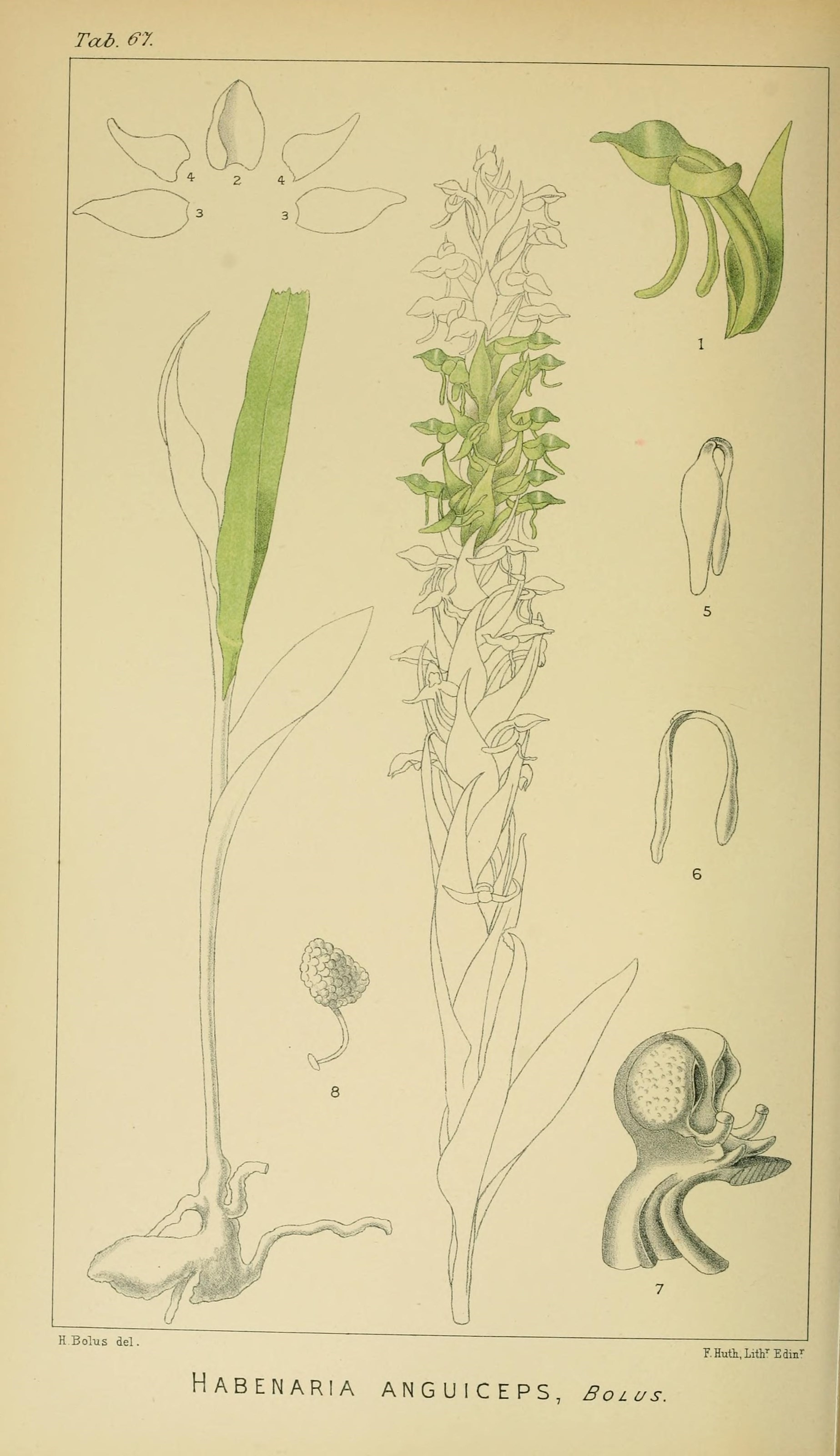
Illustration von Habenaria anguiceps aus Harry Bolus: Orchids of South Africa, Volume I, 1896, Tafel 067

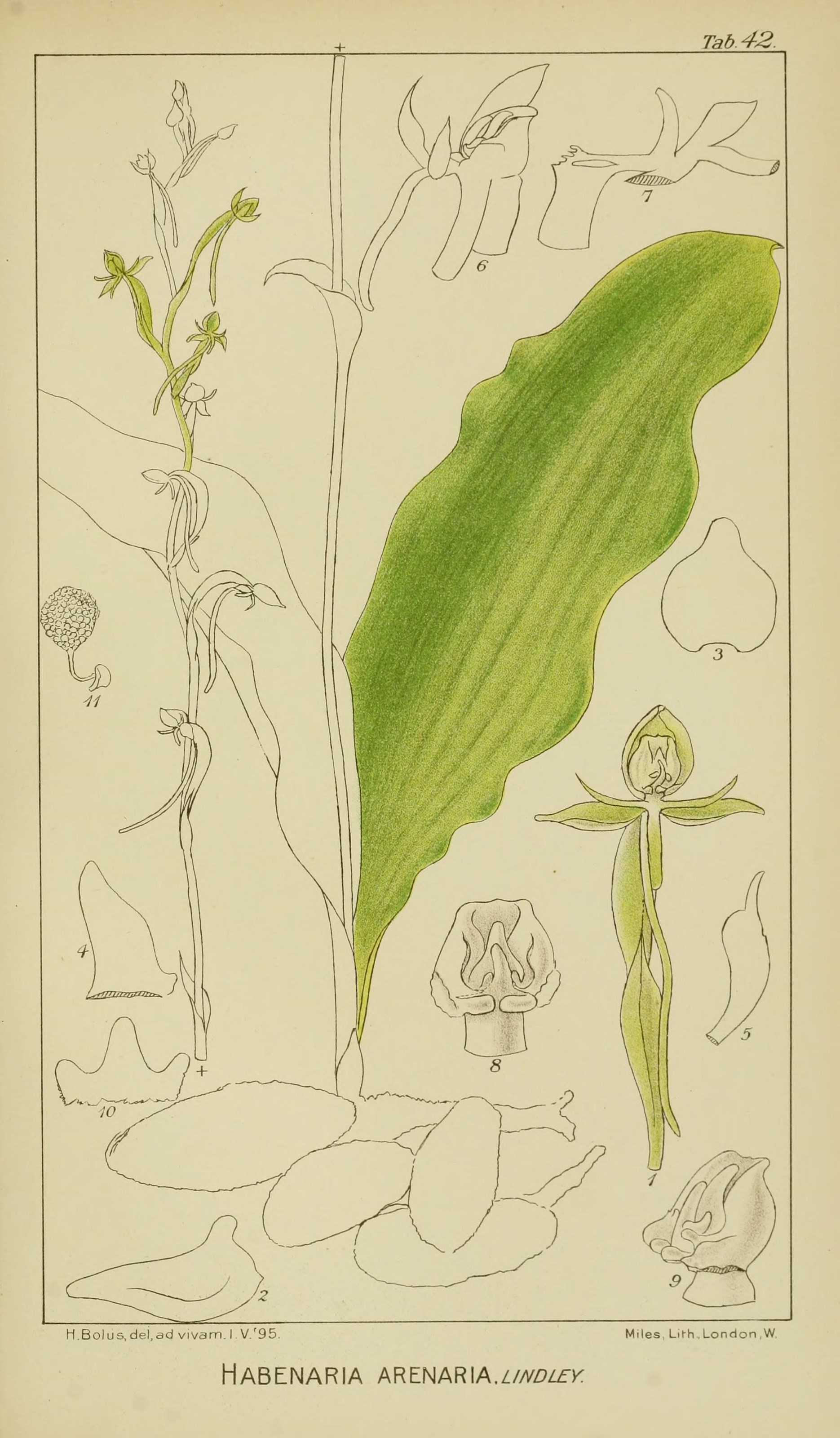
Illustration von Habenaria arenaria aus Harry Bolus: Orchids of South Africa, Volume II, 1911, Tafel 042

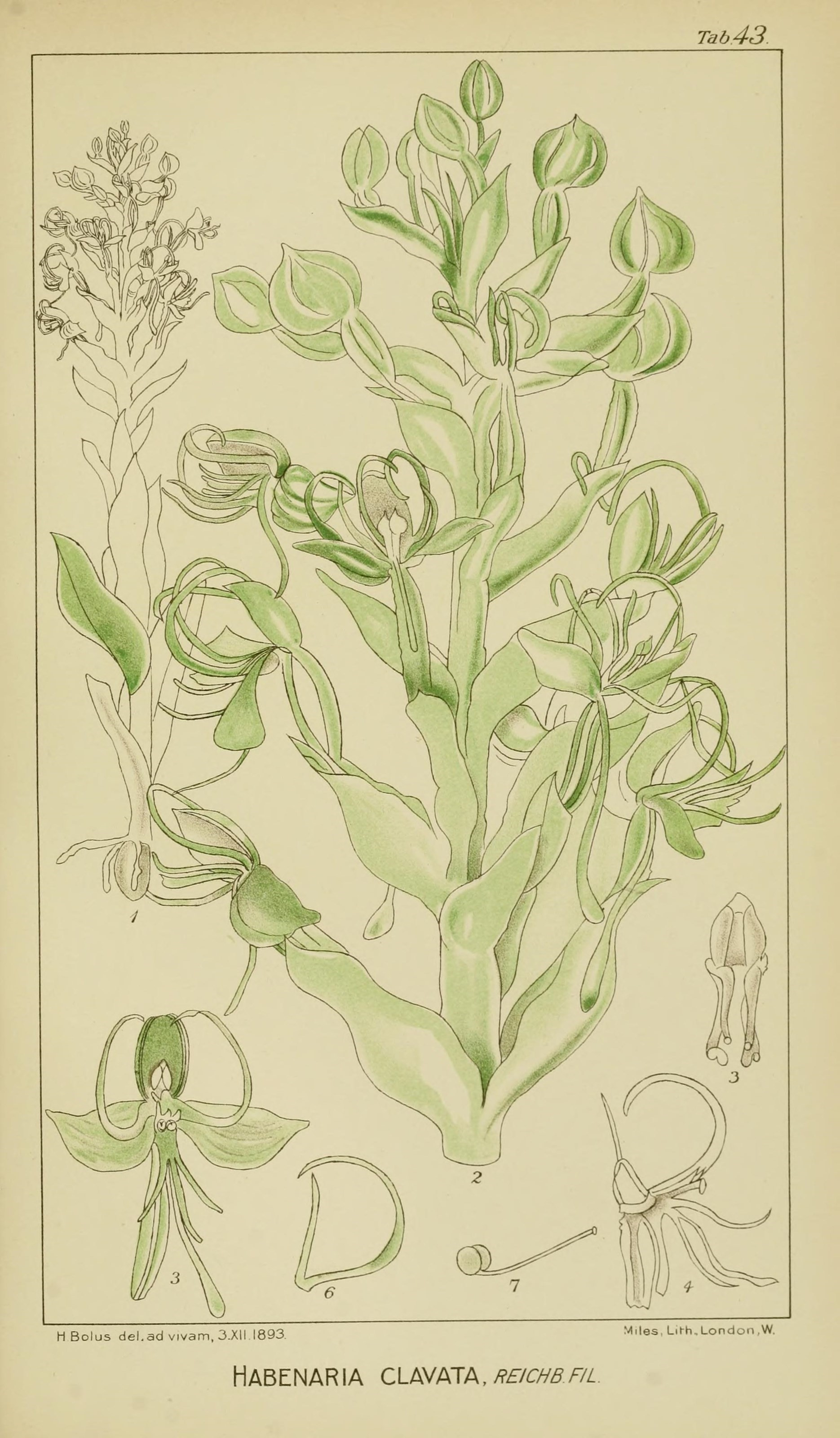
Illustration von Habenaria clavata aus Harry Bolus: Orchids of South Africa, Volume II, 1911, Tafel 043

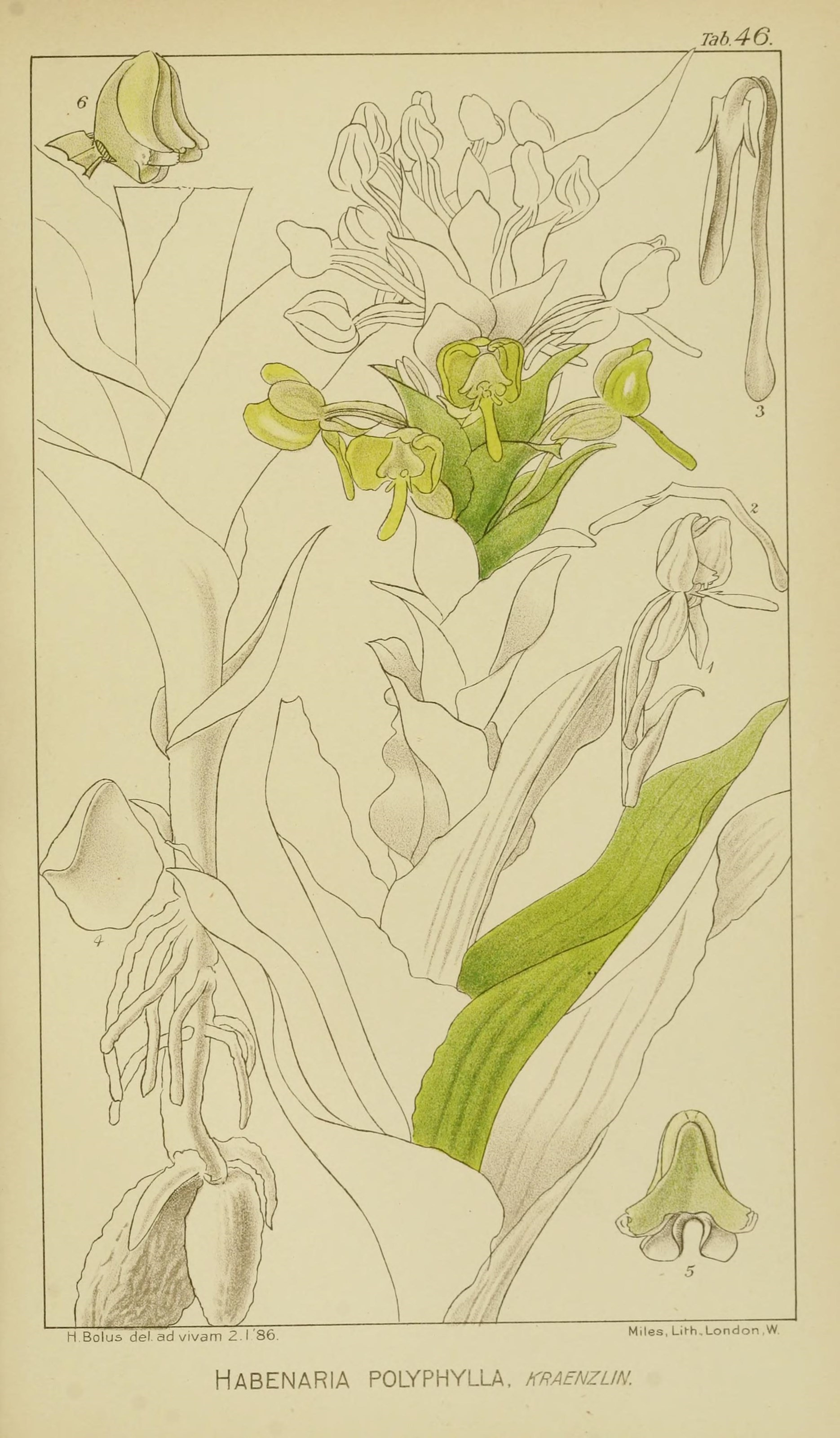
Illustration von Habenaria epipactidea aus Harry Bolus: Orchids of South Africa, Volume II, 1911, Tafel 046

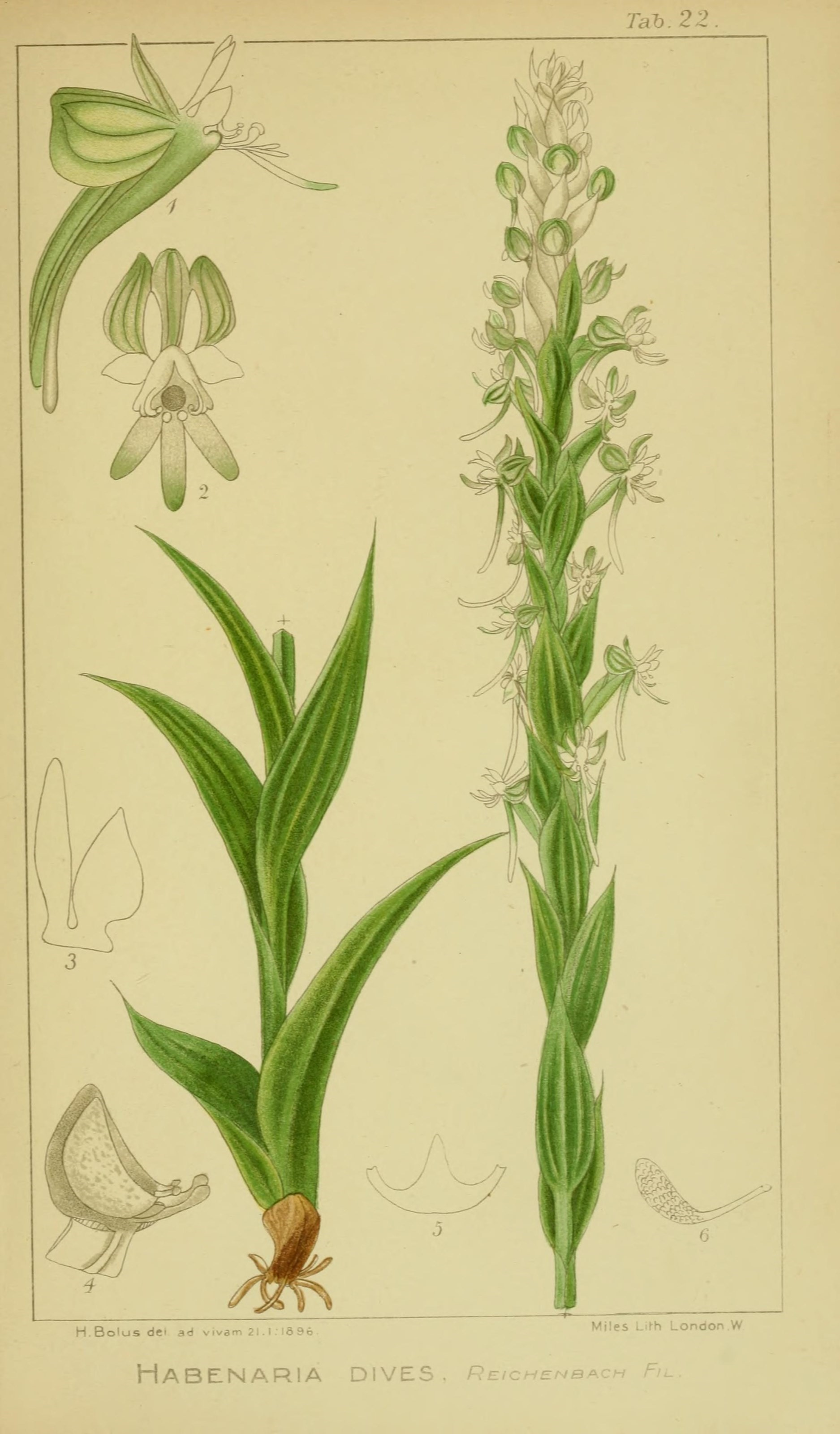
Illustration von Habenaria dives aus Harry Bolus: Orchids of South Africa, Volume III, 1913, Tafel 022

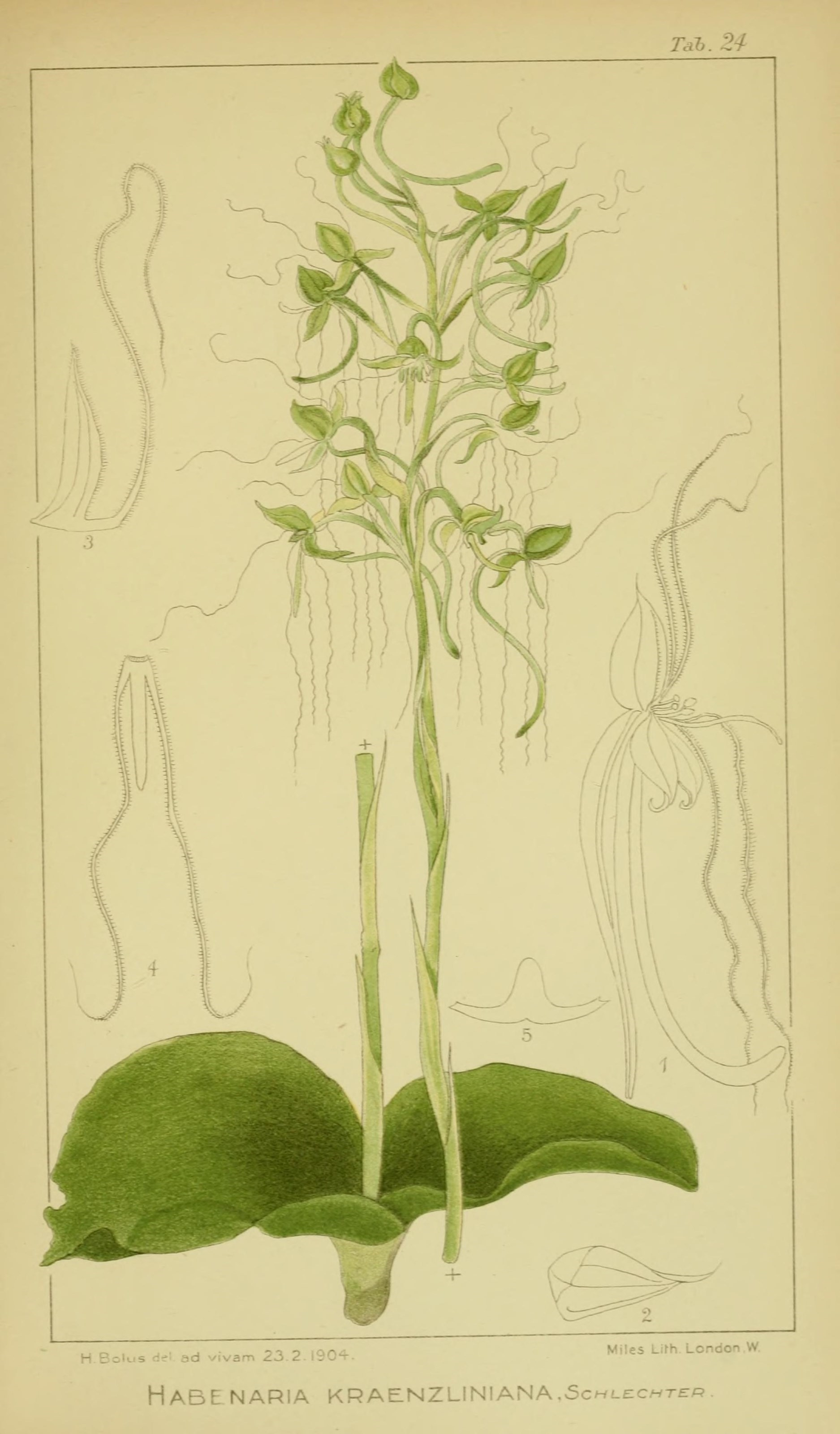
Illustration von Habenaria kraenzliniana aus Harry Bolus: Orchids of South Africa, Volume III, 1913, Tafel 024

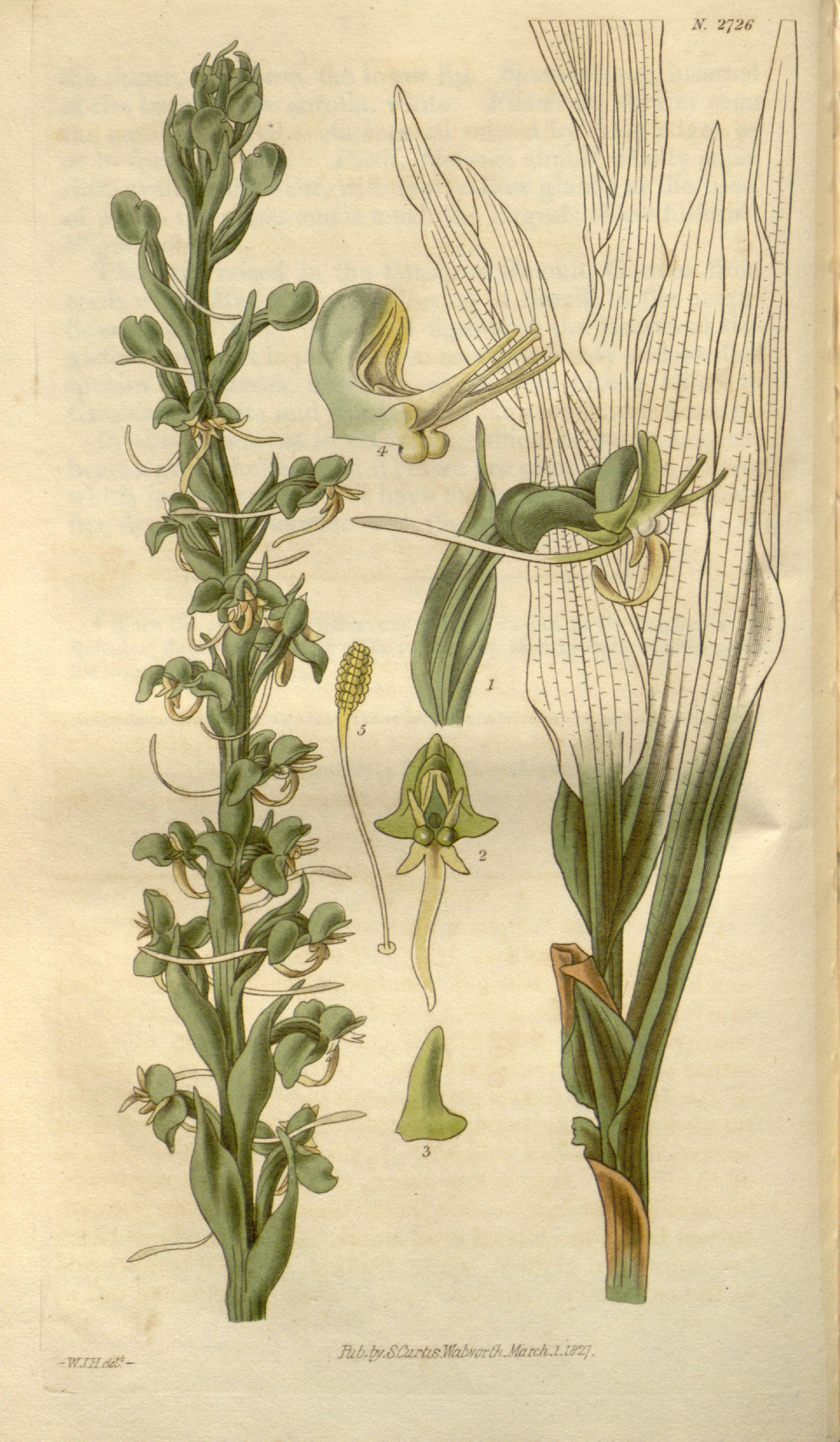
Illustration von Habenaria leptoceras aus Curtis's Botanical Magazine, Volume 54, 1827, Tafel 2726

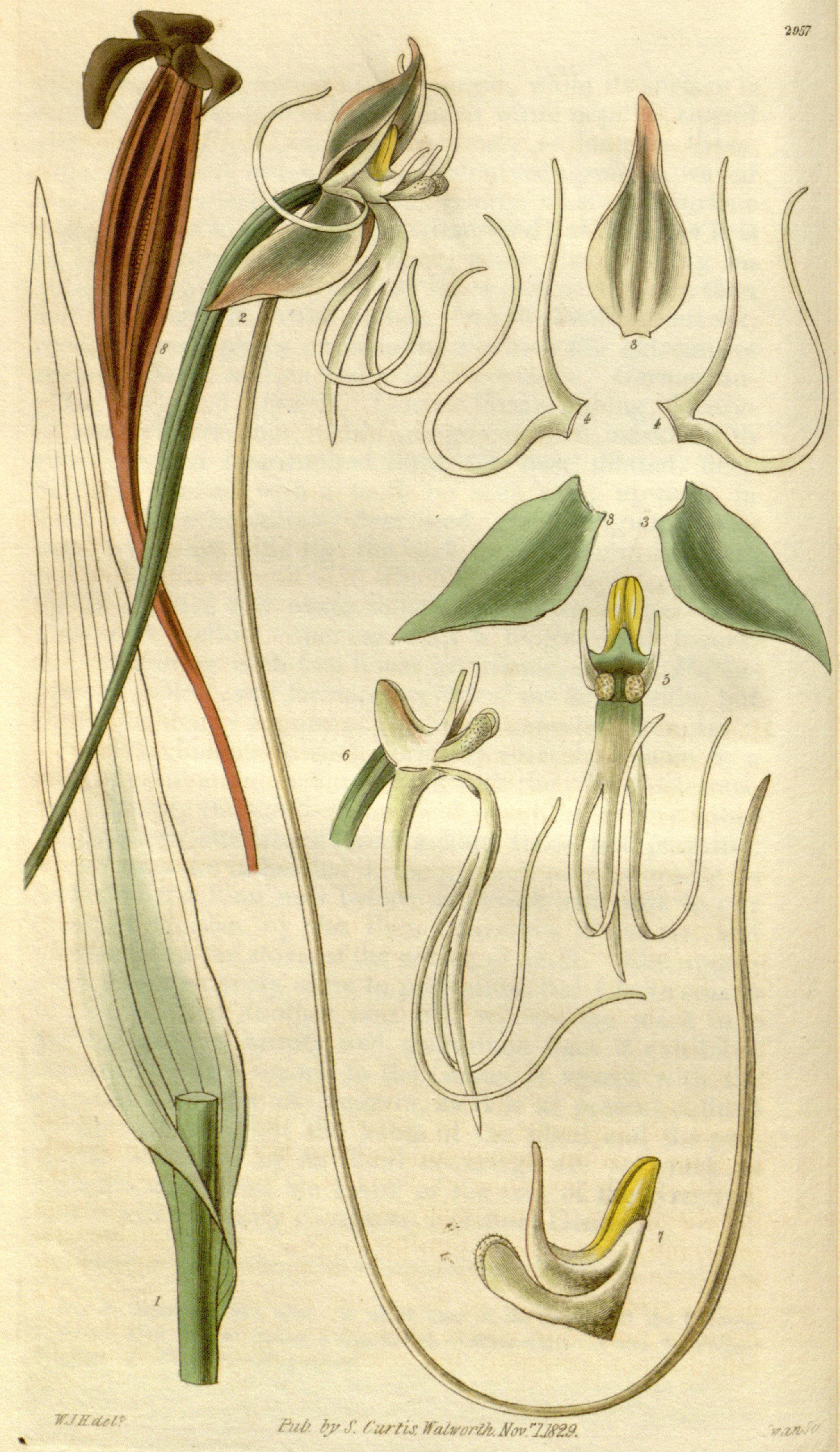
Illustration von Habenaria longicauda aus Curtis's Botanical Magazine, Volume 57, 1830, Tafel 2957

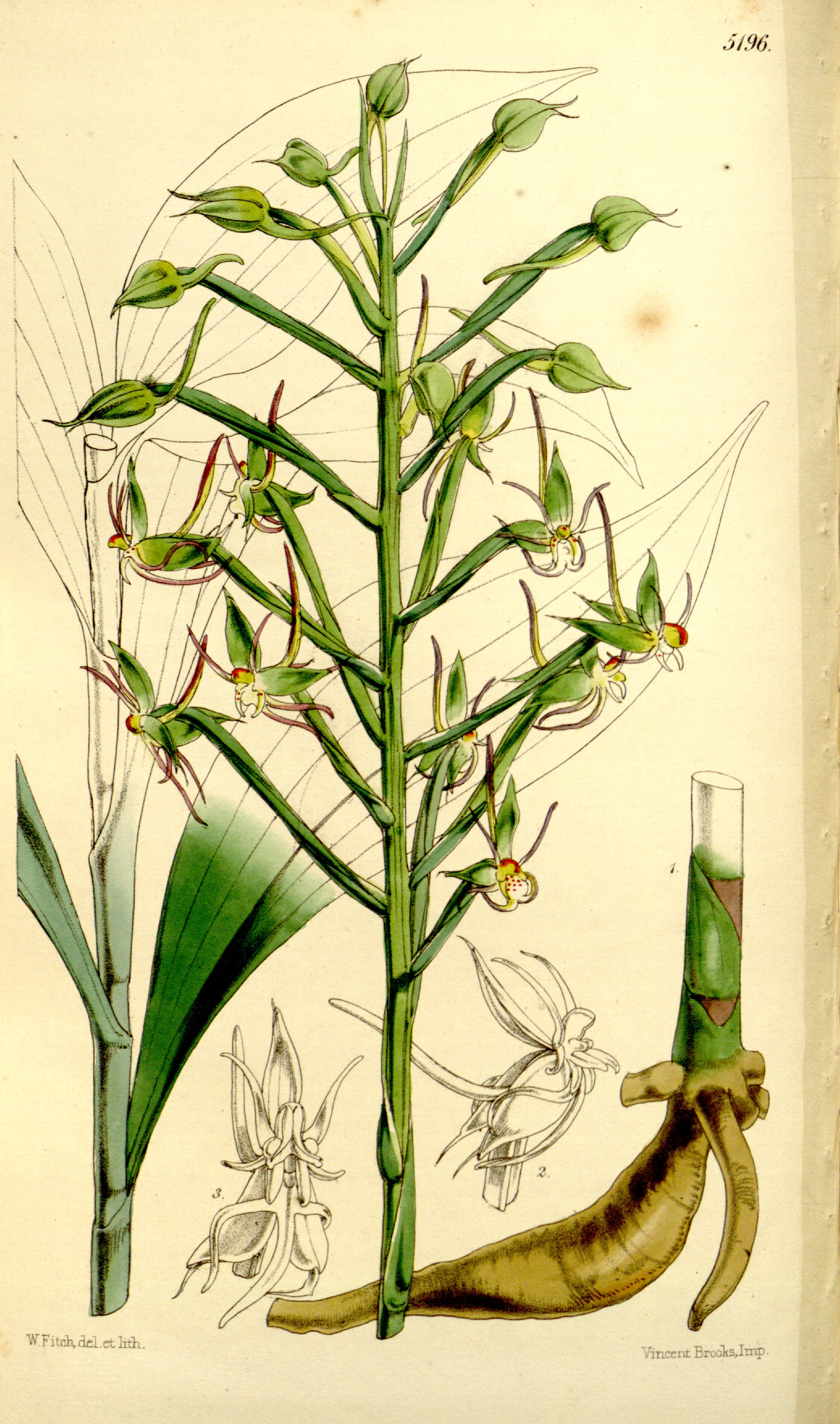
Illustration von Habenaria salaccensis aus Curtis's Botanical Magazine, Volume 86 (Series 3, Nr. 16), 1860, Tafel 5196

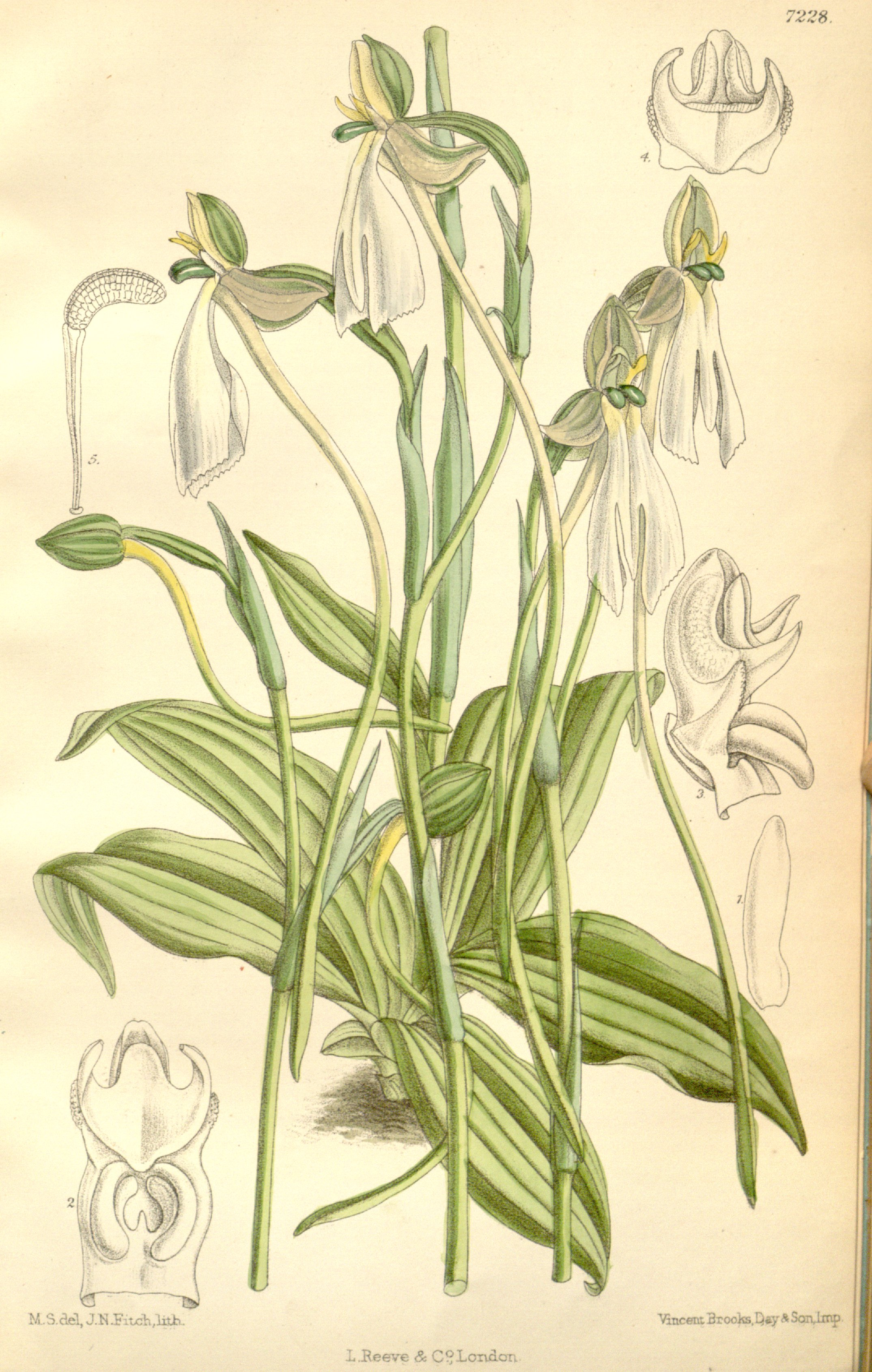
Illustration von Habenaria longicorniculata aus Curtis's Botanical Magazine, Volume 118 (Series 3, Nr. 48), 1892, Tafel 7228

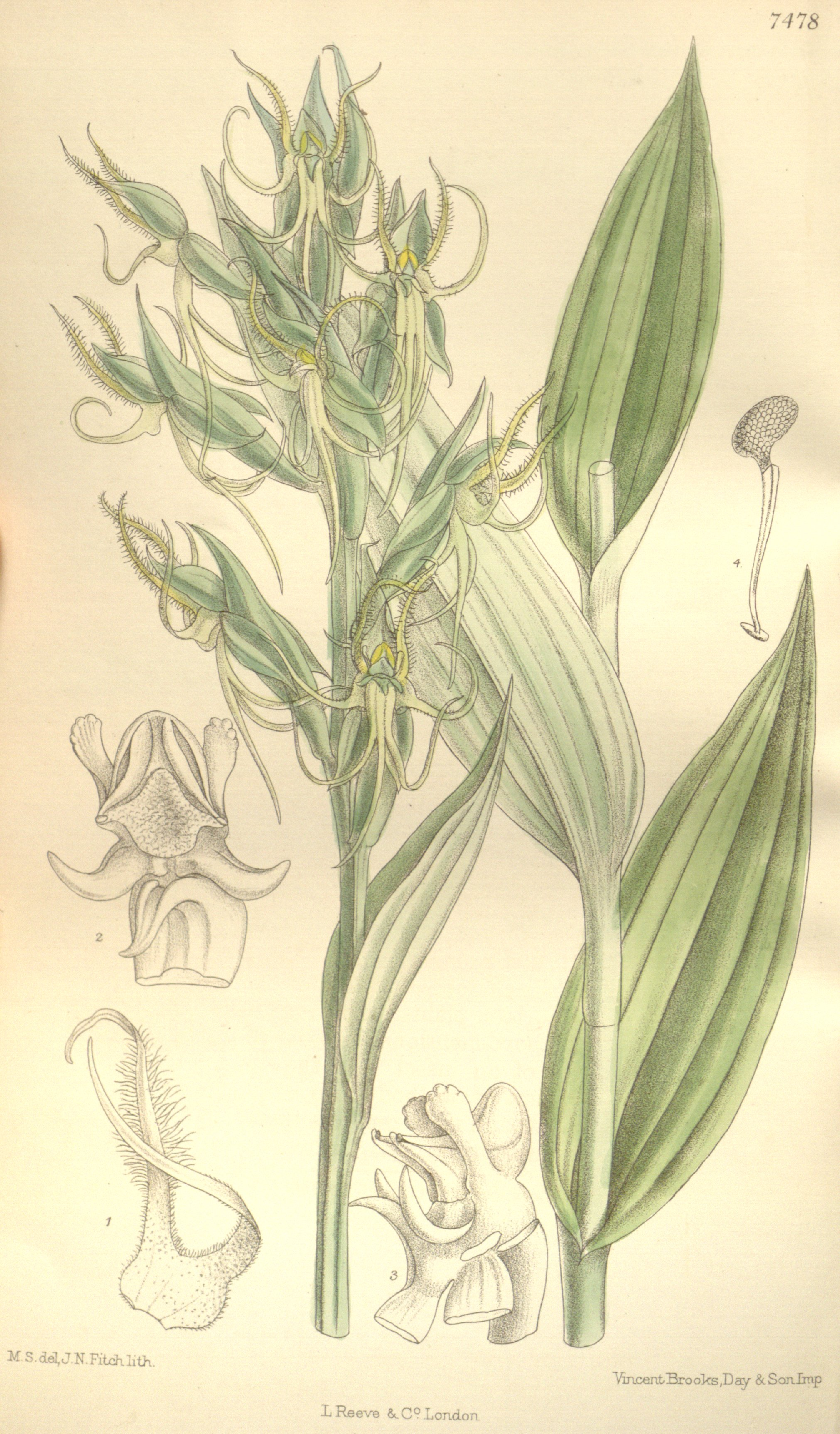
Illustration von Habenaria elwesii aus Curtis's Botanical Magazine, Volume 123 (Series 3, Nr. 52), 1896, Tafel 7478

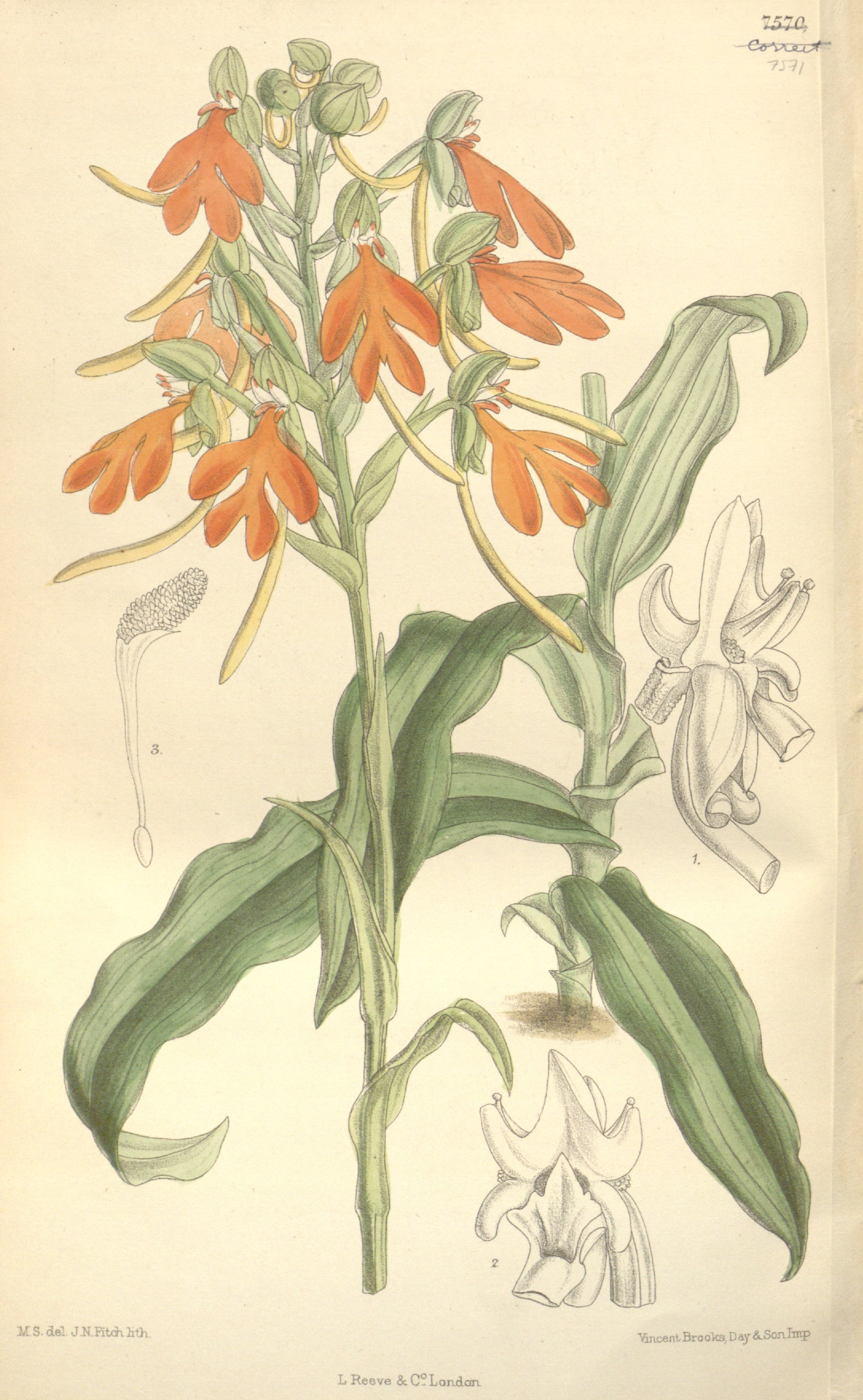
Illustration von Habenaria rhodocheila aus Curtis's Botanical Magazine, Volume 123 (Series 3, Nr. 53), 1897, Tafel 7571

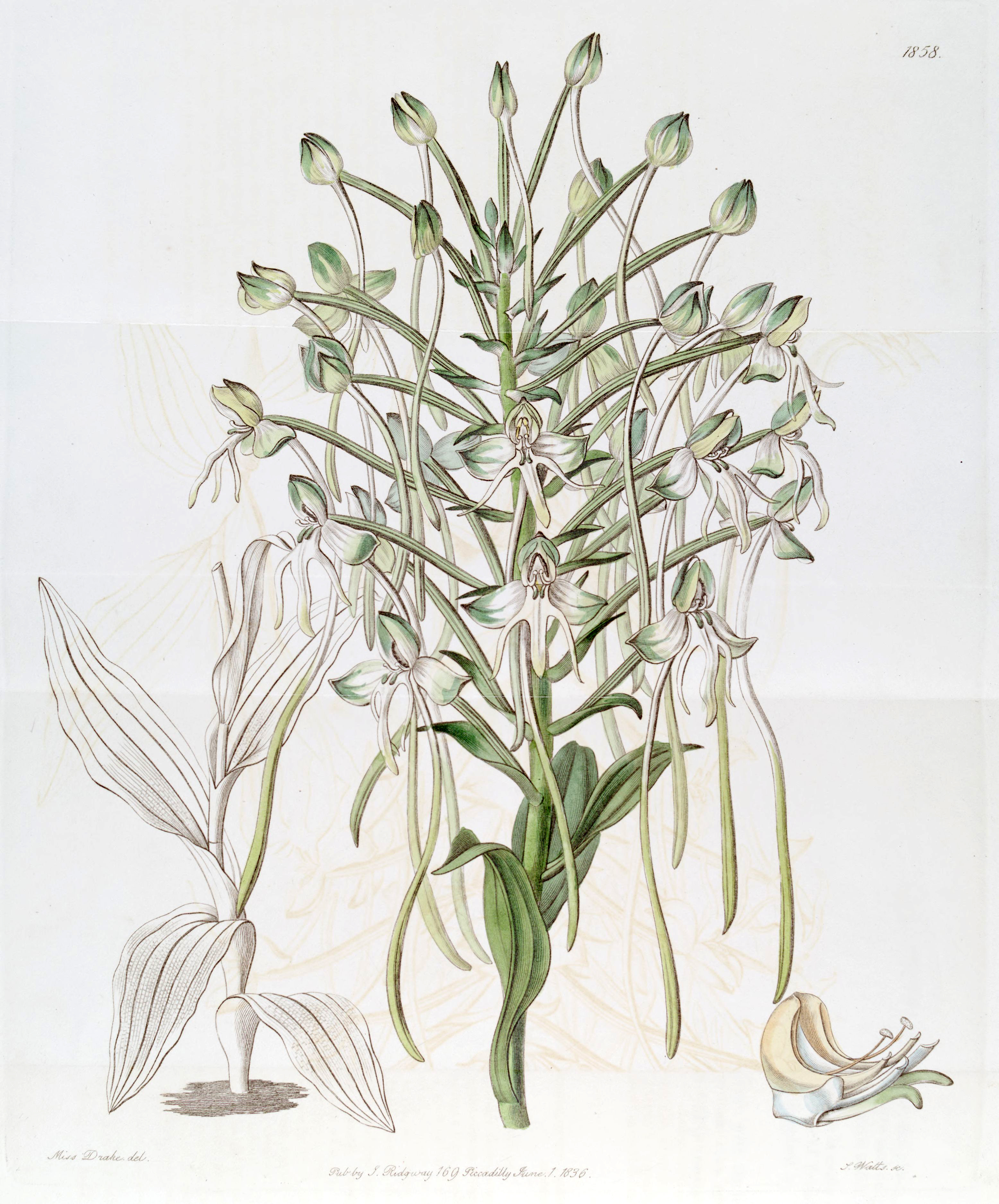
Illustration von Habenaria procera aus Edwards's Botanical Register, Volume 22, 1836, Tafel 1858

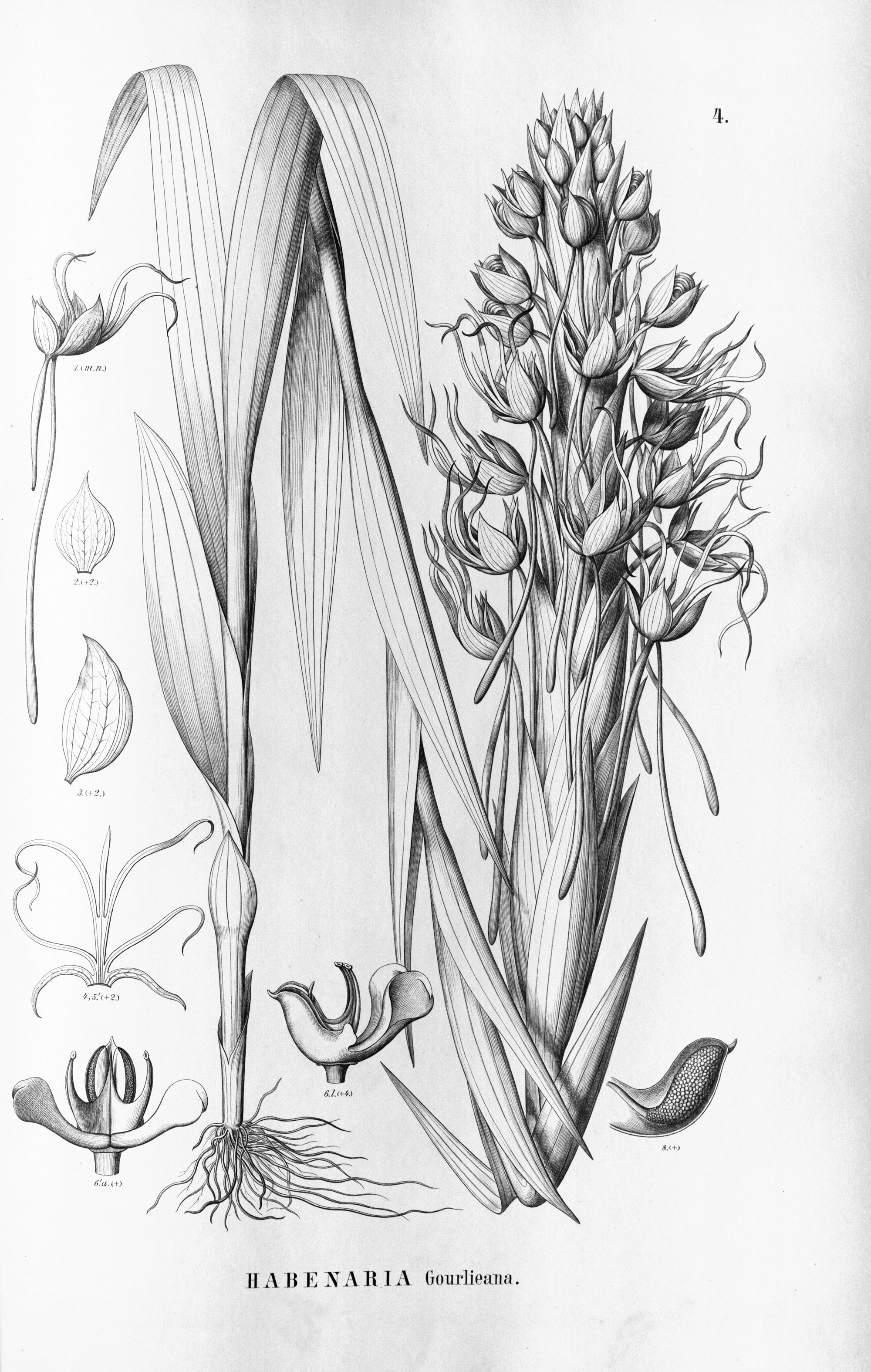
Illustration von Habenaria gourlieana aus Martius, Eichler, Urban: Flora Brasiliensis, Volume 3, 4, Tafel 4

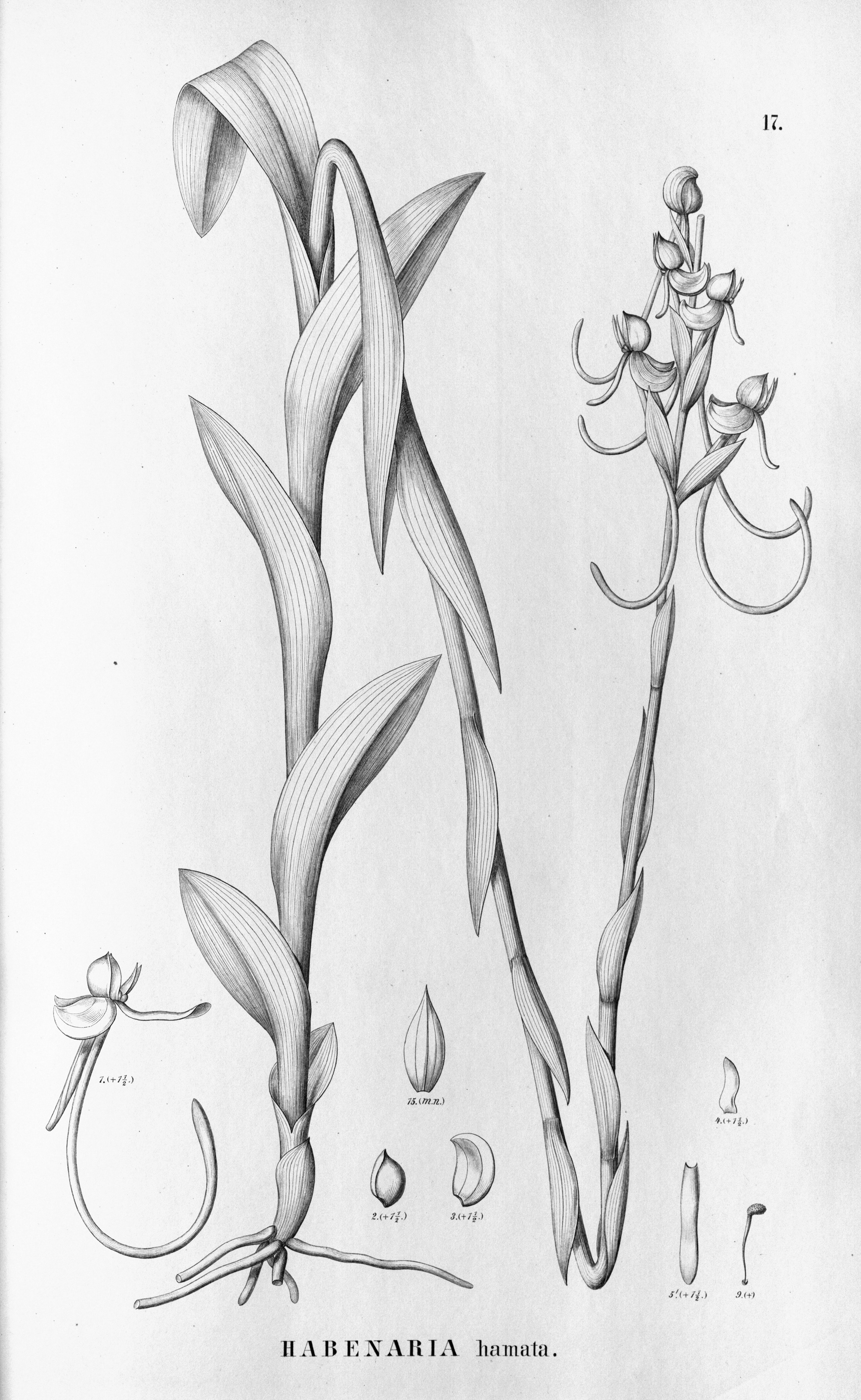
Illustration von Habenaria hamata aus Martius, Eichler, Urban: Flora Brasiliensis, Volume 3, 4, Tafel 17

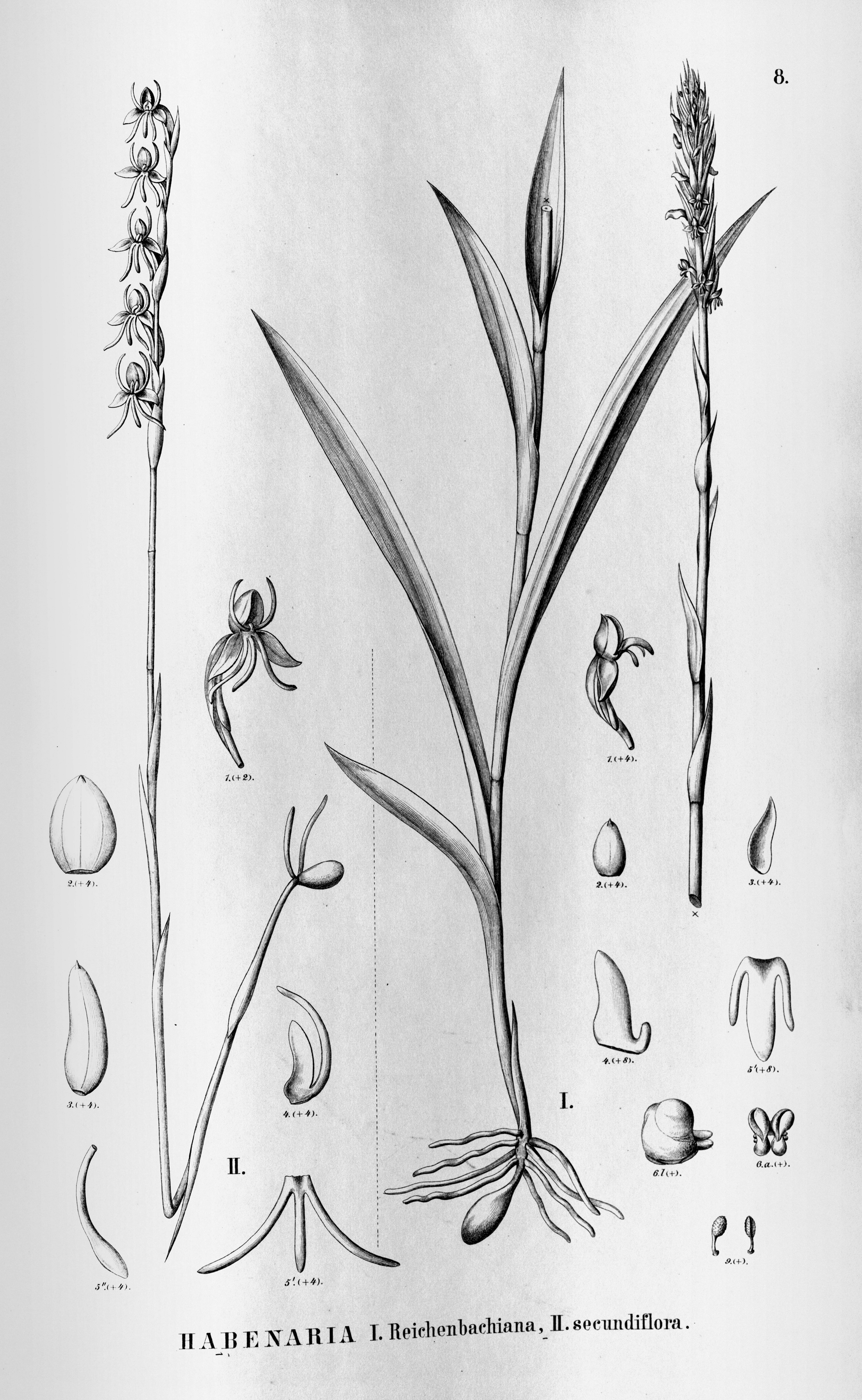
Illustration von Habenaria parviflora und Habenaria secundiflora aus Martius, Eichler, Urban: Flora Brasiliensis, Volume 3, 4, Tafel 8

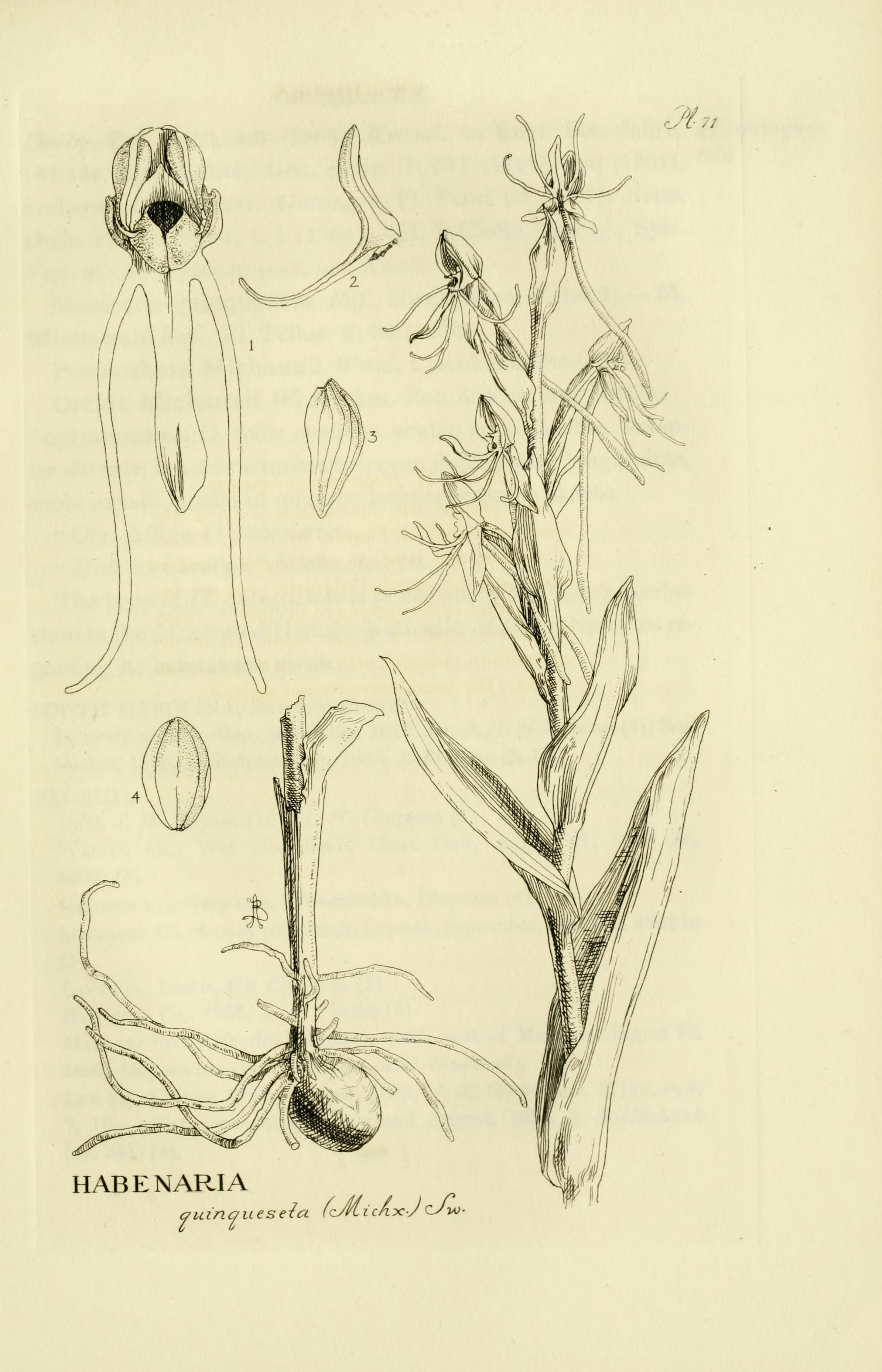
Illustration von Habenaria quinqueseta aus Oakes Ames: Illustrations and studies of the family Orchidaceae, Fascicle IV, 1905, Tafel 071

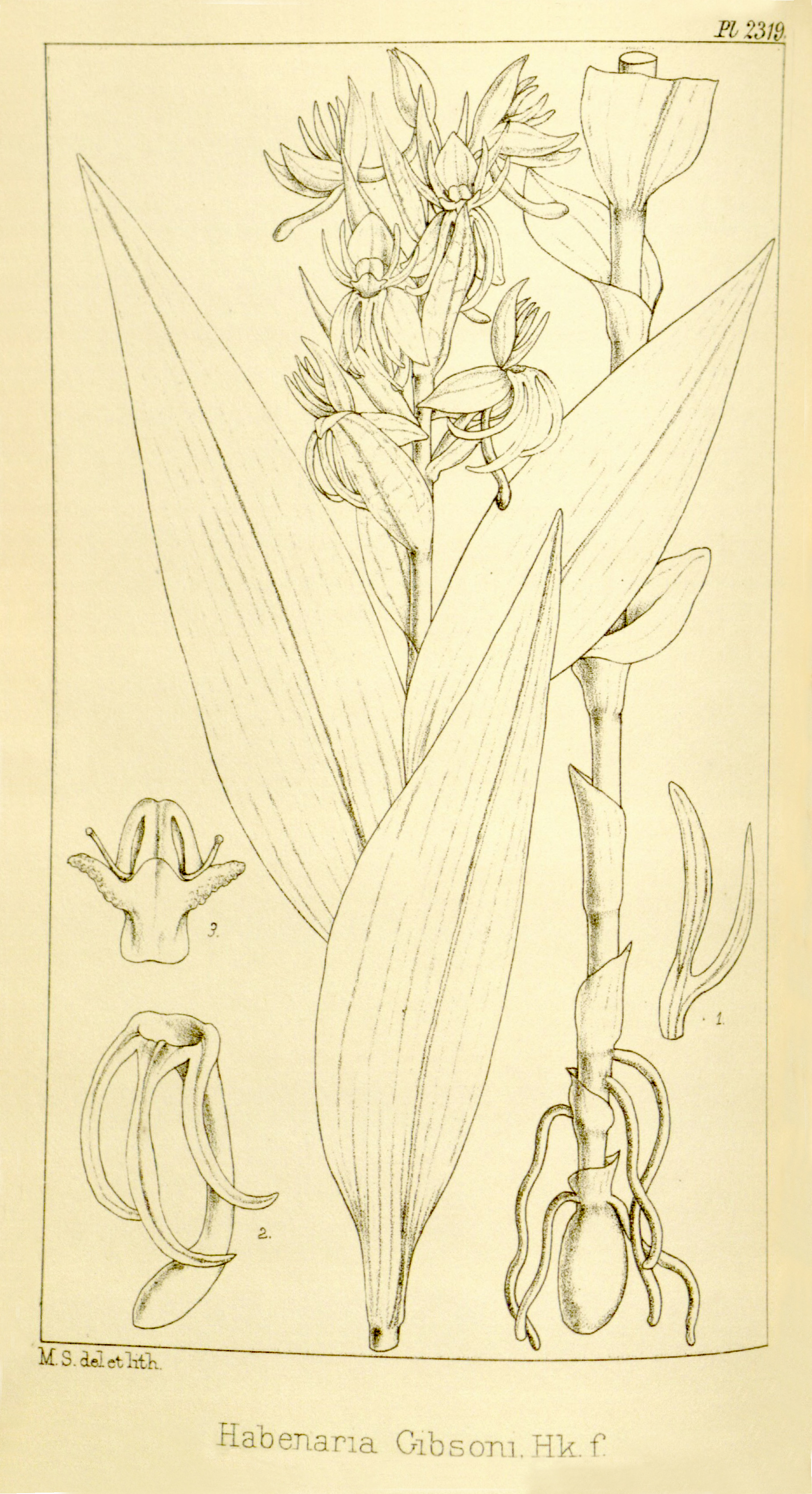
Illustration von Habenaria foliosa aus Hooker's Icones Plantarum, Volume 24, 1896, Tafel 2319

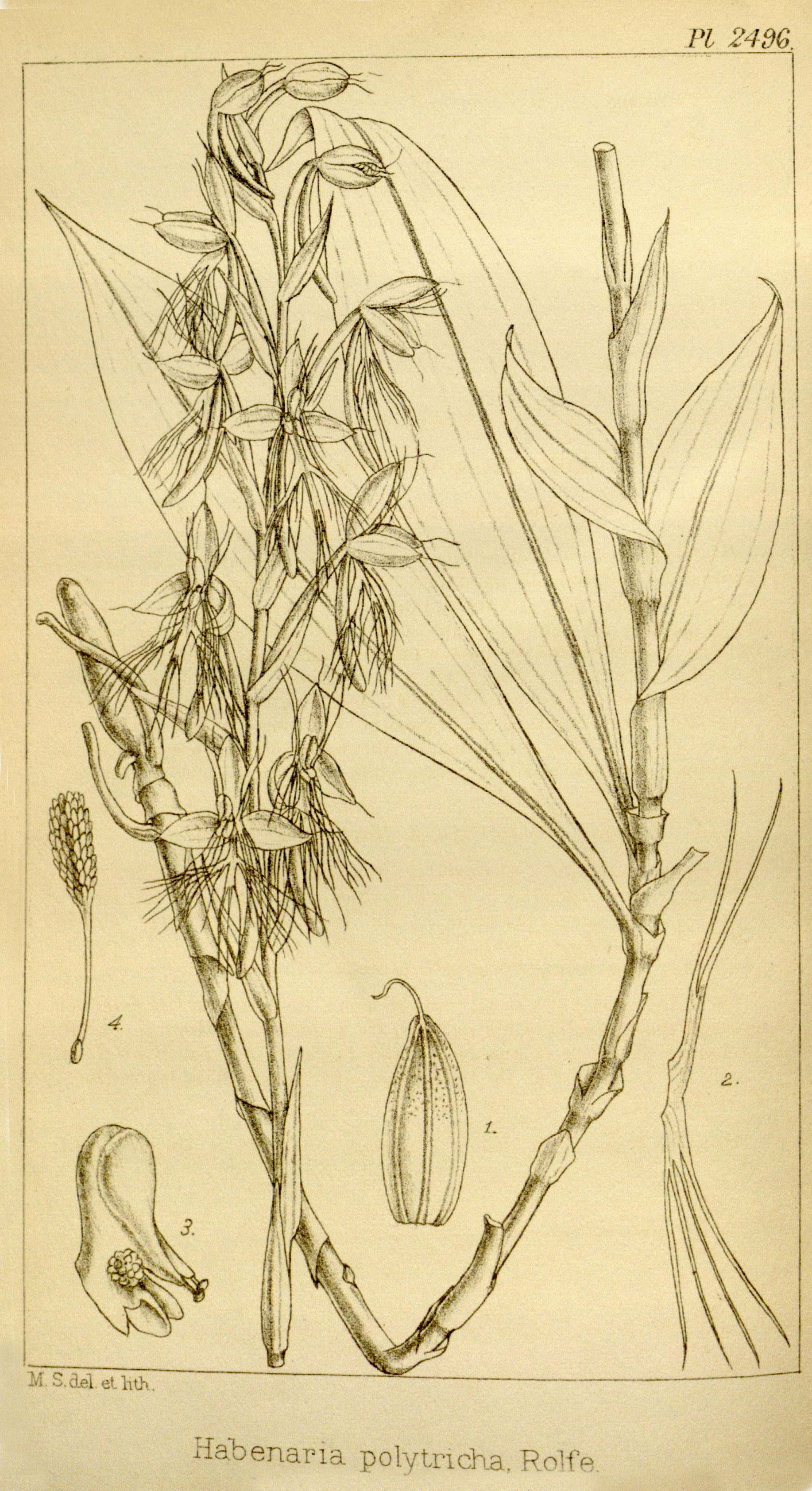
Illustration von Habenaria polytricha aus Hooker's Icones Plantarum, Volume 25, 1896, Tafel 2496

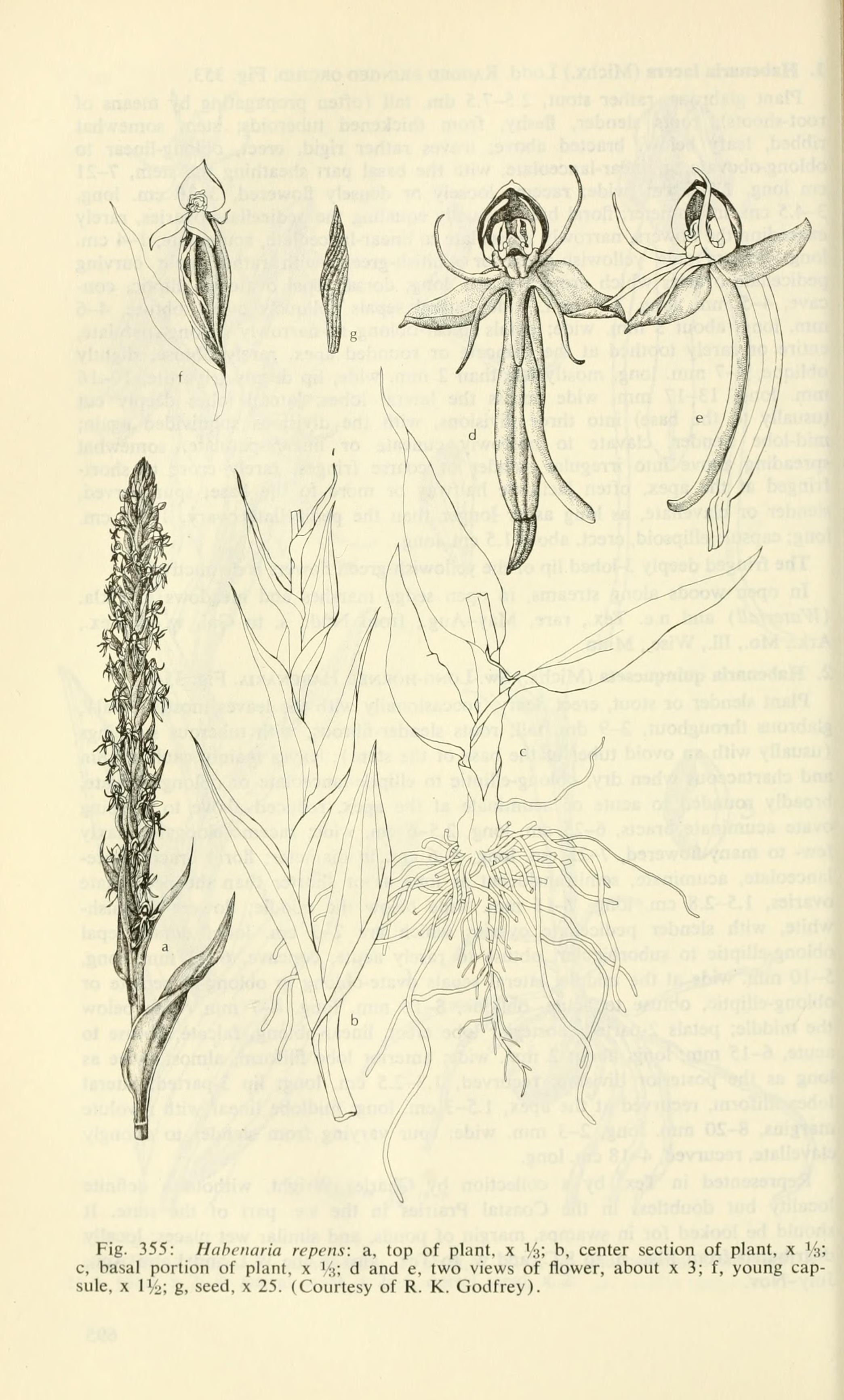
Illustration von Habenaria repens aus Aquatic and wetland plants of southwestern United States, 1972

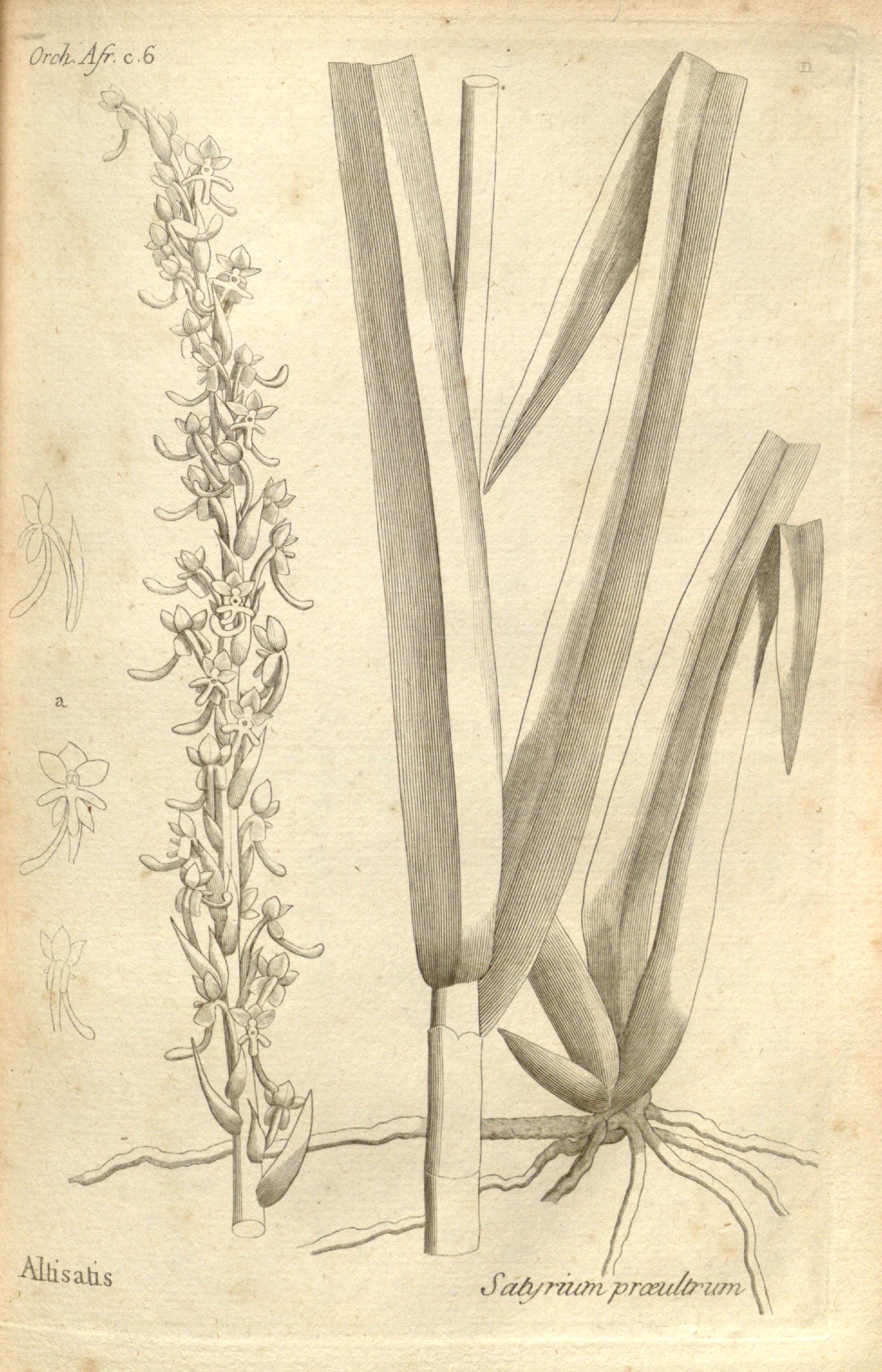
Illustration von Habenaria praealta aus Histoire particulière des plantes Orchidées recueillies sur les trois îles australes d'Afrique, de France, de Bourbon et de Madagascar, Tafel 011

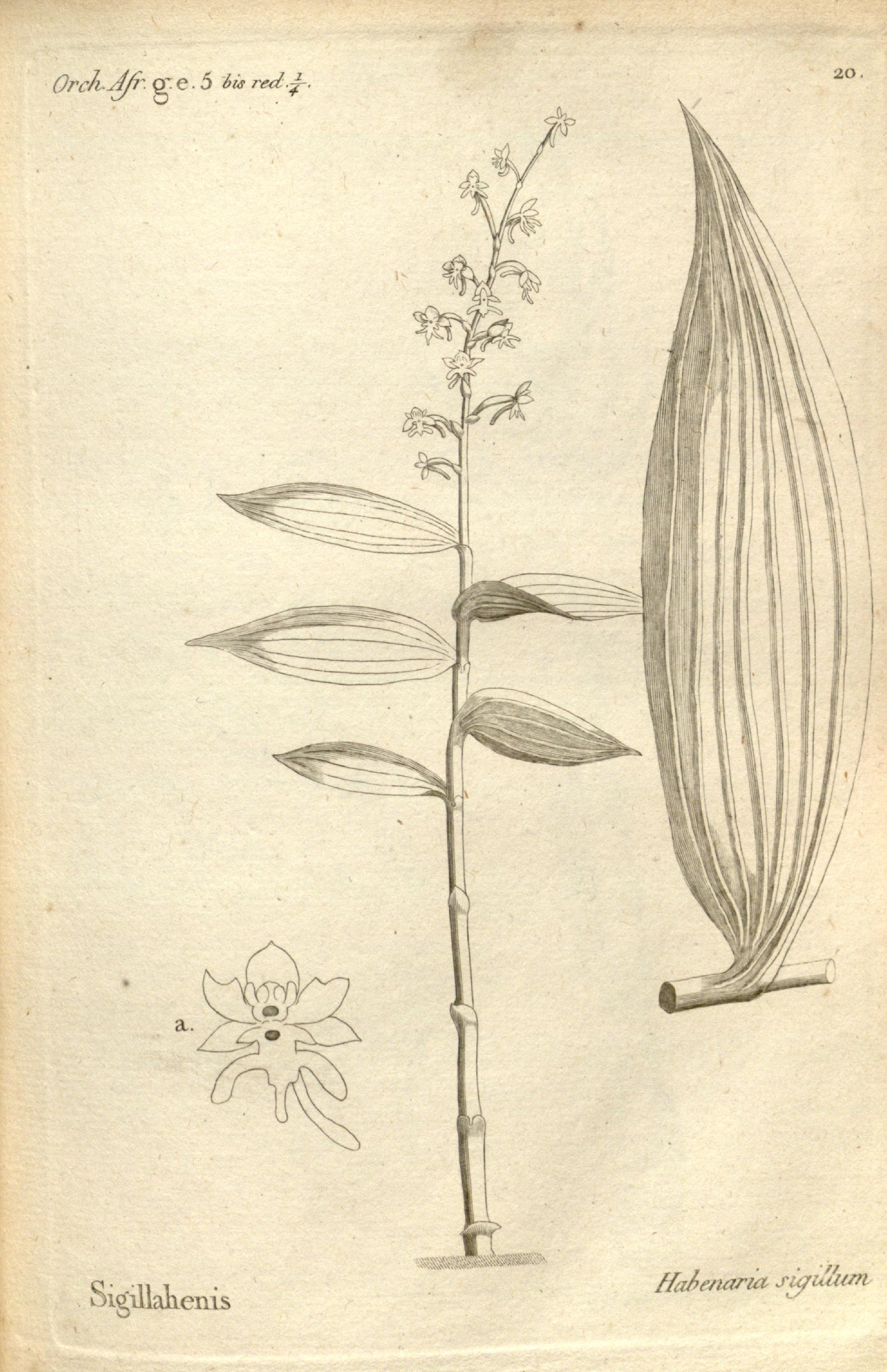
Illustration von Habenaria sigillum aus Histoire particulière des plantes Orchidées recueillies sur les trois îles australes d'Afrique, de France, de Bourbon et de Madagascar, Tafel 020

### Vegetative Merkmale
Die Habenaria-Arten sind ausdauernde krautige Pflanzen. Sie wachsen vorwiegend terrestrisch, selten auch halbuntergetaucht oder epiphytisch. Viele Arten sind sukkulent. Bei den meisten Arten trocknen in der Trockenzeit die oberirdischen Pflanzenteile ein und werden in der Regenzeit neu gebildet. Sie bilden als Überdauerungsorgane meist fast rundliche, seltener ellipsoide oder längliche, ungeteilte, fleischige Knollen mit Wurzel- und Sprossgewebe aus. Die dünnen bis dicken und fleischigen Wurzeln setzen oberhalb der Knolle an der daraus austreibenden Sprossachse an. Der Stängel ist aufrecht und unverzweigt.
Es sind sowohl grundständige als auch am Stängel wechselständig verteilt angeordnete Laubblätter vorhanden. Die nach oben gerichteten bis ausgebreiteten Laubblätter sind stängelumfassend. Die relativ dünnen, einfachen Blattspreiten sind entlang der Mittelrippe gefaltet. Die Stängelblätter sind gut entwickelt oder manchmal klein und hochblattartig reduziert.

### Generative Merkmale
Im endständigen und unverzweigten Blütenstand befinden sich locker oder dicht angeordnet meist viele Blüten, selten mit nur eine Blüte. Die Tragblätter sind normalerweise gut entwickelt, manchmal laubblattartig und gleich lang wie Fruchtknoten und Blütenstiel zusammen. Der Fruchtknoten ist gestielt oder sitzend. Die Blüten sind resupiniert.
Die zwittrigen Blüten sind zygomorph und dreizählig. Die Sepalen sind frei, das dorsale Sepal formt oft eine Haube über der Blüte, die seitlichen Sepalen sind ausgebreitet bis zurückgeschlagen. Die seitlichen Petalen sind meist zweilappig, seltener einfach, sie liegen dem dorsalen Sepal an. Die Lippe ist meist dreilappig, manchmal auch ungeteilt, an der Basis mit einem Nektar tragenden Sporn. Die Säule ist kurz, fleischig, im Querschnitt zylindrisch, fest mit dem Staubblatt verwachsen. Das Staubblatt zeigt einen deutlichen Staubfaden, es ist zweikammrig, die Kammern sind mit einer deutlichen Längsrinne versehen und liegen nicht parallel zueinander. Die zwei Pollinien sind mehlig-körnig und hängen mit je einem langen Stielchen (Caudiculae) an je einer kleinen Klebscheibe (Viscidium). Die Narbe besteht aus zwei Narbenflächen, die nach außen gewölbt oder sogar gestielt sind. Das Trenngewebe zwischen Narbe und Staubblatt (Rostellum) bildet zwei seitliche Anhängsel.
Die Kapselfrüchte sind ellipsoid.

## Systematik und Verbreitung
Die Gattung Habenaria ist weltweit vor allem in den Tropen und Subtropen verbreitet, einige wenige Arten erreichen in Ostasien aber auch gemäßigte Gebiete, und in Einzelfällen wie bei Habenaria dentata findet man sie sogar im Himalaya. In Europa ist keine der Arten heimisch, auf den Kanaren findet man den Kanarenstendel (Habenaria tridactylites). Die Zentren der Artenvielfalt liegen in Brasilien, im südlichen sowie zentralen Afrika und in Ostasien.

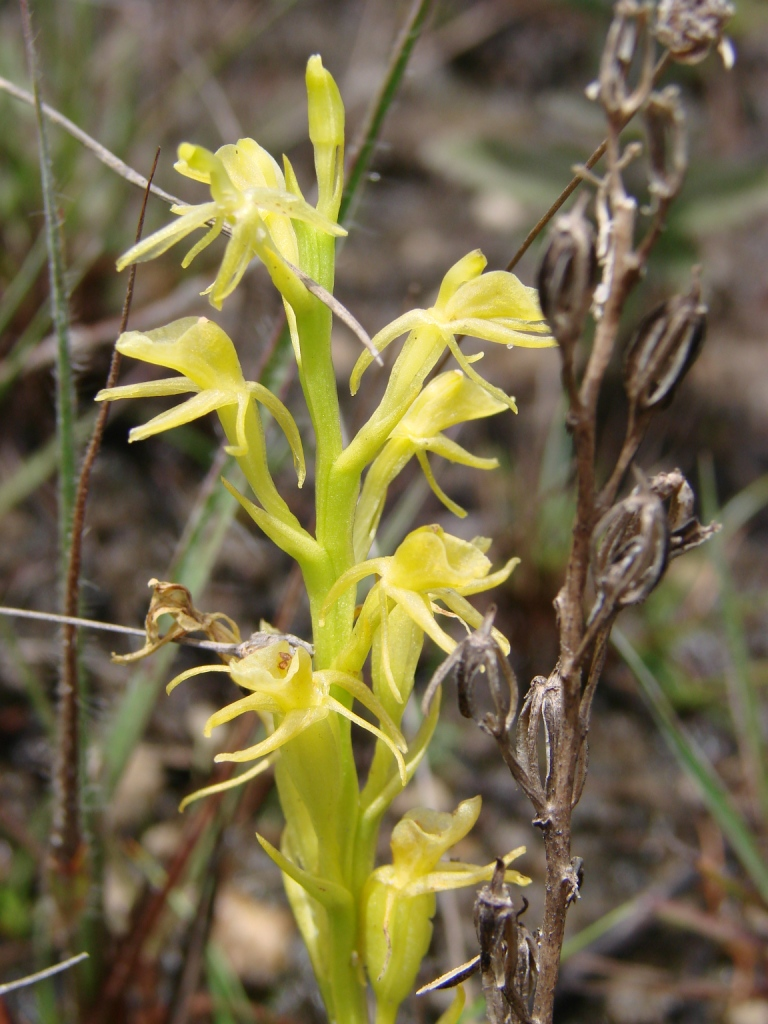
Blütenstand von Habenaria brevidens

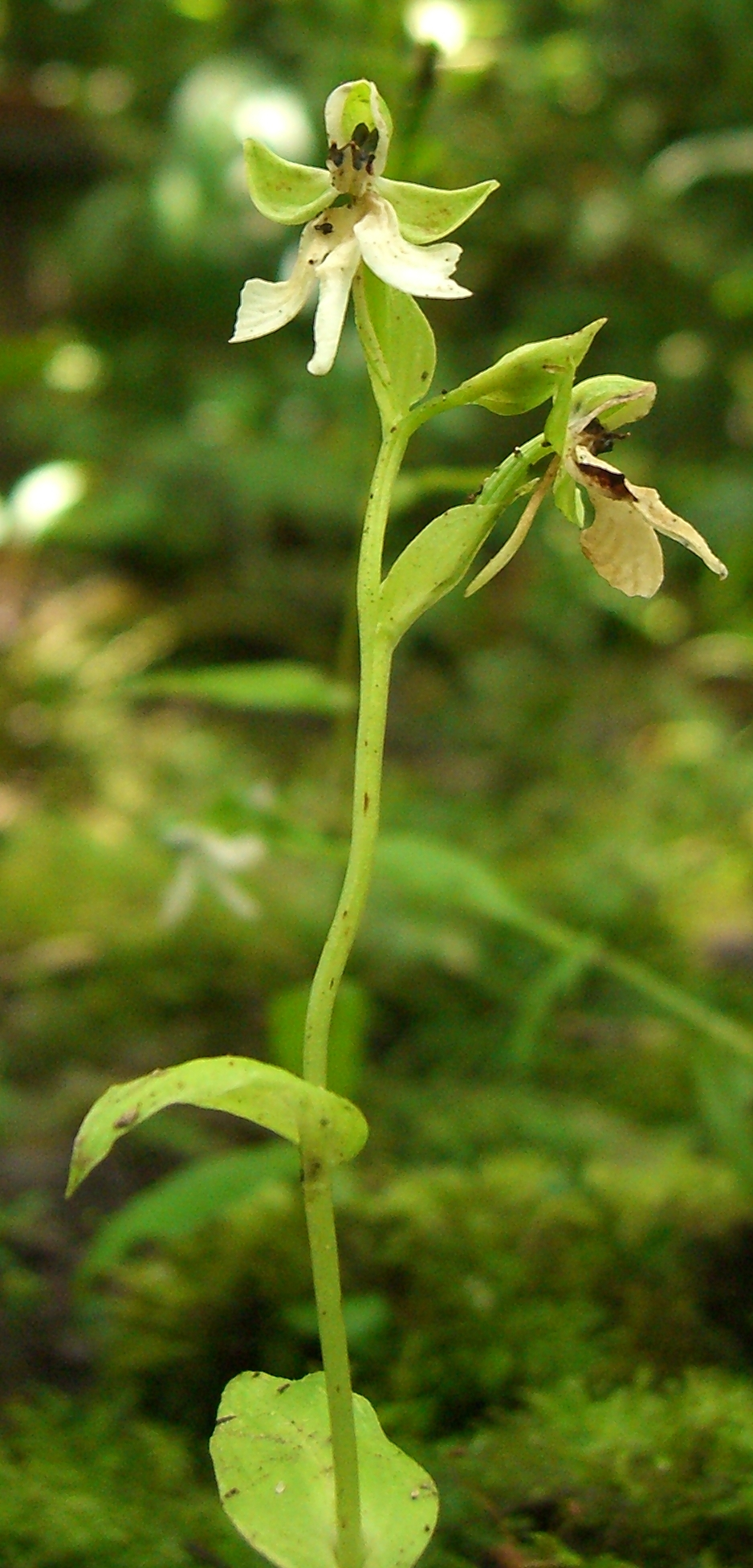
Blütenstand von Habenaria corydophora

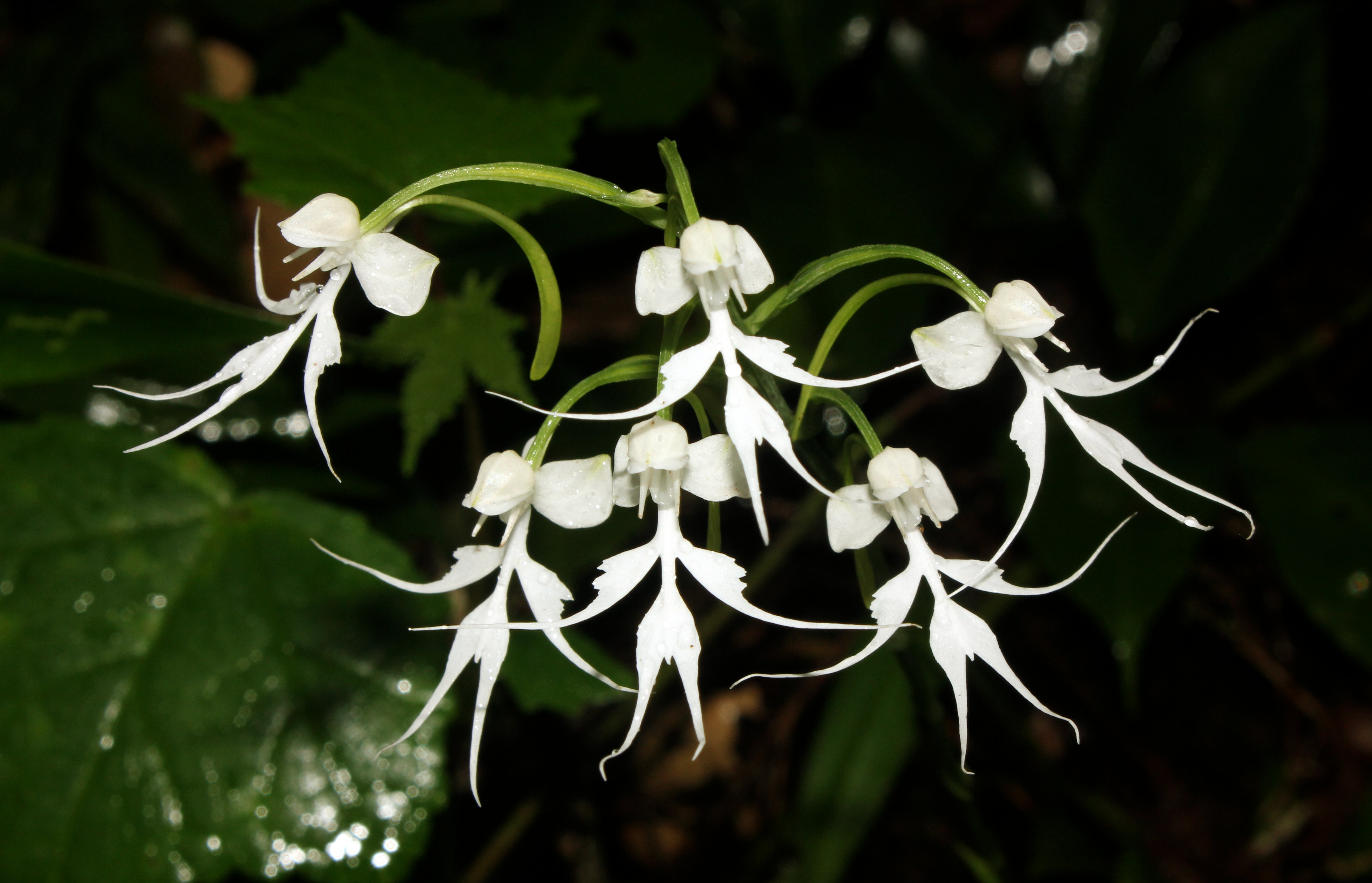
Blütenstand von Habenaria crinifera

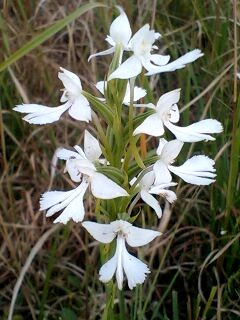
Blütenstand von Habenaria dentata

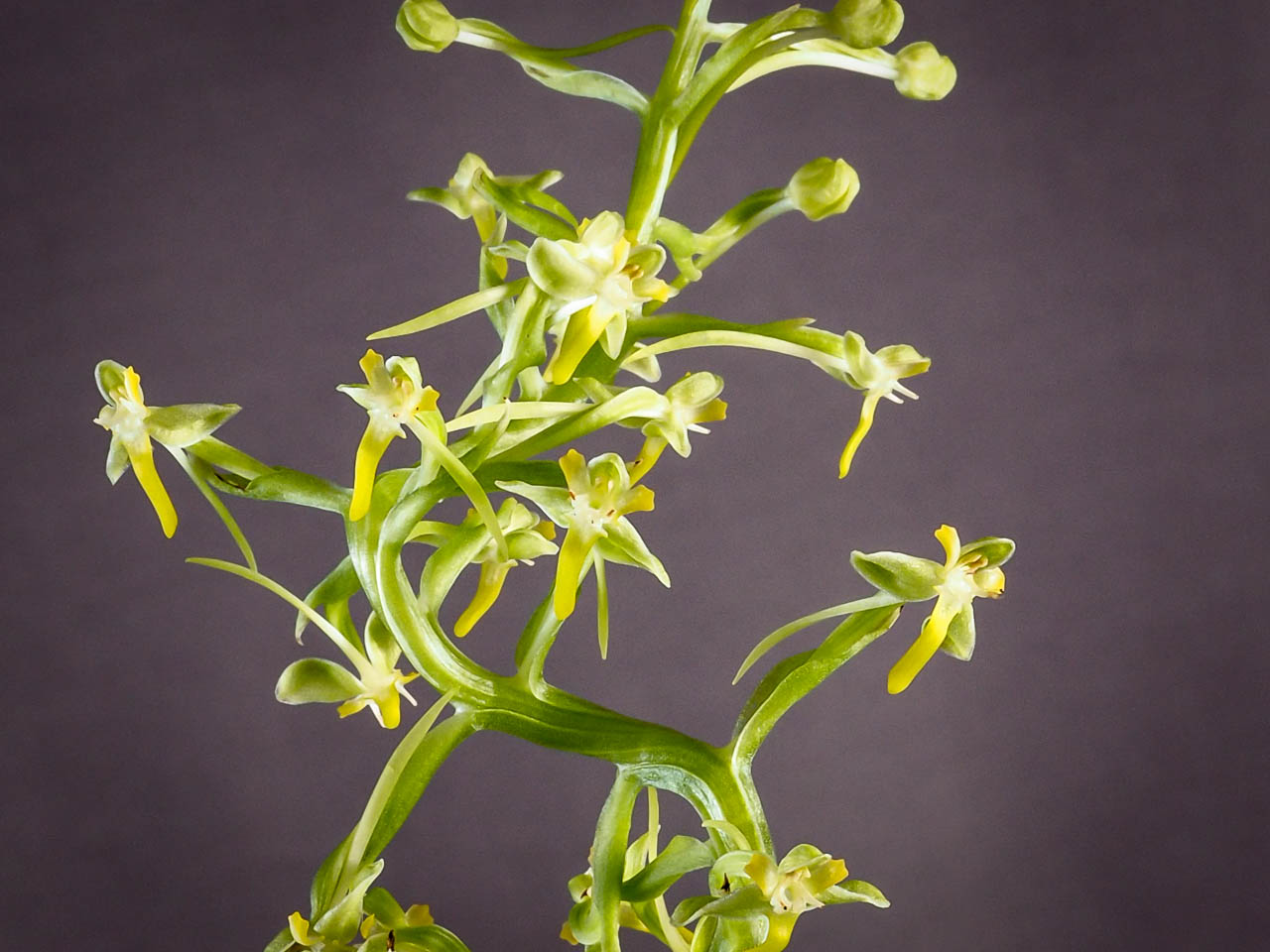
Ausschnitt eines Blütenstandes mit zygomorphen Blüten von Habenaria floribunda

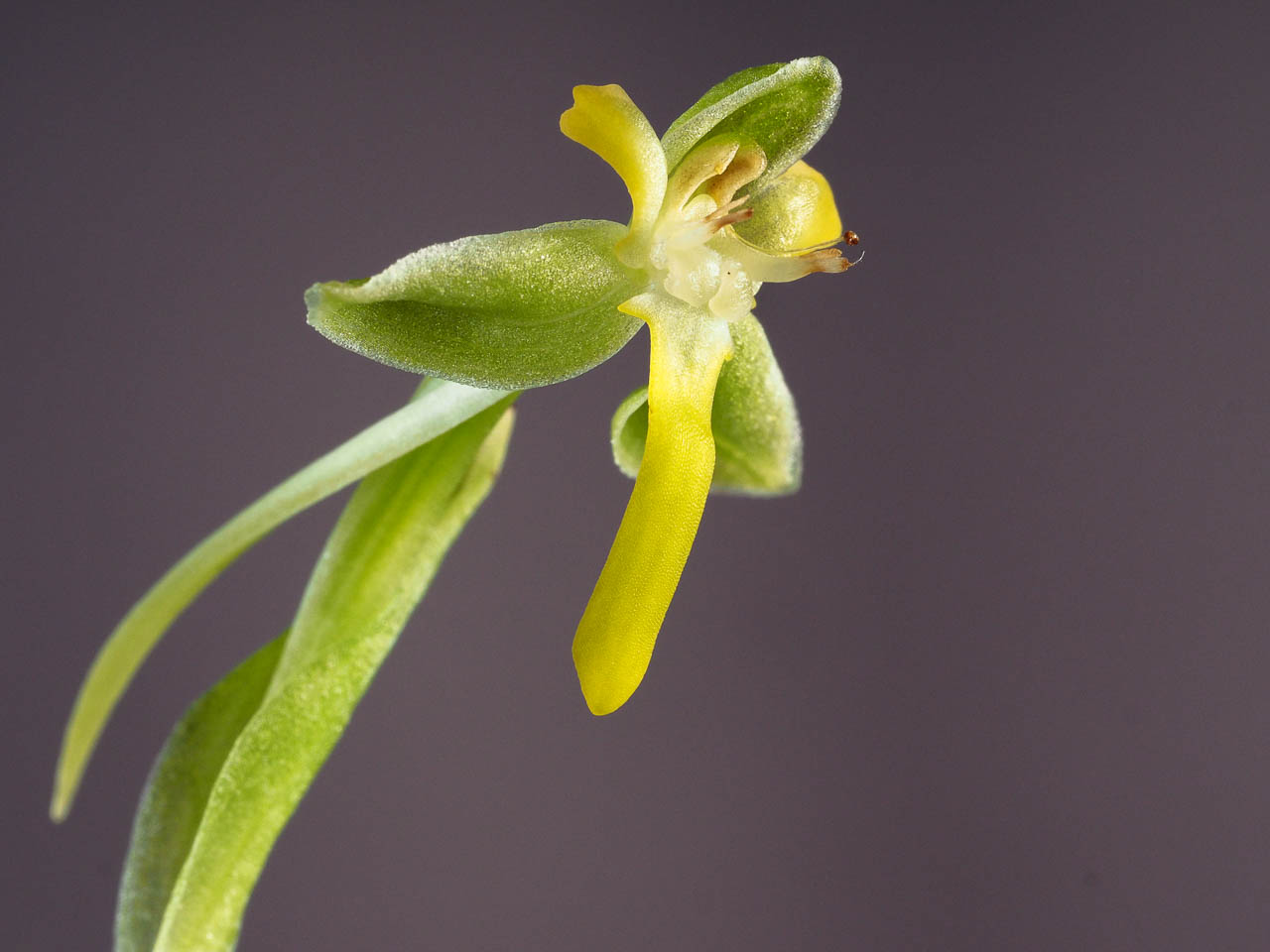
Zygomorphe Blüte im Detail von Habenaria floribunda

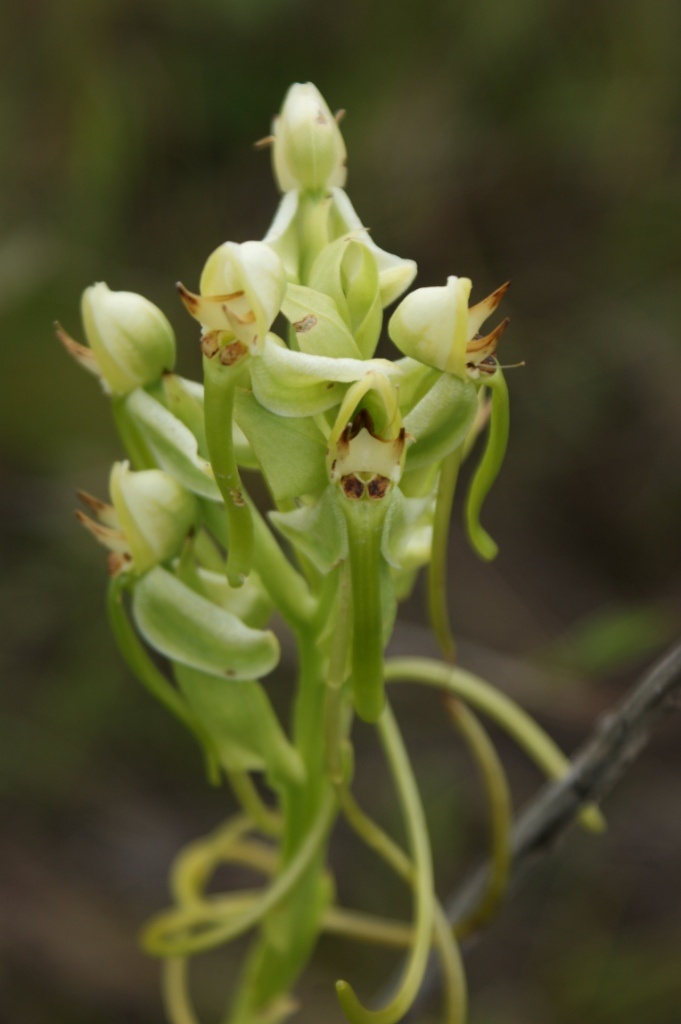
Blütenstand von Habenaria hamata

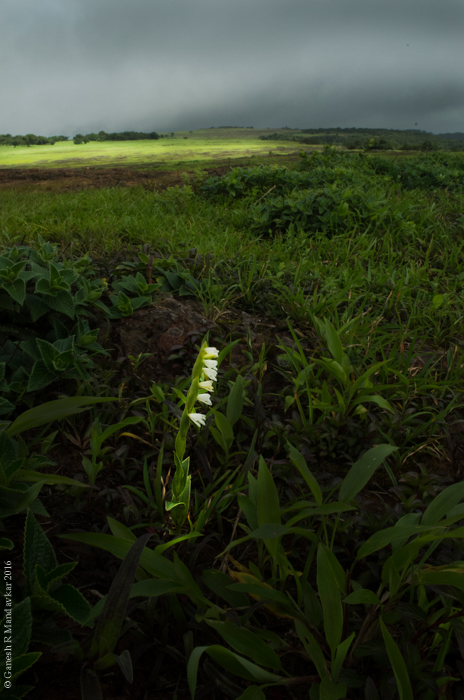
Habitus von Habenaria heyneana im Habitat

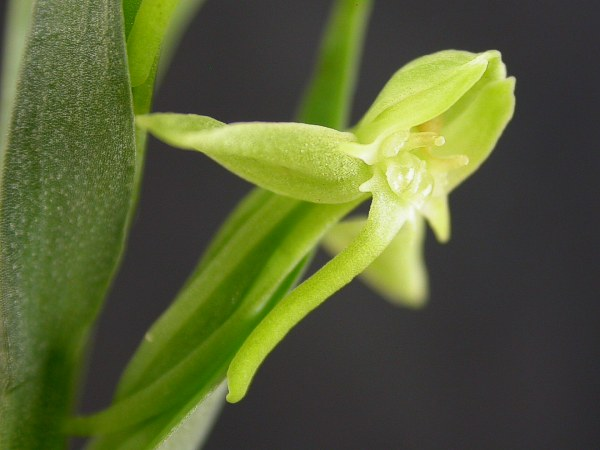
Zygomorphe Blüte im Detail von Habenaria josephensis

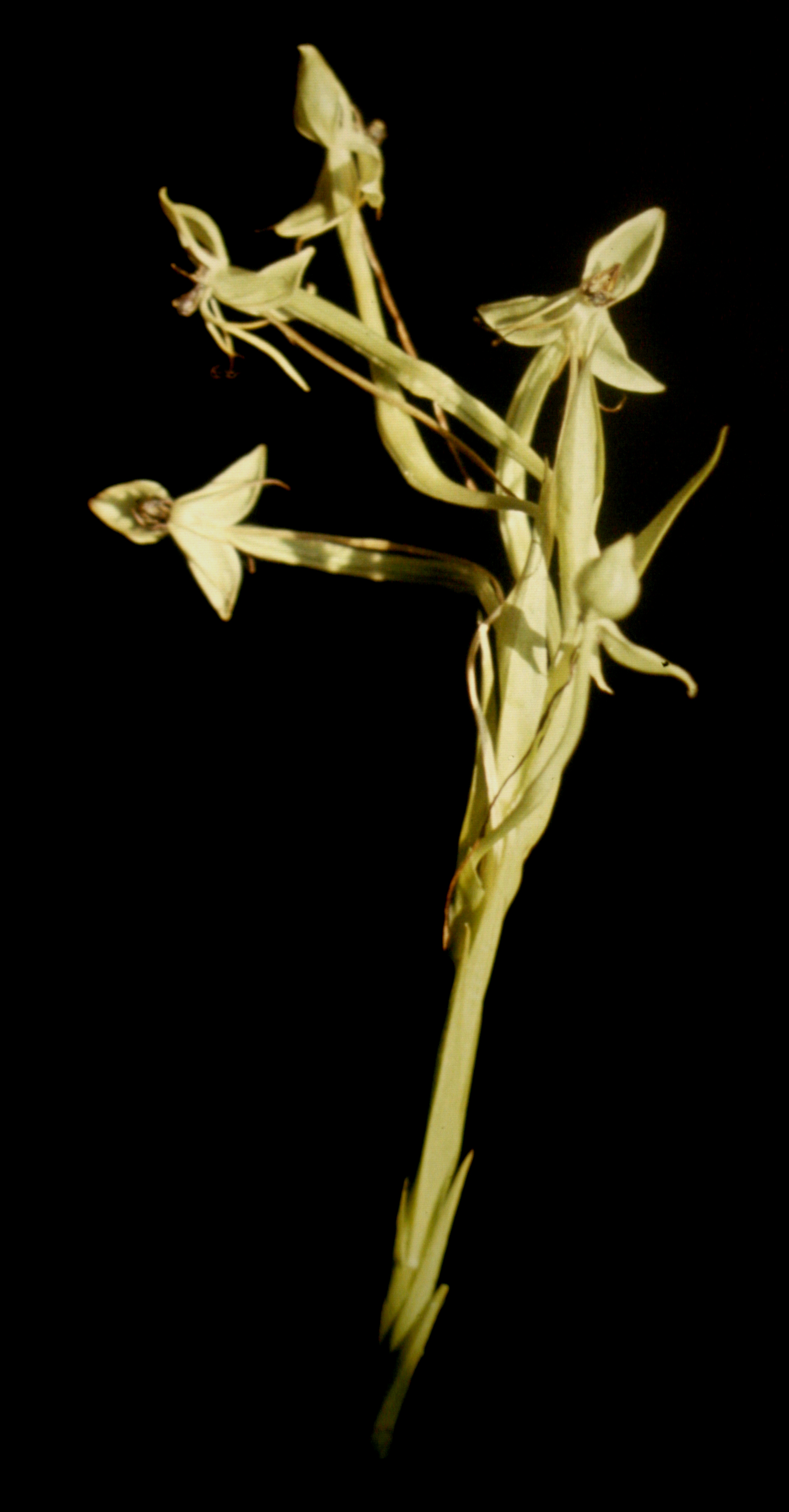
Blütenstand von Habenaria longicauda

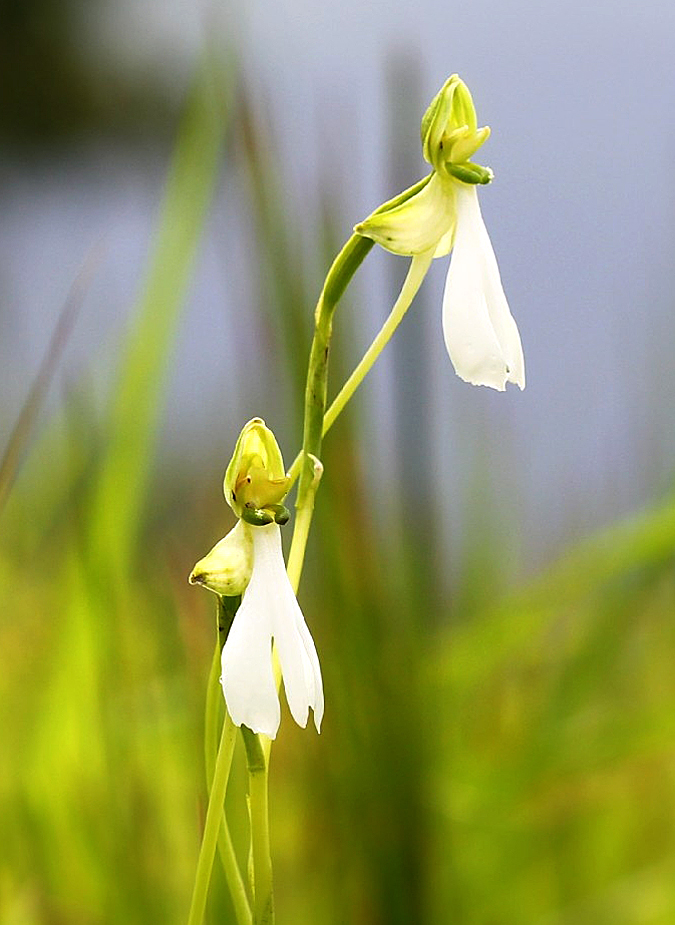
Blütenstand von Habenaria longicorniculata

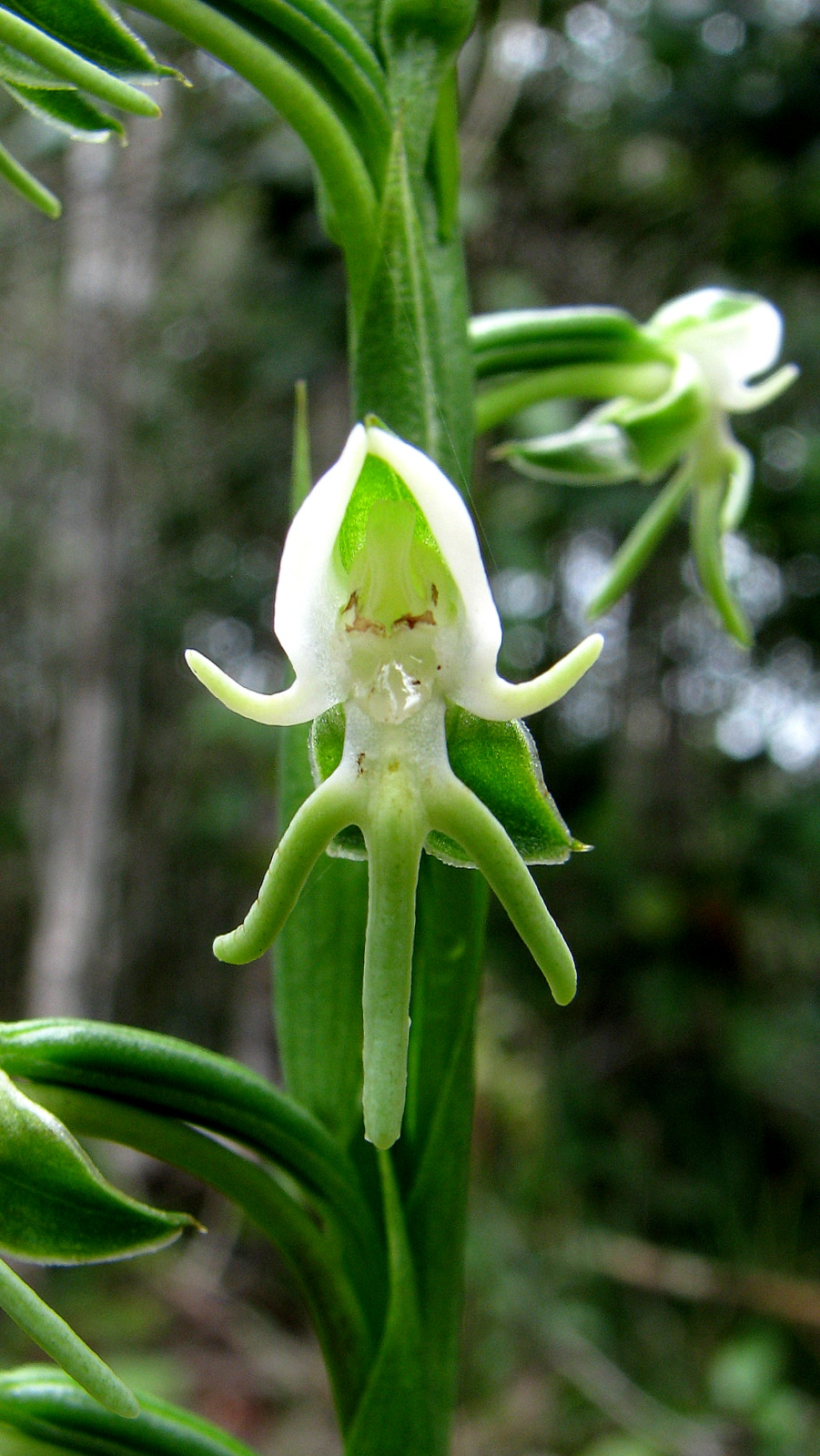
Zygomorphe Blüten im Detail von Habenaria longipedicellata

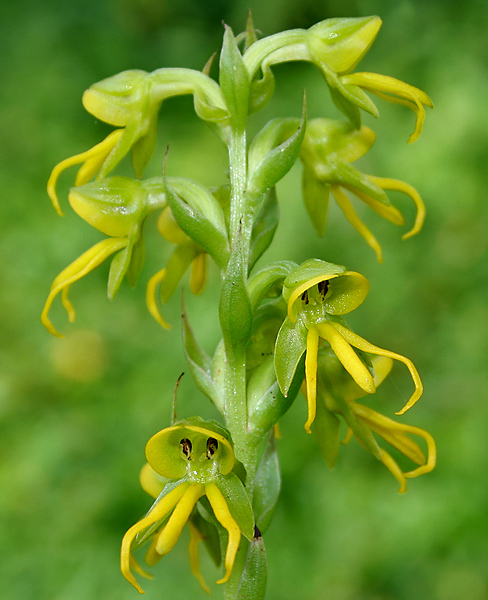
Blütenstand mit zygomorphen Blüten im Detail von Habenaria marginata

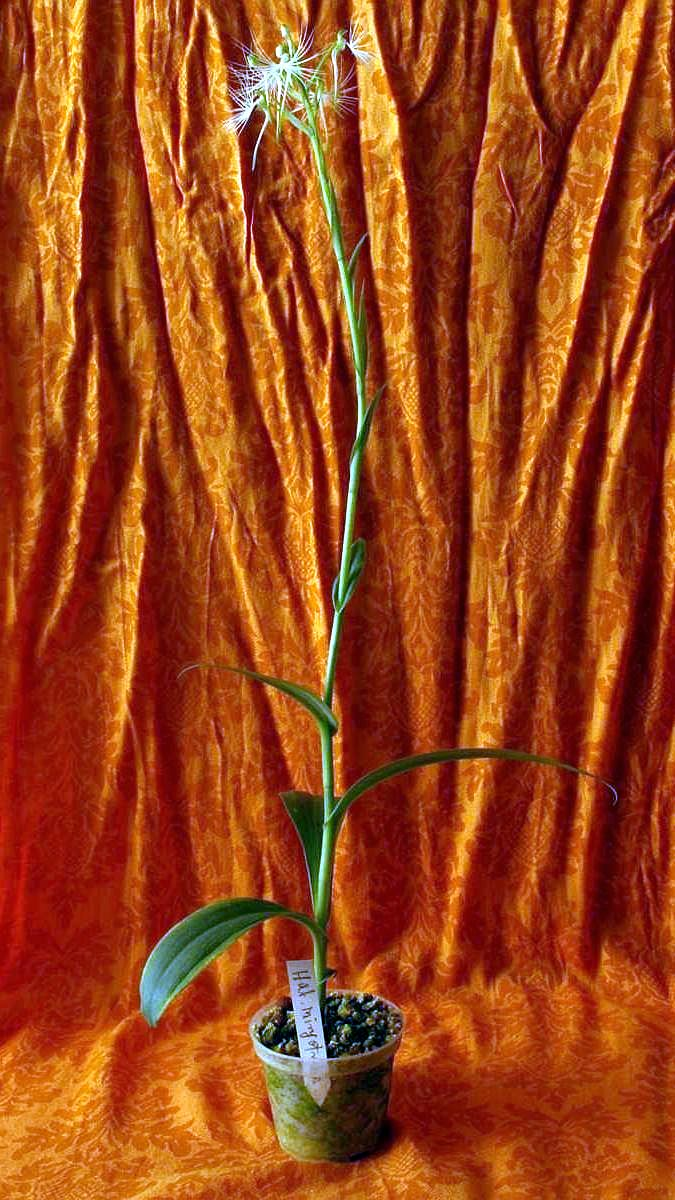
Habitus von Habenaria medusa

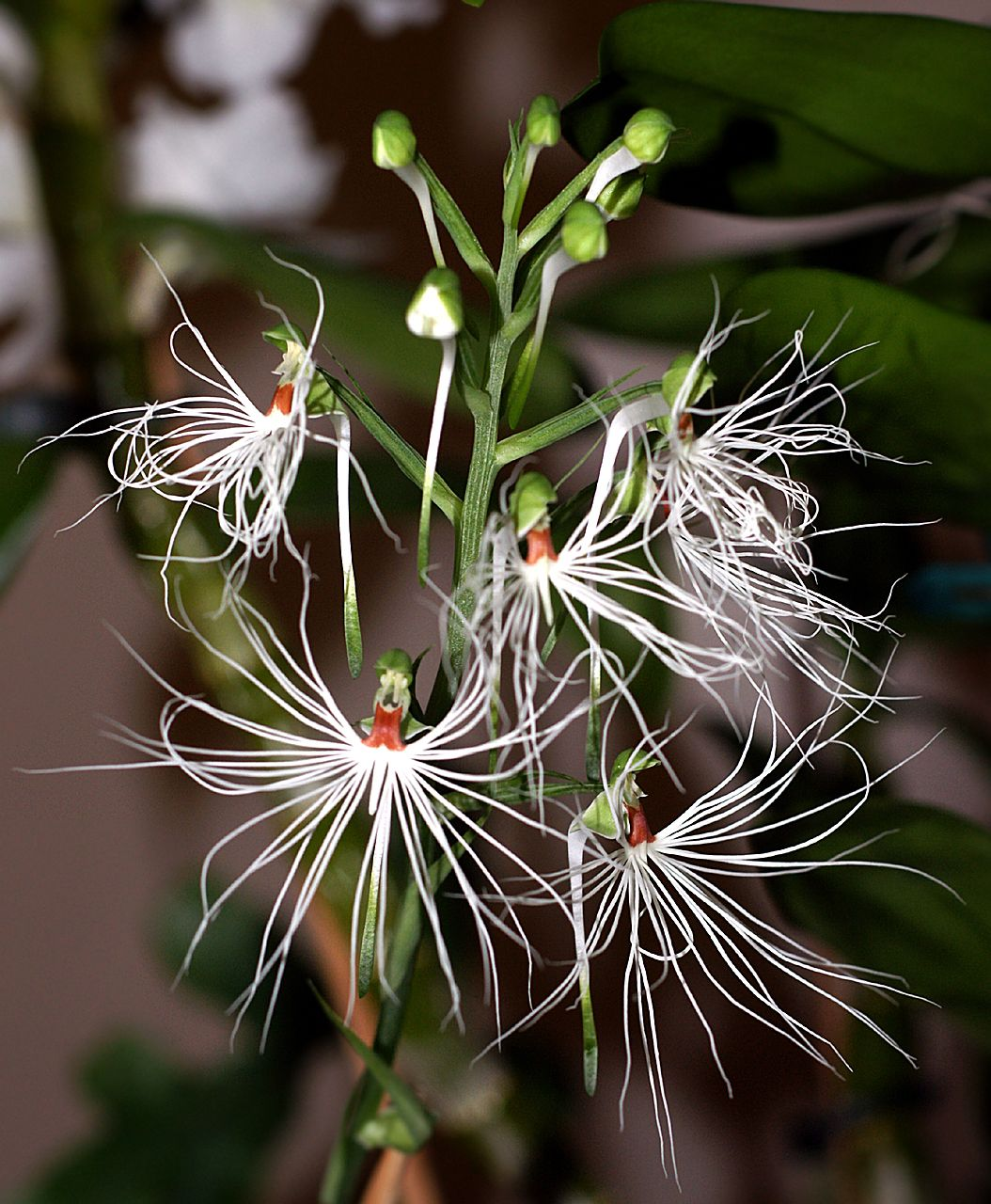
Blütenstand von Habenaria medusa

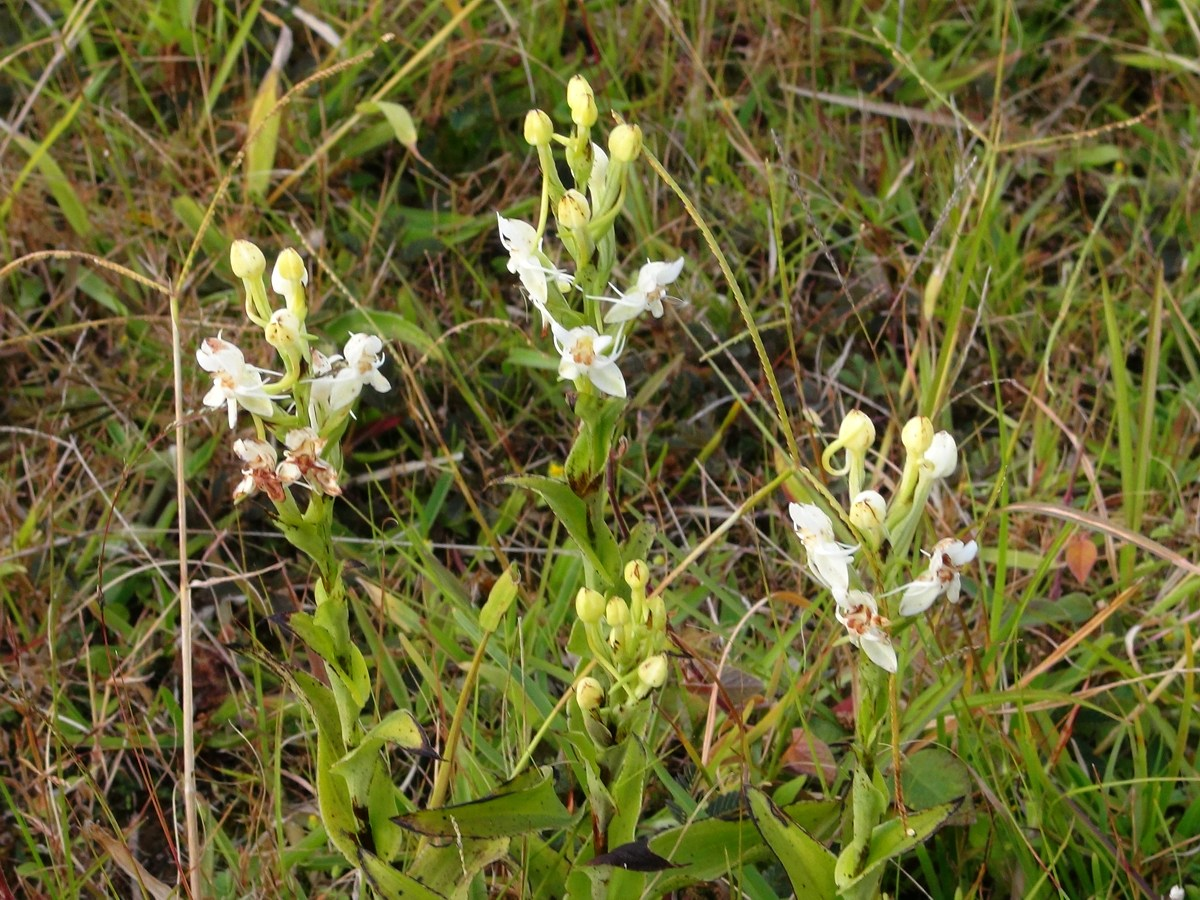
Habitus und Blütenstände von Habenaria monorrhiza im Habitat

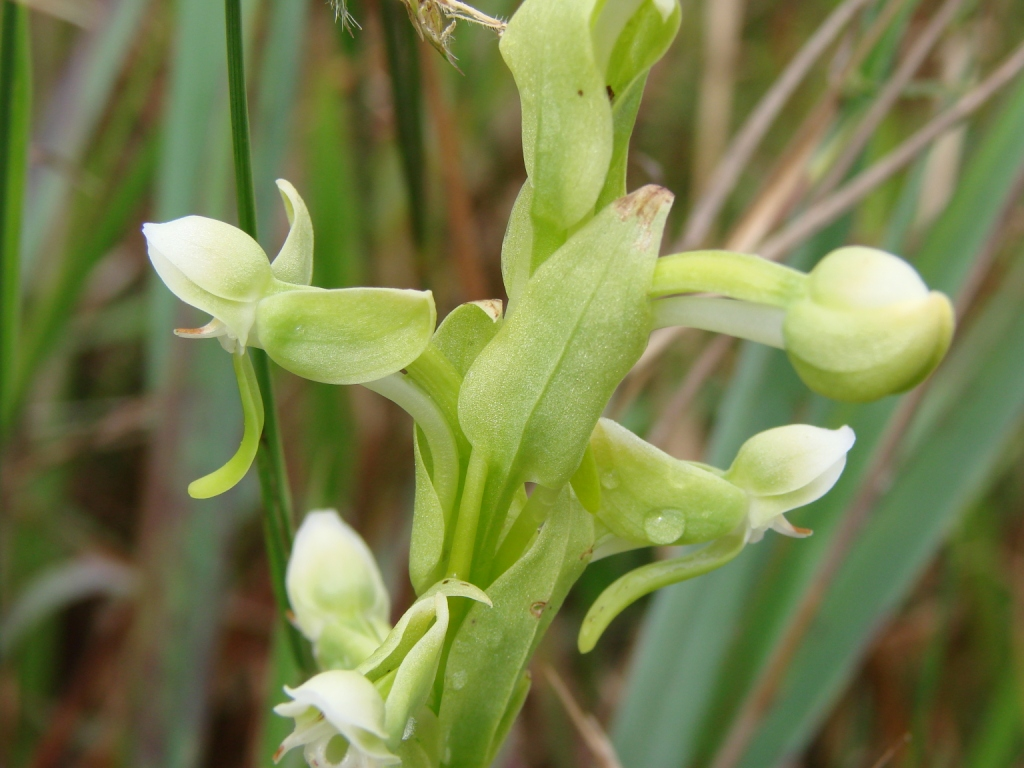
Ausschnitt eines Blütenstandes mit zygomorphen Blüten von Habenaria obtusa

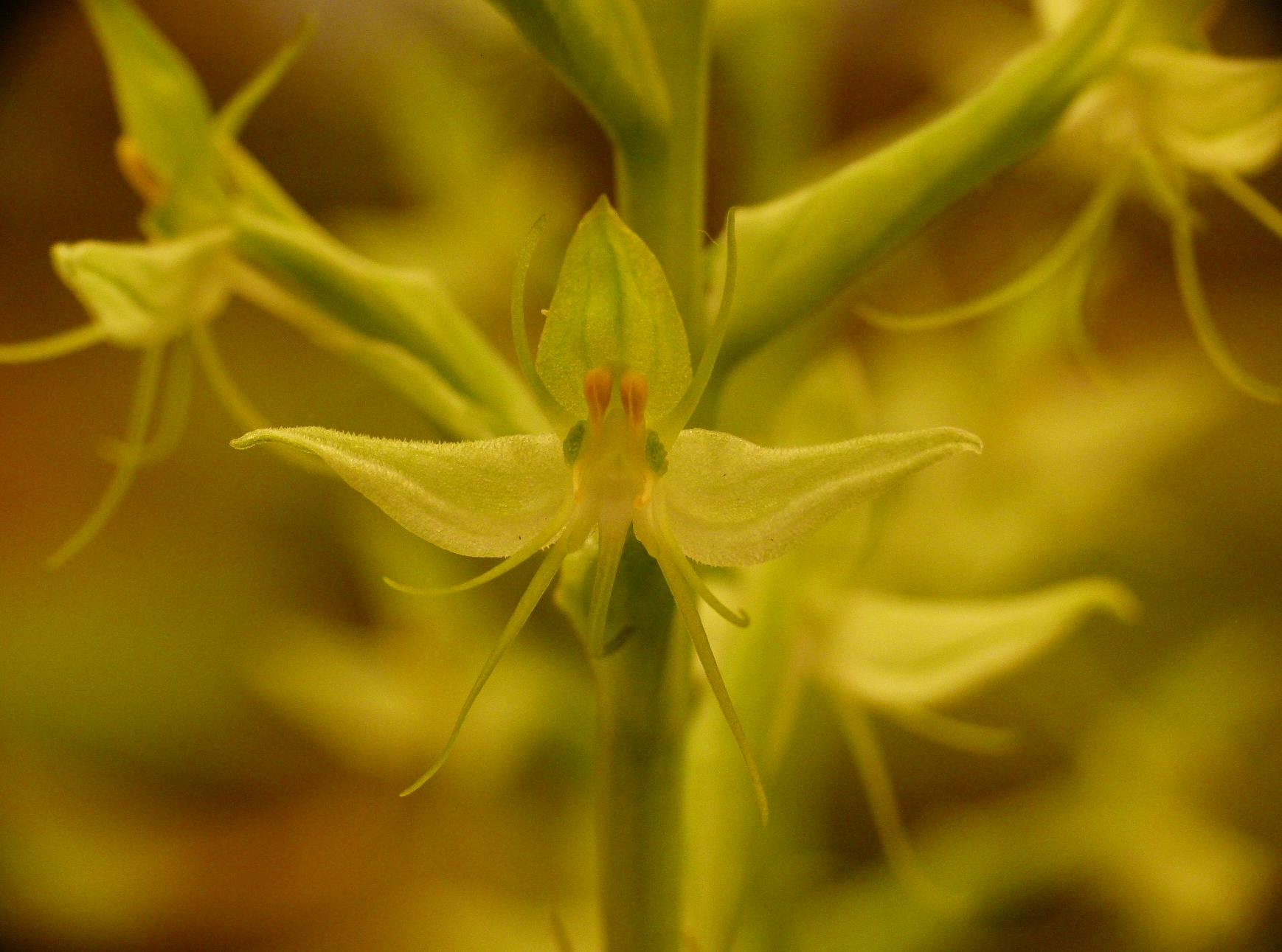
Zygomorphe Blüte im Detail von Habenaria panigrahiana

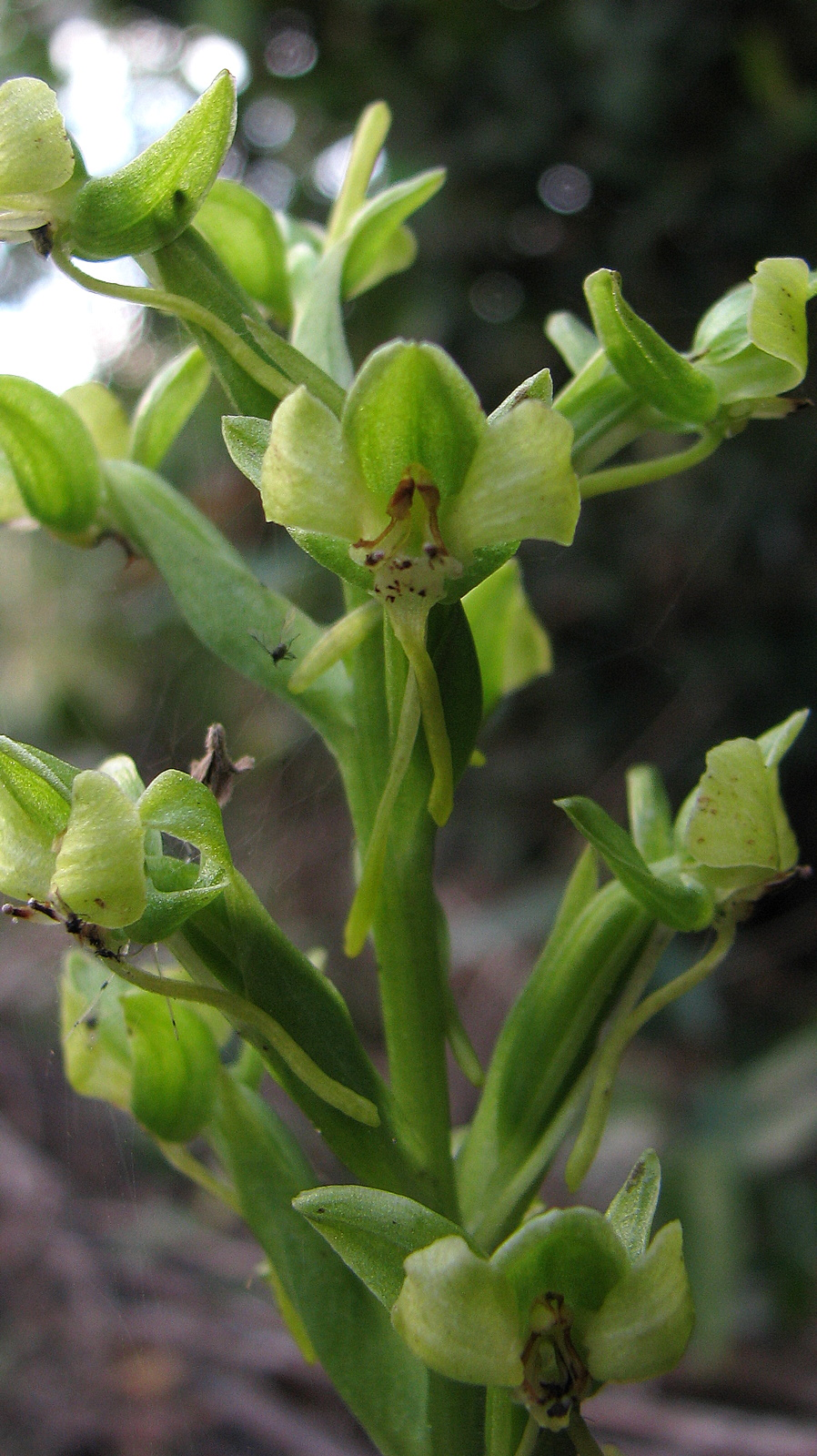
Ausschnitt eines Blütenstandes mit zygomorphen Blüten von Habenaria petalodes

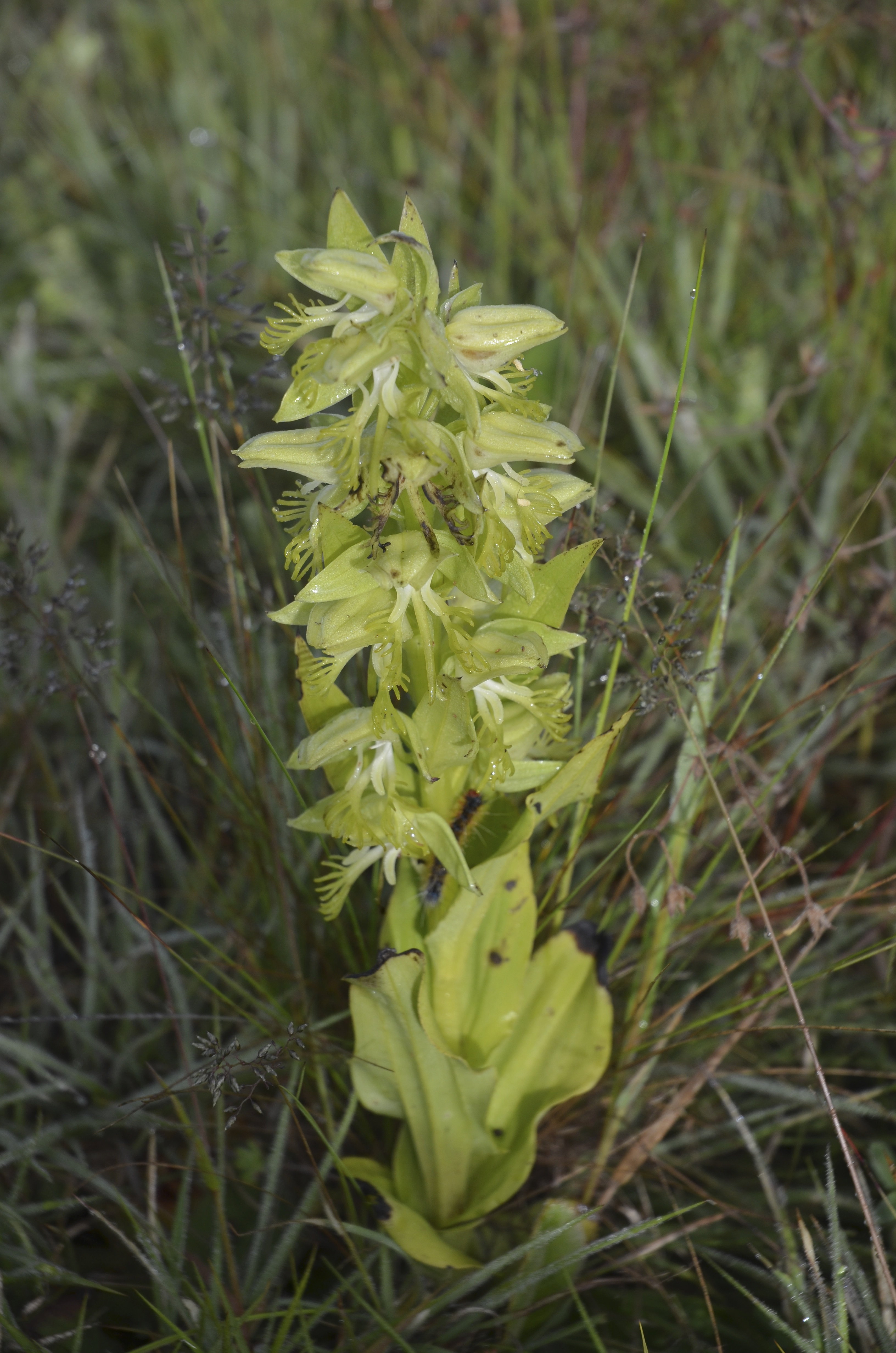
Habitus und Blütenstand von Habenaria praestans im Habitat

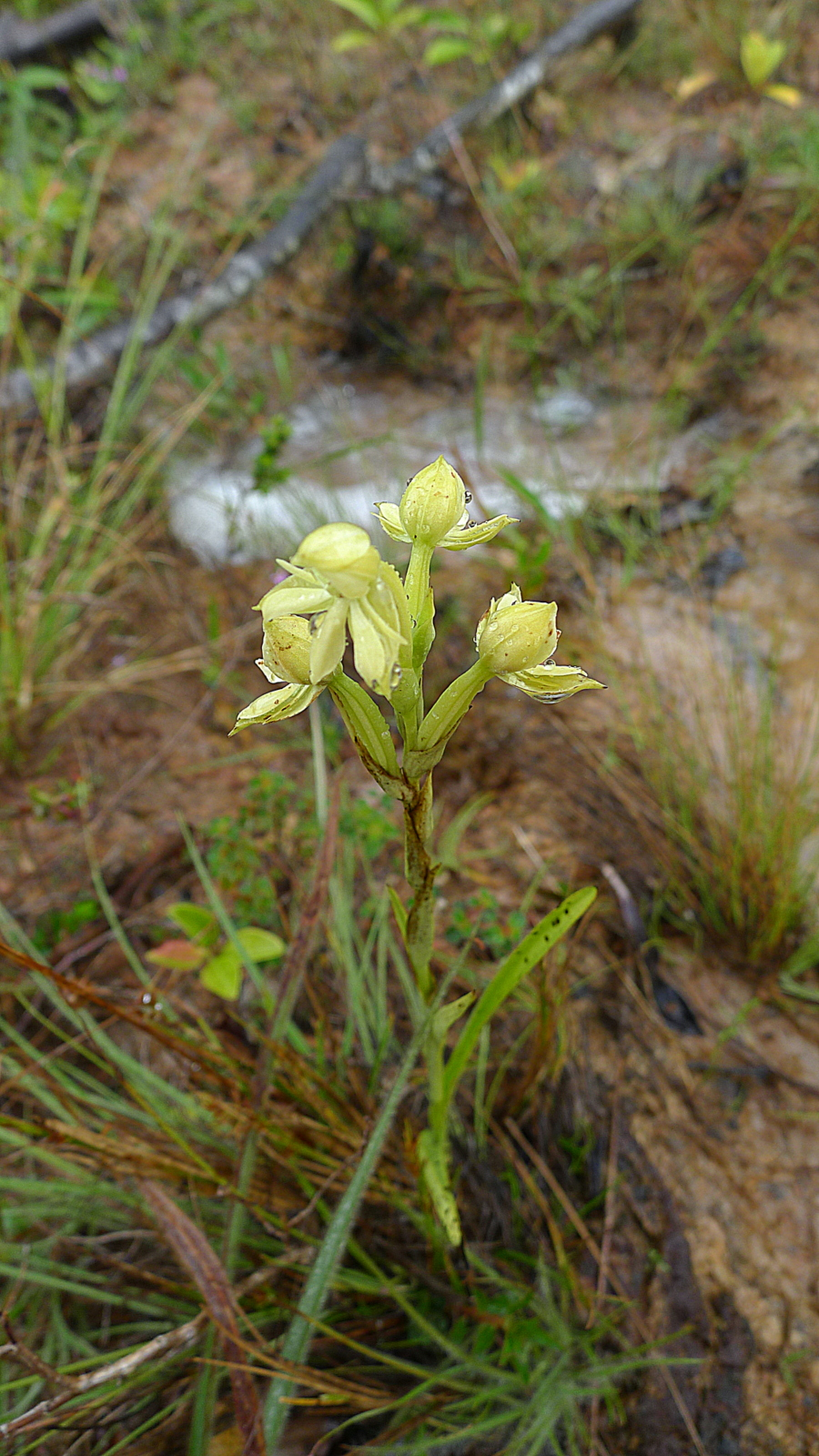
Habitus und Blütenstand von Habenaria pratensis im Habitat

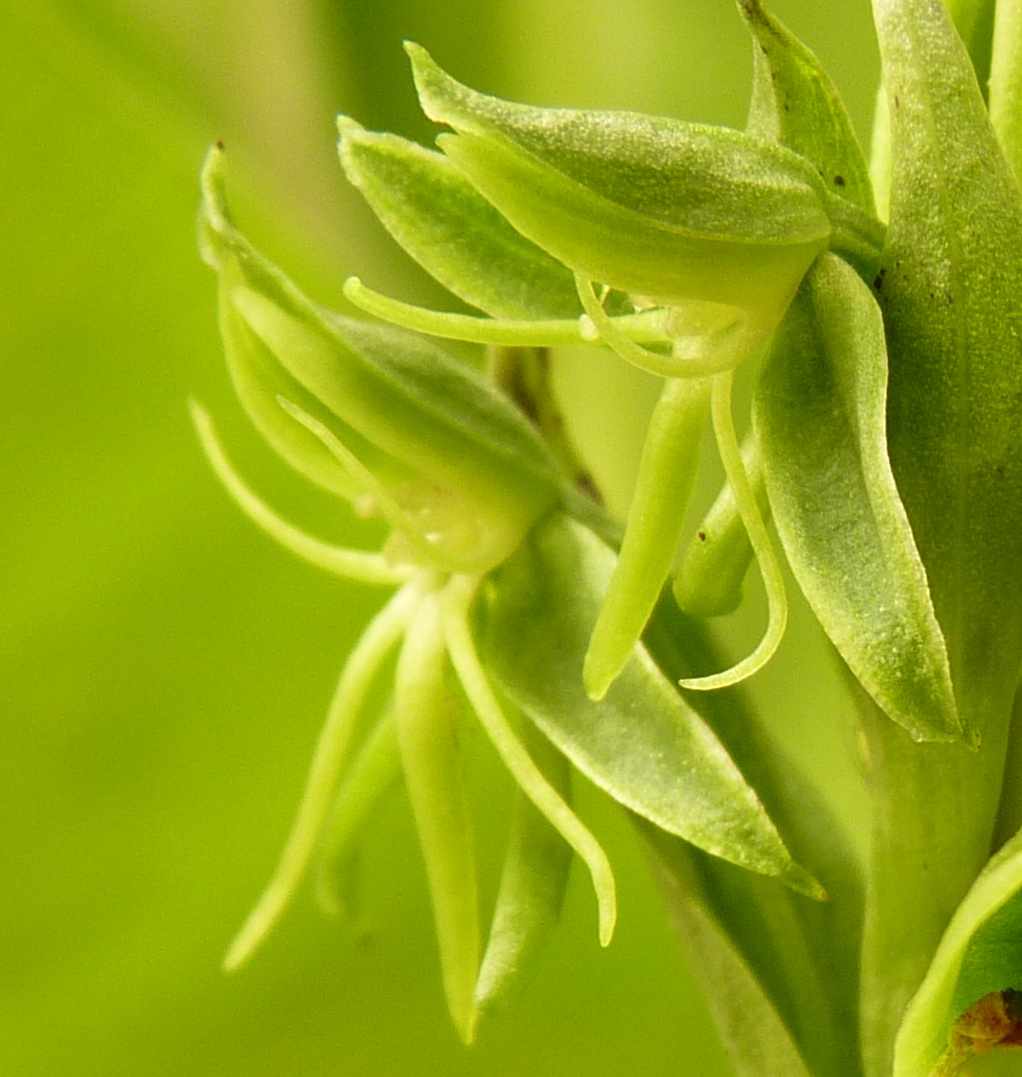
Zygomorphe Blüten von Habenaria pumila

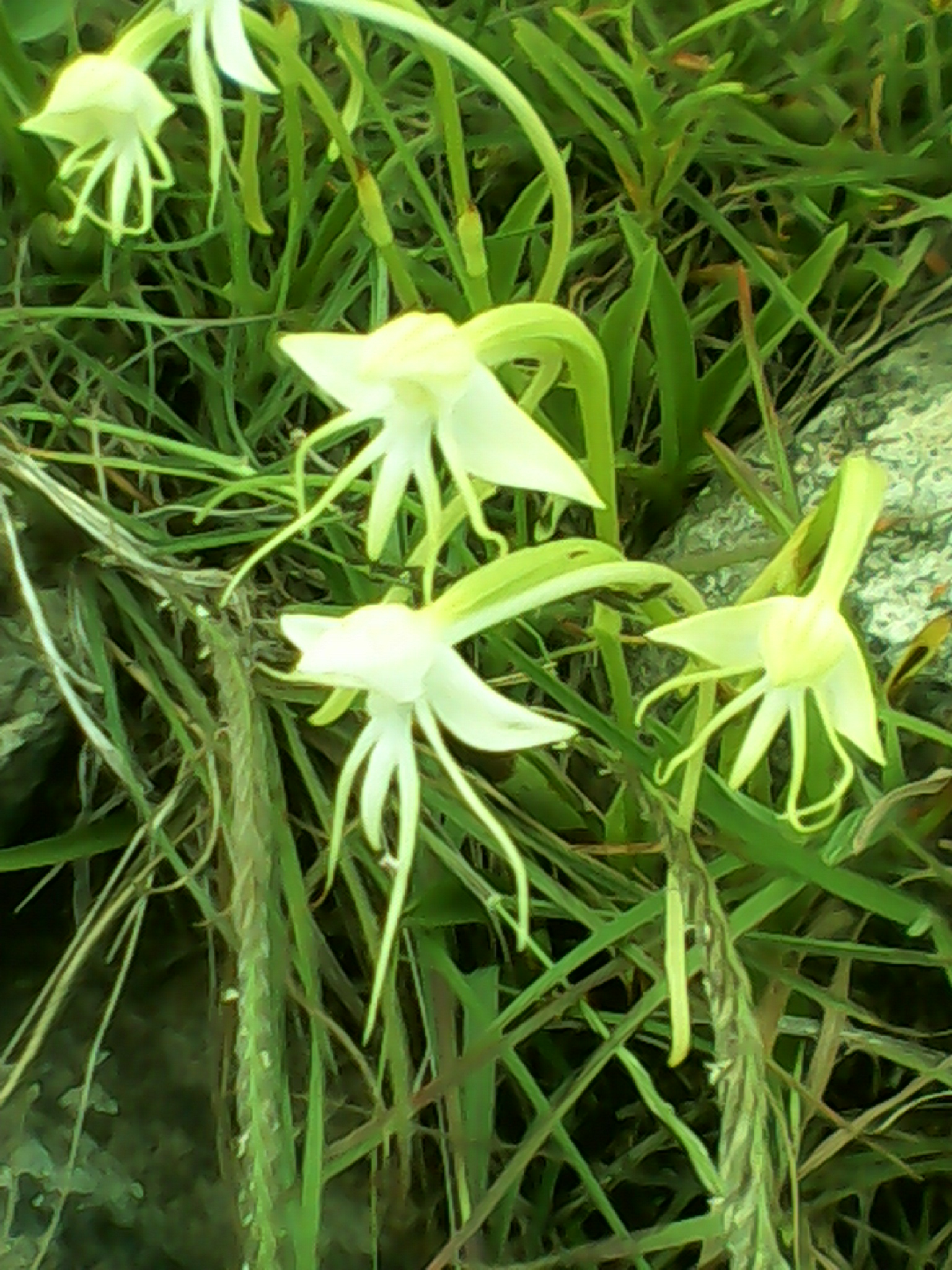
Habenaria rariflora

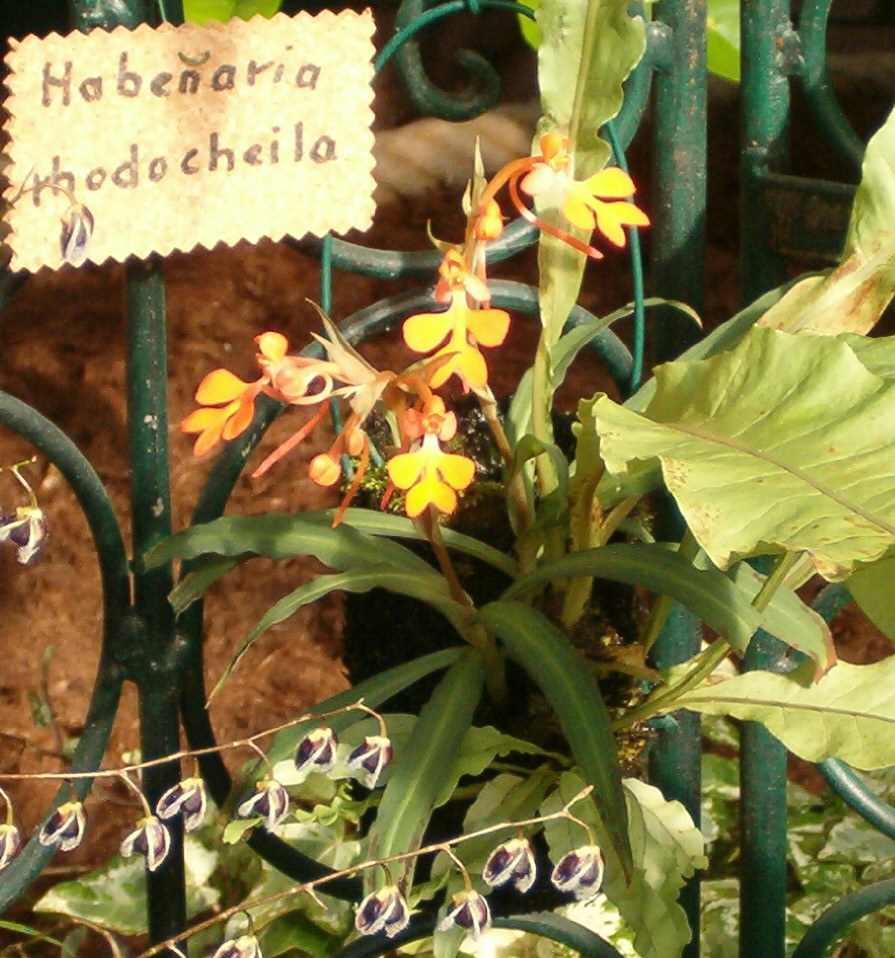
Habitus, Laubblätter und Blüten von Habenaria rhodocheila im Habitat

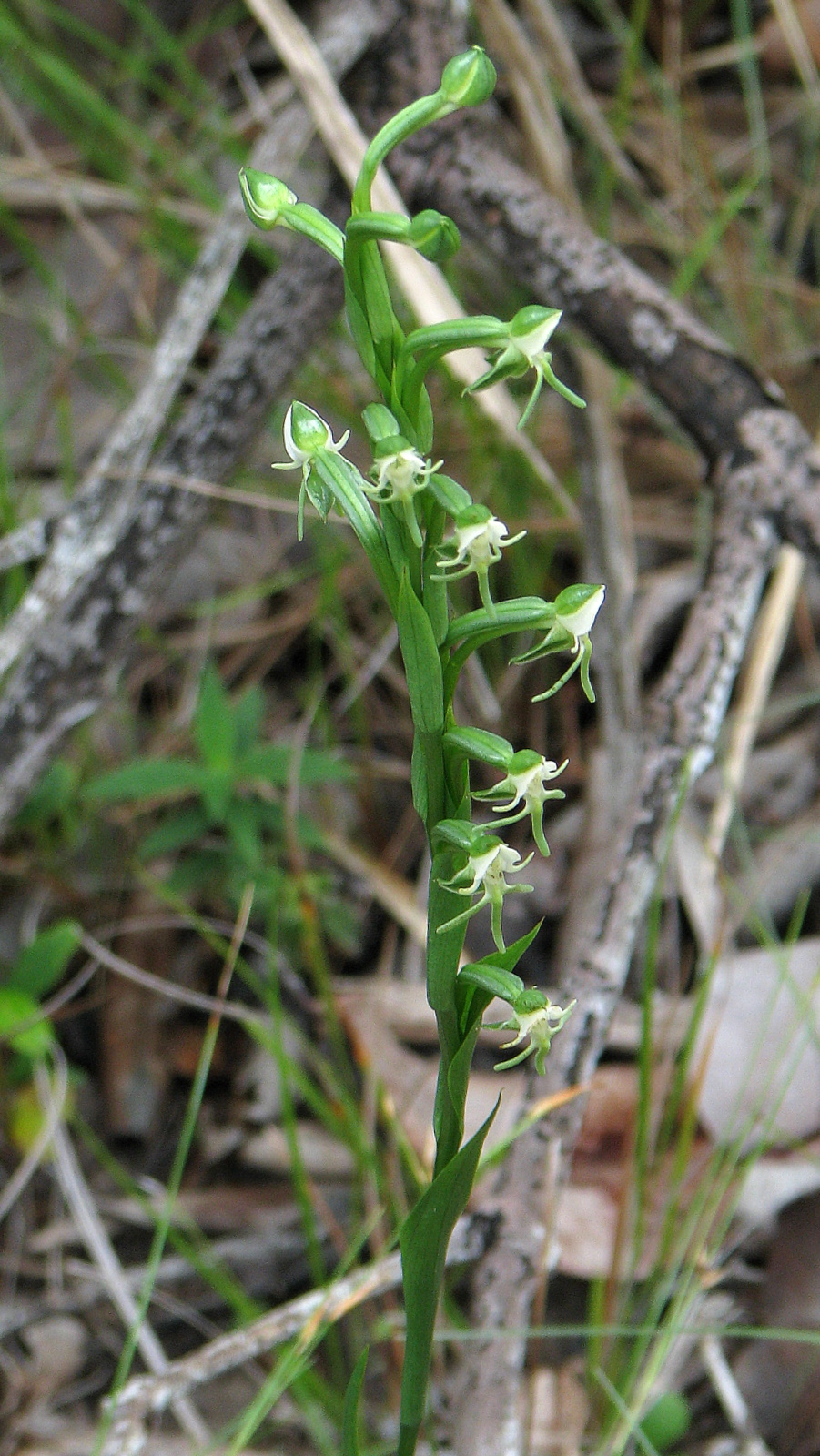
Blütenstand von Habenaria rodeiensis im Habitat

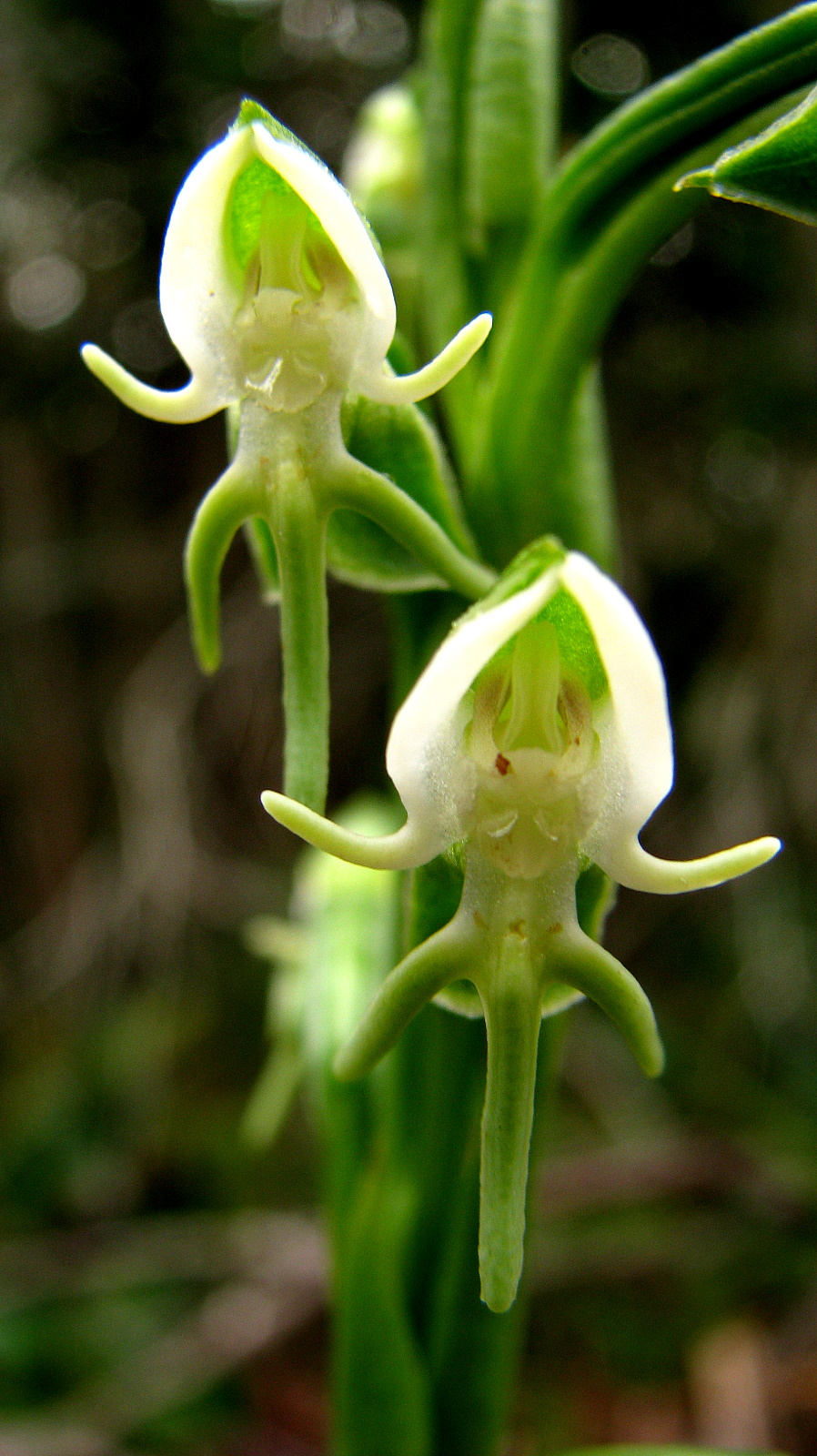
Zygomorphe Blüten im Detail von Habenaria rodeiensis

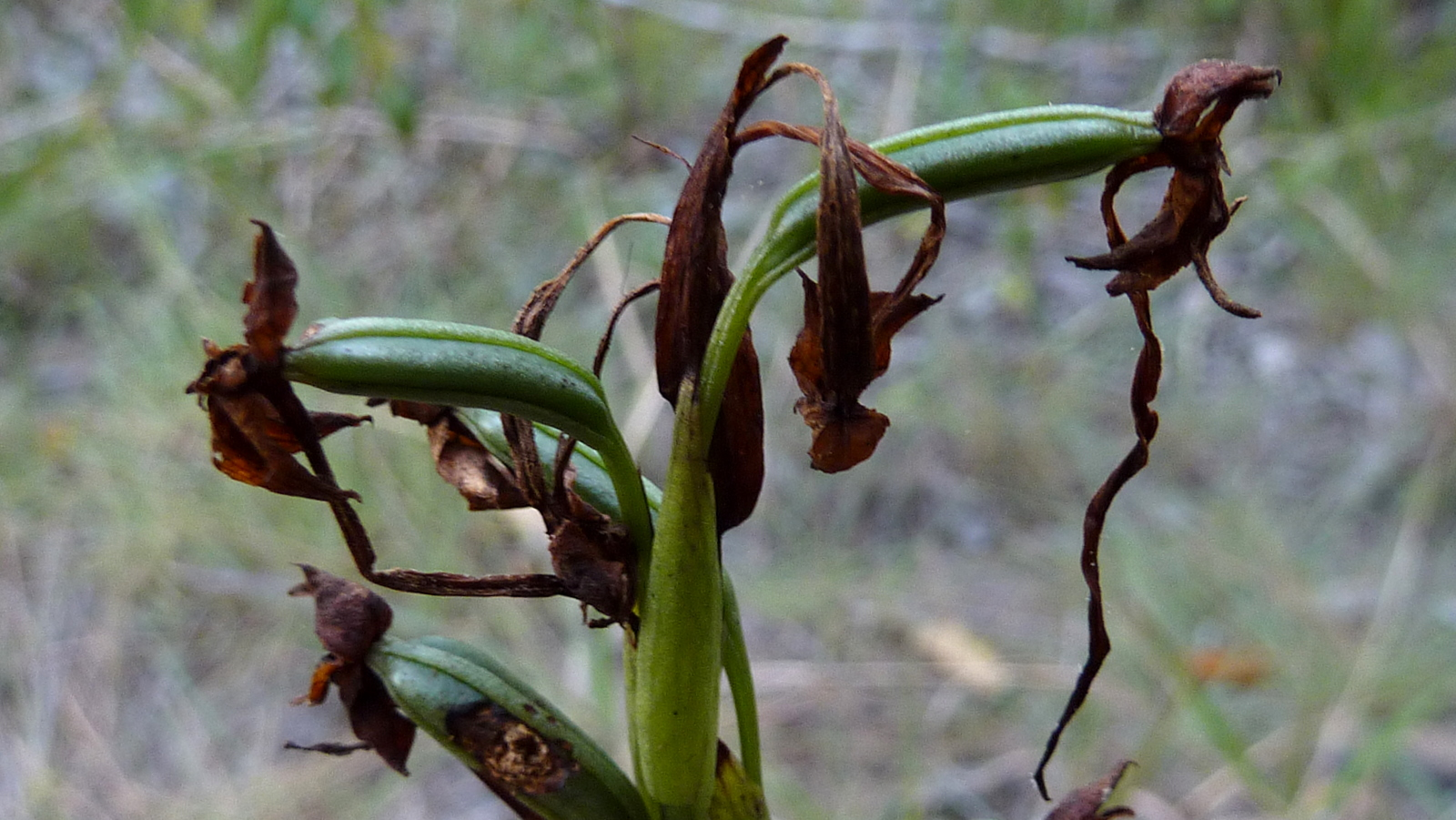
Unreife Kapselfrüchte von Habenaria rodeiensis

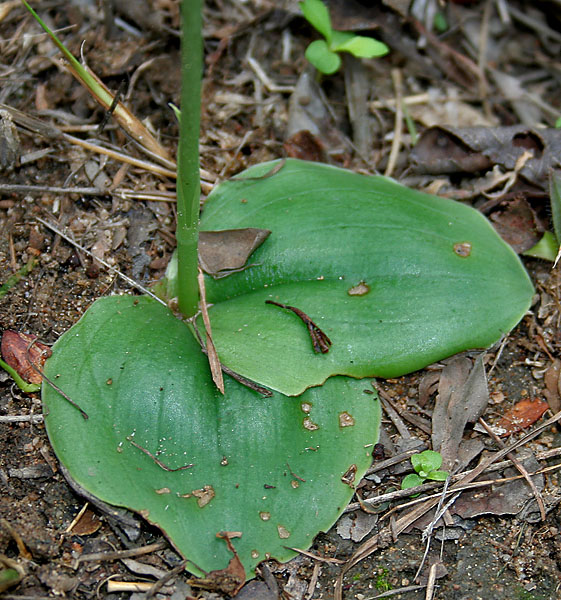
Grundständige Laubblätter von Habenaria roxburghii im Habitat

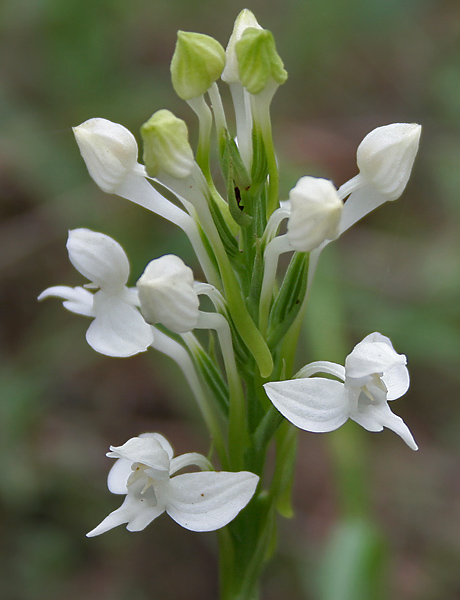
Blütenstand von Habenaria roxburghii

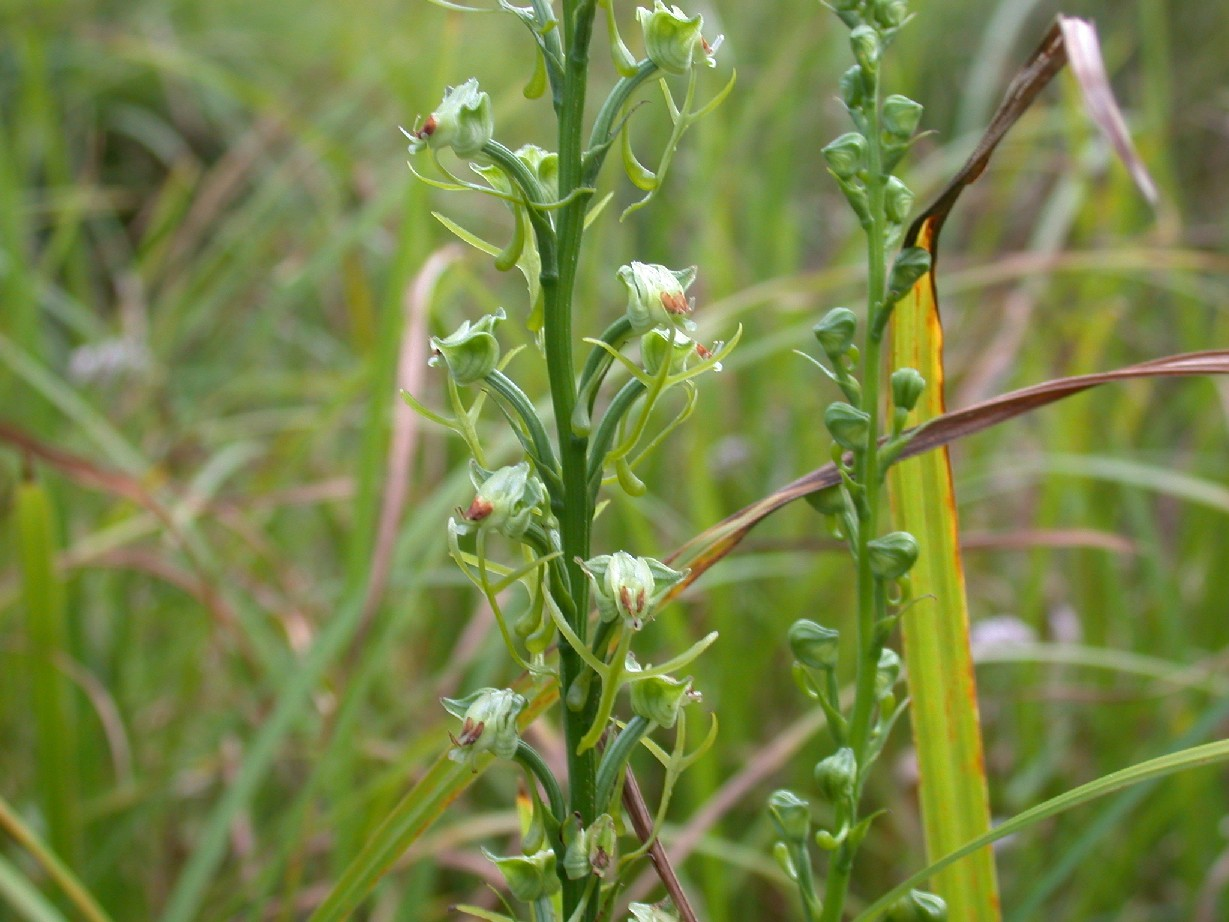
Ausschnitte von Blütenständen mit zygomorphen Blüten und Blütenknospen von Habenaria sagittifera

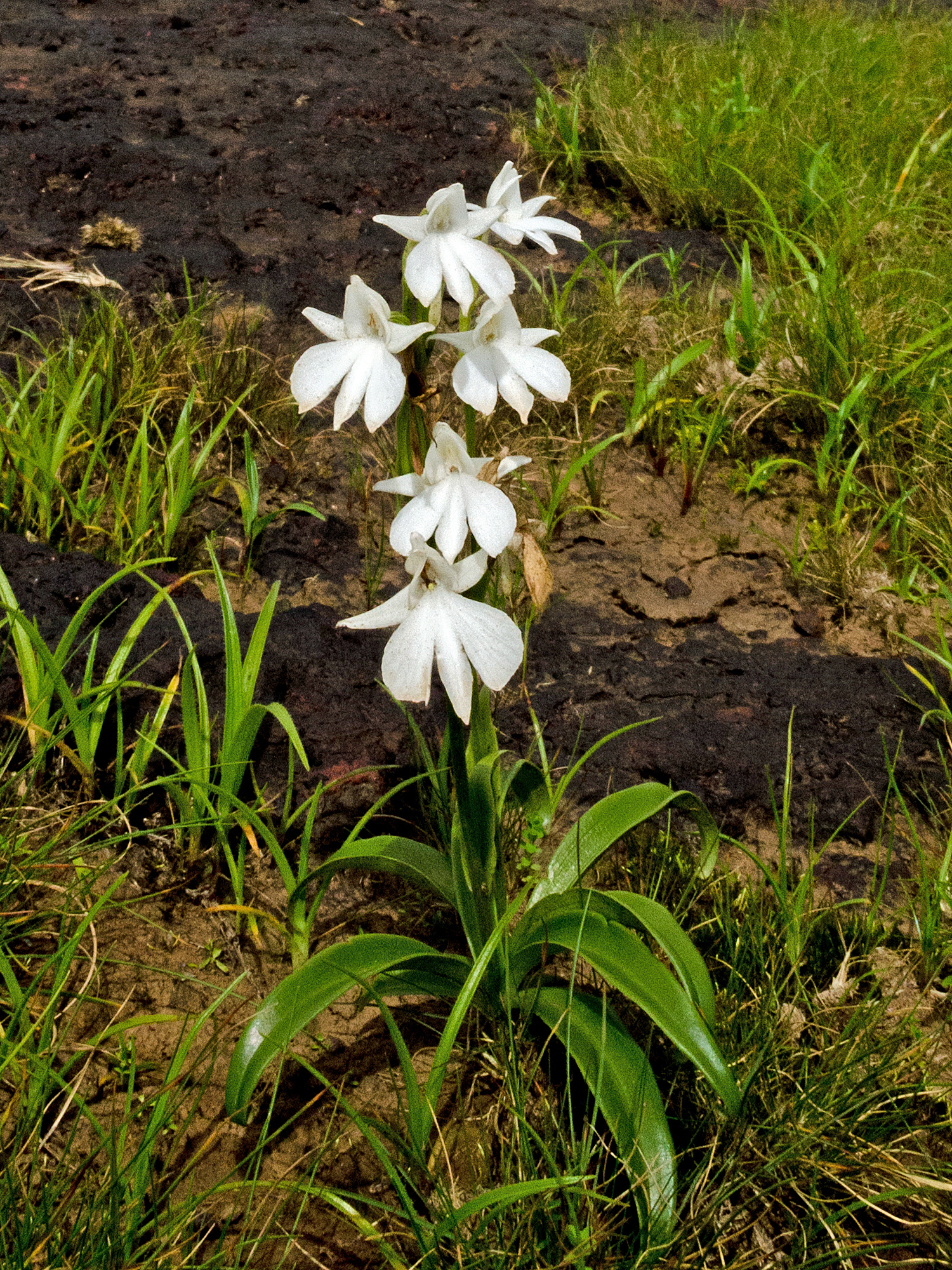
Habitus und Blütenstand von Habenaria suaveolens im Habitat

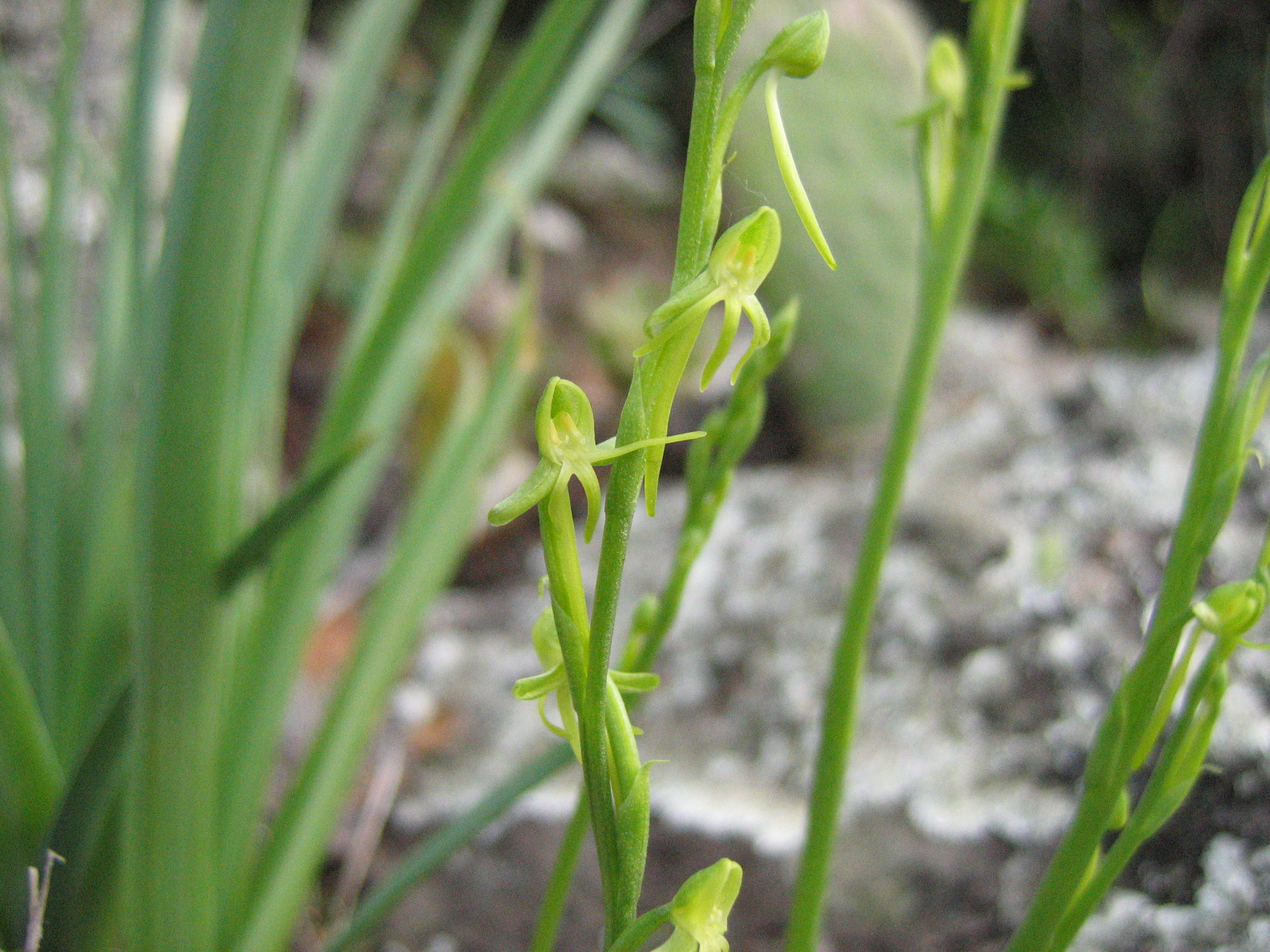
Habenaria tridactylites von Teneriffa

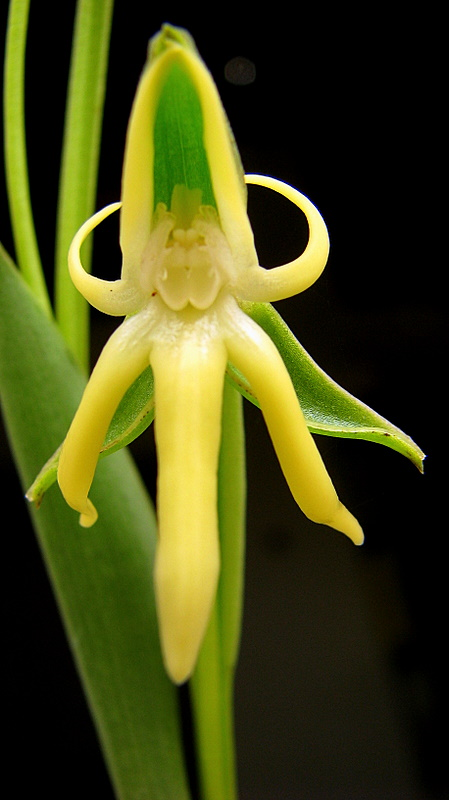
Zygomorphe Blüte im Detail von Habenaria trifida

Die Gattung Habenaria wurde 1805 durch Carl Ludwig Willdenow in Species Plantarum, Editio quarta 4. Auflage, 1, 5, S. 44 aufgestellt. Der botanische Gattungsname Habenaria leitet sich vom lateinischen Wort habena für Riemen, Zügel ab und bezieht sich auf den langen Sporn. Als Lectotypusart wurde 1892 Habenaria macroceratitis Willd. durch Friedrich Wilhelm Ludwig Kraenzlin in Botanische Jahrbücher für Systematik, Pflanzengeschichte und Pflanzengeographie. Leipzig, Band 16, Seite 58 festgelegt.
Synonyme für Habenaria Willd. sind: Habenorkis Thouars, Mesicera Raf., Aopla Lindl., Bilabrella Lindl., Ate Lindl., Diplectraden Raf., Nemuranthes Raf., Synmeria Nimmo, Centrochilus Schauer, Dissorhynchium Schauer, Macrocentrum Phil., Montolivaea Rchb. f., Podandria Rolfe nom. illeg., Habenella Small, Itaculumia Hoehne, Kryptostoma (Summerh.) Geerinck, Dithrix (Hook. f.) Schltr. ex Brummitt, Ala Szlach., Fragm. Florist. Geobot., Podandriella Szlach., Pseudoperistylus (P.F.Hunt) Szlach. & Olszewski, Renzorchis Szlach. & Olszewski, Alinorchis Szlach., Senghasiella Szlach., Arachnaria Szlach., Ceratopetalorchis Szlach., Macrura (Kraenzl.) Szlach. & Sawicka, Mirandorchis Szlach. & Kras-Lap., Pseudocoeloglossum (Szlach. & Olszewski) Szlach., Pseudohemipilia Szlach., Schlechterorchis Szlach., Trachypetalum Szlach. & Sawicka, Bertauxia Szlach., Fimbrorchis Szlach., Kraenzlinorchis Szlach., Kusibabella Szlach., Medusorchis Szlach., Ochyrorchis Szlach., Plantaginorchis Szlach., Platantheroides Szlach., Smithanthe Szlach. & Marg., Platycorynoides Szlach., Nujiangia X.H.Jin & D.Z.Li nom. superfl., Rhinorchis Szlach. Es werden 1200 Namen als Synonyme betrachtet.
Habenaria ist die namensgebende Gattung für die Subtribus Habenariinae. 1993 stellte Dressler 23 Gattungen in diese Subtribus, die er wiederum in zwei Verwandtschaftsgruppen unterteilte: Habenaria gruppiert er aufgrund der deutlich hervortretenden Narbenflächen zusammen mit Gattungen wie Arnottia, Bonatea, Cynorkis und Stenoglottis. Die Verwandtschaftsbeziehungen zu verwandten Gattungen sind noch weitgehend unklar, erwartet wird, dass durch weitere Untersuchungen die Abgrenzung von Habenaria sich noch deutlich verändern kann. Auch die Abgrenzung der Subtribus Habenariinae zu den Orchidinae ist unklar, so dass diese Unterteilung von einigen Autoren wieder aufgegeben wurde. Sie gehört zur Tribus Orchidinae in der Unterfamilie Orchidoideae innerhalb der Familie der Orchidaceae.
Es gibt 600 (Stand 2009) bis 876 (Stand 2011) Habenaria-Arten:
- Habenaria aberrans Schltr.: Sie ist vom südwestlichen Tansania bis zum tropischen Südlichen Afrika verbreitet.[7]
- Habenaria abortiens Lindl.[7]
- Habenaria acalcarata Espejo & López-Ferr.[7]
- Habenaria achalensis Kraenzl.[7]
- Habenaria achnantha Rchb. f.[7]
- Habenaria achroantha Schltr.[7]
- Habenaria acianthoides Schltr.[7]
- Habenaria acuifera Wall. ex Lindl.[7]
- Habenaria acuminata (Thwaites) Trimen[7]
- Habenaria acuticalcar H.Perrier[7]
- Habenaria adolphi Schltr.[7]
- Habenaria aethiopica S.Thomas & P.J.Cribb[7]
- Habenaria agapitae R.González & Reynoso[7]
- Habenaria agasthyamalaiana Jalal, Jayanthi & P.Suresh Kumar: Sie wurde 2019 aus dem indischen Bundesstaat Kerala erstbeschrieben.[10]
- Habenaria agrestis R.González & Cuev.-Fig.: Sie wurde 2007 aus dem mexikanischen Bundesstaat Jalisco erstbeschrieben.[7]
- Habenaria aguirrei R.González & Cuev.-Fig.: Sie wurde 2010 aus dem mexikanischen Bundesstaat Jalisco erstbeschrieben.[7]
- Habenaria aitchisonii Rchb. f.[7]
- Habenaria alagensis Ames[7]
- Habenaria alata A.Rich. & Galeotti[7]
- Habenaria alata Hook.[7]
- Habenaria albidorubra J.J.Sm.[7]
- Habenaria alinae Szlach.[7]
- Habenaria alishanensis T.P.Lin & D.M.Huang: Sie wurde 2017 aus Taiwan erstbeschrieben.[10]
- Habenaria alpestris Cogn.[7]
- Habenaria alta Ridl.[7]
- Habenaria alterosula Snuv. & Westra[7]
- Habenaria altior Rendle[7]
- Habenaria amalfitana F.Lehm. & Kraenzl.[7]
- Habenaria amambayensis Schltr.[7]
- Habenaria amboinensis J.J.Sm.[7]
- Habenaria ambositrana Schltr.[7]
- Habenaria amoena Summerh.[7]
- Habenaria amplexicaulis Rolfe ex Downie[7]
- Habenaria amplifolia Cheeseman[7]
- Habenaria anaphysema Rchb. f.[7]
- Habenaria andamanica Hook. f.[7]
- Habenaria anguiceps Bolus[7]
- Habenaria angustata Kuntze[7]
- Habenaria angustissima Summerh.[7]
- Habenaria anisitsii Kraenzl.[7]
- Habenaria ankylocentron Schuit. & J.J.Verm.: Sie wurde 2008 erstbeschrieben. Dieser Endemit kommt nur in Osttimor vor.[7]
- Habenaria anomaliflora Kurzweil & Chantanaorr.: Sie wurde 2009 aus Indochina erstbeschrieben.[7]
- Habenaria antennifera A.Rich.[7]
- Habenaria apetala Gagnep.[7]
- Habenaria apiculata Summerh.[7]
- Habenaria arachnoides Thouars[7]
- Habenaria araneiflora Barb.Rodr.[7]
- Habenaria arecunarum Schltr.[7]
- Habenaria arenaria Lindl.: Sie wurde 2009 aus dem peruanischen Loreto erstbeschrieben.[7]
- Habenaria arenata G.A.Romero & J.A.N.Bat.[7]
- Habenaria argentea P.J.Cribb[7]
- Habenaria arianae Geerinck[7]
- Habenaria aricaensis Hoehne[7]
- Habenaria arietina Hook. f.[7]
- Habenaria aristulifera Rchb. f.[7]
- Habenaria armata Rchb. f.[7]
- Habenaria armatissima Rchb. f.[7]
- Habenaria atrata R.González & Cuev.-Fig.: Sie wurde 2007 aus dem mexikanischen Bundesstaat Jalisco erstbeschrieben.[7]
- Habenaria atrocalcarata R.González & Cuev.-Fig.: Sie wurde 2010 aus dem mexikanischen Bundesstaat Jalisco erstbeschrieben.[7]
- Habenaria attenuata Hook. f.[7]
- Habenaria australis J.A.N.Bat., Vale & Menini: Sie wurde 2012 aus dem brasilianischen Bundesstaat Rio Grande do Sul erstbeschrieben.[7]
- Habenaria auriculiloba J.J.Sm.[7]
- Habenaria austrosinensis Tang & F.T.Wang[7]
- Habenaria avana Hook. f.[7]
- Habenaria avicula Schltr.[7]
- Habenaria aviculoides Ames & C.Schweinf.[7]
- Habenaria ayangannensis Renz[7]
- Habenaria bacata Dressler: Sie wurde 2000 aus Belize erstbeschrieben.[7]
- Habenaria backeri J.J.Sm.[7]
- Habenaria baeuerlenii F.Muell. & Kraenzl.[7]
- Habenaria bahiensis Schltr.[7]
- Habenaria balansae Cogn.[7]
- Habenaria balfouriana Schltr.[7]
- Habenaria baliensis J.J.Sm.[7]
- Habenaria balimensis Ormerod: Sie wurde 2011 aus dem westlichen Neuguinea erstbeschrieben.[7]
- Habenaria bangii Schltr.[7]
- Habenaria bantamensis J.J.Sm.[7]
- Habenaria barbata Wight ex Hook. f.[7]
- Habenaria barbertonii Kraenzl. & Schltr.[7]
- Habenaria barnesii Summerh. ex C.E.C.Fisch.[7]
- Habenaria barrina Ridl.[7]
- Habenaria batesii la Croix[7]
- Habenaria bathiei Schltr.[7]
- Habenaria beccarii Schltr.[7]
- Habenaria beharensis Bosser[7]
- Habenaria belloi Schltr.[7]
- Habenaria bequaertii Summerh.[7]
- Habenaria bermejoensis Schltr.[7]
- Habenaria berroana Barb.Rodr.[7]
- Habenaria bertauxiana Szlach. & Olszewski[7]
- Habenaria bicolor Conrath & Kraenzl.[7]
- Habenaria bicornis Lindl.[7]
- Habenaria binghamii G.Will.: Sie wurde 2005 aus Sambia erstbeschrieben.[7]
- Habenaria boadanensis Ames[7]
- Habenaria boiviniana Kraenzl. & Schltr.[7]
- Habenaria boliviana Rchb. f.[7]
- Habenaria bonateoides Ponsie: Sie wurde 2007 erstbeschrieben. Sie kommt von Kenia bis ins nördliche Tansania vor.[7]
- Habenaria bongensium Rchb. f.[7]
- Habenaria bosseriana Szlach. & Olszewski[7]
- Habenaria bougainvilleae Renz[7]
- Habenaria brachydactyla J.A.N.Bat. & Bianch.: Sie wurde 2017 aus Brasilien erstbeschrieben.[10]
- Habenaria brachyphylla (Lindl.) Aitch.[7]
- Habenaria brachyphyton Schltr. ex Mansf.[7]
- Habenaria brachyplectron Hoehne & Schltr.[7]
- Habenaria bracteosa Hochst. ex A.Rich.[7]
- Habenaria bractescens Lindl.[7]
- Habenaria brevidens Lindl.[7]
- Habenaria brevilabiata A.Rich. & Galeotti[7]
- Habenaria brittonae Ames[7]
- Habenaria brownelliana Catling[7]
- Habenaria buchtienii Schltr.[7]
- Habenaria buettneriana Kraenzl.[7]
- Habenaria burttii Summerh.[7]
- Habenaria busseana Kraenzl.[7]
- Habenaria calcicola Aver.: Sie wurde 2010 aus Vietnam erstbeschrieben.[7]
- Habenaria caldensis Kraenzl.[7]
- Habenaria calicis R.González[7]
- Habenaria calvilabris Summerh.[7]
- Habenaria campylogyna J.A.N.Bat. & Bianch.: Sie wurde 2017 aus dem brasilianischen Bundesstaat Minas Gerais erstbeschrieben.[10]
- Habenaria canastrensis J.A.N.Bat. & B.M.Carvalho: Sie wurde 2010 aus der Serra da Canastra im brasilianischen Bundesstaat Minas Gerais erstbeschrieben.[7]
- Habenaria candolleana Cogn.[7]
- Habenaria caranjensis Dalzell[7]
- Habenaria cardiostigmatica J.A.N.Bat. & Bianch.: Sie wurde 2010 aus dem brasilianischen Bundesstaat Goiás sowie dem Distrito Federal do Brasil erstbeschrieben.[7]
- Habenaria carinata Span.[7]
- Habenaria carlotae Dressler: Sie wurde 2006 aus Costa Rica erstbeschrieben.[7]
- Habenaria carnea Weathers[7]
- Habenaria carvajaliana R.González & Cuevas-Figueroa: Sie wurde 2006 aus dem mexikanischen Bundesstaat Jalisco erstbeschrieben.[7]
- Habenaria casillasii R.González & Cuev.-Fig.: Sie wurde 2010 aus dem mexikanischen Bundesstaat Jalisco erstbeschrieben.[7]
- Habenaria castroi R.González & Cuevas-Figueroa: Sie wurde 2006 aus dem mexikanischen Bundesstaat Zacatecas erstbeschrieben.[7]
- Habenaria cataphysema Rchb. f.[7]
- Habenaria cauda-porcelli Schuit. & J.J.Verm.: Sie wurde 2008 von den Kleinen Sundainseln erstbeschrieben.[7]
- Habenaria cavatibrachia Summerh.[7]
- Habenaria celebica Kraenzl.[7]
- Habenaria cephalotes Lindl.[7]
- Habenaria cerea Blatt. & McCann[7]
- Habenaria chejuensis Y.N.Lee & K.Lee[7]
- Habenaria chirensis Rchb. f.[7]
- Habenaria chlorina E.C.Parish & Rchb. f.[7]
- Habenaria chlorosepala D.L.Jones[7]
- Habenaria christianii Schltr.[7]
- Habenaria ciliatisepala J.A.N.Bat. & Bianch.: Sie wurde 2009 aus Brasilien erstbeschrieben.[7]
- Habenaria ciliolaris Kraenzl.[7]
- Habenaria ciliosa Lindl.[7]
- Habenaria cirrhata (Lindl.) Rchb. f.[7]
- Habenaria clareae Hermans[7]
- Habenaria clarencensis Rolfe[7]
- Habenaria clavata (Lindl.) Rchb. f.[7]
- Habenaria clypeata Lindl.[7]
- Habenaria cochleicalcar Bosser[7]
- Habenaria coeloglossoides Summerh.[7]
- Habenaria cogniauxiana Kraenzl.[7]
- Habenaria commelinifolia (Roxb.) Wall. ex Lindl.[7]
- Habenaria comorensis H.Perrier[7]
- Habenaria compta Summerh.[7]
- Habenaria concinna Hook. f.[7]
- Habenaria congesta Ames[7]
- Habenaria conopodes Ridl.[7]
- Habenaria conopsea Rchb. f.[7]
- Habenaria contrerasii R.González & Cuev.-Fig.: Sie wurde 2010 aus dem mexikanischen Bundesstaat Jalisco erstbeschrieben.[7]
- Habenaria cornuta Lindl.[7]
- Habenaria cornutella Summerh.[7]
- Habenaria cortesii R.González & Cuev.-Fig.: Sie wurde 2007 aus dem mexikanischen Bundesstaat Jalisco erstbeschrieben.[7]
- Habenaria corticicola W.W.Sm.[7]
- Habenaria corydophora Rchb. f.[7]
- Habenaria corymbosa E.C.Parish & Rchb. f.[7]
- Habenaria costaricensis Schltr.[7]
- Habenaria coultousii Barretto[7]
- Habenaria coxipoensis Hoehne[7]
- Habenaria crassicornis Lindl.[7]
- Habenaria crassipes Schltr.[7]
- Habenaria cribbiana Szlach. & Olszewski[7]
- Habenaria crinifera Lindl.[7]
- Habenaria cruciata J.J.Sm.[7]
- Habenaria crucifera Rchb. f. & Warm.[7]
- Habenaria cruciformis Ohwi[7]
- Habenaria cryptophila Barb.Rodr.[7]
- Habenaria cualensis R.González & Cuev.-Fig.: Sie wurde 2010 aus dem mexikanischen Bundesstaat Jalisco erstbeschrieben.[7]
- Habenaria cuevasiana R.González & Cuevas-Figueroa: Sie wurde 2006 aus dem mexikanischen Bundesstaat Jalisco erstbeschrieben.[7]
- Habenaria culicina Rchb. f. & Warm.[7]
- Habenaria cultellifolia Barb.Rodr.[7]
- Habenaria cultrata A.Rich.[7]
- Habenaria cultriformis Kraenzl.[7]
- Habenaria culveri Schltr.[7]
- Habenaria curranii Ames[7]
- Habenaria curvicalcar J.J.Sm.[7]
- Habenaria curvilabra Barb.Rodr.[7]
- Habenaria dalzielii Summerh.[7]
- Habenaria davidii Franch.[7]
- Habenaria debeerstiana Kraenzl.[7]
- Habenaria decaptera Rchb. f.[7]
- Habenaria decaryana H.Perrier[7]
- Habenaria decorata Hochst. ex A.Rich.[7]
- Habenaria decumbens S.Thomas & P.J.Cribb[7]
- Habenaria decurvirostris Summerh.[7]
- Habenaria delavayi Finet[7]
- Habenaria demissa Schltr.[7]
- Habenaria dentata (Sw.) Schltr.: Seit 2006 gibt es zwei Varietäten.[7]
- Habenaria denticulata Rchb. f.[7]
- Habenaria dentifera C.Schweinf.[7]
- Habenaria dentirostrata Tang & F.T.Wang[7]
- Habenaria depressifolia Hoehne[7]
- Habenaria dichopetala Thwaites[7]
- Habenaria diffusa A.Rich. & Galeotti[7]
- Habenaria digitata Lindl.[7]
- Habenaria dinklagei Kraenzl.[7]
- Habenaria diphylla (Nimmo) Dalzell[7]
- Habenaria diplonema Schltr.[7]
- Habenaria diselloides Schltr.[7]
- Habenaria disparilis Summerh.[7]
- Habenaria distans Griseb.[7]
- Habenaria distantiflora A.Rich.[7]
- Habenaria ditricha Hook. f.[7]
- Habenaria divaricata R.S.Rogers & C.T.White[7]
- Habenaria divergens Summerh.[7]
- Habenaria dives Rchb. f.[7]
- Habenaria dolichostachya Thwaites[7]
- Habenaria dracaenifolia Schltr.[7]
- Habenaria dregeana Lindl.[7]
- Habenaria drepanodes Renz ex Kolan., S.Nowak & Szlach.: Sie wurde 2015 von den Salomonen erstbeschrieben.[10]
- Habenaria drepanopetala Pabst[7]
- Habenaria dressleri J.M.H.Shaw: Sie wurde 2019 von Mexiko und Guatemala erstbeschrieben.[10]
- Habenaria dryadum Schltr.[7]
- Habenaria dusenii Schltr.[7]
- Habenaria dutrae Schltr.[7]
- Habenaria eatoniana R.González & Cuev.-Fig.: Sie wurde 2010 aus dem mexikanischen Bundesstaat Jalisco erstbeschrieben.[7]
- Habenaria edgarii Summerh.[7]
- Habenaria edwallii Cogn.[7]
- Habenaria egleriana J.A.N.Bat. & Bianch.: Sie wurde 2009 aus dem brasilianischen Bundesstaat Goiás sowie dem Distrito Federal do Brasil erstbeschrieben.[7]
- Habenaria egregia Summerh.[7]
- Habenaria ekmaniana Kraenzl.[7]
- Habenaria elatius Ridl.[7]
- Habenaria elliptica Wight[7]
- Habenaria elongata R.Br.[7]
- Habenaria elwesii Hook. f.[7]
- Habenaria engleriana Kraenzl.[7]
- Habenaria ensigera Renz[7]
- Habenaria entomantha (Lex.) Lindl.[7]
- Habenaria epipactidea Rchb. f.[7]
- Habenaria erinacea Cordem.[7]
- Habenaria ernesti-ulei Hoehne[7]
- Habenaria ernestii Schltr.[7]
- Habenaria erostrata Tang & F.T.Wang[7]
- Habenaria espinhacensis J.A.N.Bat. & A.A.Vale: Sie wurde 2016 aus Brasilien erstbeschrieben.[10]
- Habenaria euryloba D.L.Jones: Sie wurde 2002 aus dem australischen Bundesstaat Queensland erstbeschrieben.[7]
- Habenaria eustachya Rchb. f.[7]
- Habenaria exaltata Barb.Rodr.[7]
- Habenaria excelsa S.Thomas & P.J.Cribb[7]
- Habenaria exilis D.L.Jones[7]
- Habenaria falcata G.Will.[7]
- Habenaria falcatopetala Seidenf.[7]
- Habenaria falcicornis (Lindl.) Bolus[7]
- Habenaria falcigera Rchb. f.[7]
- Habenaria falciloba Summerh.[7]
- Habenaria fargesii Finet[7]
- Habenaria felipensis Ames[7]
- Habenaria ferdinandii Schltr.[7]
- Habenaria ferkoana Schltr.[7]
- Habenaria filicornis Lindl.[7]
- Habenaria filifera S.Watson[7]
- Habenaria fimbriatiloba Kolan.: Sie wurde 2015 aus der chinesischen Provinz Jiangxi erstbeschrieben.[7]
- Habenaria finetiana Schltr.[7]
- Habenaria flabelliformis Summerh. ex C.E.C.Fisch.[7]
- Habenaria flaccifolia Schltr.[7]
- Habenaria flexuosa Lindl.[7]
- Habenaria floribunda Lindl.[7]
- Habenaria fluminensis Hoehne[7]
- Habenaria foliosa A.Rich.[7]
- Habenaria fordii Rolfe[7]
- Habenaria foxii Ridl.[7]
- Habenaria frappieri J.-B.Castillon & P.Bernet: Dieser Endemit wurde 2012 aus Réunion erstbeschrieben.[7]
- Habenaria fulva Tang & F.T.Wang[7]
- Habenaria furcifera Lindl.[7]
- Habenaria fuscina D.L.Jones: Sie wurde 2002 aus dem australischen Bundesstaat Queensland erstbeschrieben.[7]
- Habenaria galactantha Kraenzl.[7]
- Habenaria galeandriformis Hoehne[7]
- Habenaria galipanensis Kraenzl.[7]
- Habenaria galpinii Bolus[7]
- Habenaria garayana Szlach. & Olszewski[7]
- Habenaria geerinckiana (Schaijes) Geerinck: Sie wurde 2007 aus dem südlichen Zaire erstbeschrieben.[7]
- Habenaria genuflexa Rendle[7]
- Habenaria gilbertii S.Thomas & P.J.Cribb[7]
- Habenaria giriensis J.J.Sm.[7]
- Habenaria glaucophylla Barb.Rodr.[7]
- Habenaria glazioviana Kraenzl. ex Cogn.[7]
- Habenaria godefroyi Rchb. f.[7]
- Habenaria goetzeana Kraenzl.[7]
- Habenaria gollmeri Schltr.[7]
- Habenaria gonatosiphon Summerh.[7]
- Habenaria gonzaleztamayoi García-Cruz, R.Jiménez & L.Sánchez: Sie wurde 2000 aus dem mexikanischen Bundesstaat Morelos erstbeschrieben.[7]
- Habenaria gourlieana Gillies ex Lindl.[7]
- Habenaria goyazensis Cogn.[7]
- Habenaria gracilis Lindl.[7]
- Habenaria graciliscapa Barb.Rodr.[7]
- Habenaria grandifloriformis Blatt. & McCann[7]
- Habenaria greenwoodiana R.González: Sie wurde 2000 aus den mexikanischen Bundesstaaten Jalisco sowie México erstbeschrieben.[7]
- Habenaria guadalajarana S.Watson[7]
- Habenaria guaraensis J.A.N.Bat. & Bianch.: Sie wurde 2010 aus dem brasilianischen Distrito Federal do Brasil erstbeschrieben.[7]
- Habenaria guentheriana Kraenzl.[7]
- Habenaria guilleminii Rchb. f.[7]
- Habenaria gustavo-edwallii Hoehne[7]
- Habenaria haareri Summerh.: Dieser Endemit kommt nur auf dem Kilimanjaro in Tansania vor.[7]
- Habenaria habenarioides (Hoehne) R.E.Nogueira & R.J.V.Alves: Sie wurde 2003 aus dem südlichen Brasilien erstbeschrieben.[7]
- Habenaria halata D.L.Jones: Sie wurde 2002 aus dem australischen Bundesterritorium Northern Territory erstbeschrieben.[7]
- Habenaria hallbergii Blatt. & McCann[7]
- Habenaria hamata Barb.Rodr.[7]
- Habenaria hannae Szlach.[7]
- Habenaria harderi Aver. & Averyanova: Sie wurde 2006 aus dem nördlichen Vietnam erstbeschrieben.[7]
- Habenaria harmsiana Schltr.[7]
- Habenaria harroldii D.L.Jones[7]
- Habenaria hassleriana Cogn. ex Chodat & Hassl.[7]
- Habenaria hastata Seidenf.[7]
- Habenaria hatschbachii Pabst[7]
- Habenaria hebes la Croix & P.J.Cribb[7]
- Habenaria heleogena Schltr.[7]
- Habenaria helicoplectrum Summerh.[7]
- Habenaria henscheniana Barb.Rodr.[7]
- Habenaria heptadactyla Rchb. f.[7]
- Habenaria heringeri Pabst[7]
- Habenaria herminioides Kraenzl.[7]
- Habenaria hewittii Ridl.[7]
- Habenaria hexaptera Lindl.[7]
- Habenaria heyneana Lindl.[7]
- Habenaria hilsenbergii Ridl.[7]
- Habenaria hippocrepica J.A.N.Bat. & Bianch.: Sie wurde 2016 aus dem brasilianischen Bundesstaat Minas Gerais erstbeschrieben.[10]
- Habenaria hirsutissima Summerh.[7]
- Habenaria hirsutitrunci G.Will.[7]
- Habenaria hollandiana Santapau[7]
- Habenaria hologlossa Summerh.[7]
- Habenaria holothrix Schltr.[7]
- Habenaria holotricha Gagnep.[7]
- Habenaria holubii Rolfe[7]
- Habenaria horaliae R.González[7]
- Habenaria horsfieldiana Kraenzl.[7]
- Habenaria hosokawae Fukuy.[7]
- Habenaria hosseusii Schltr.[7]
- Habenaria huberi Carnevali & G.Morillo[7]
- Habenaria huillensis Rchb. f.[7]
- Habenaria humbertii Szlach. & Olszewski[7]
- Habenaria humidicola Rolfe[7]
- Habenaria humilior Rchb. f.[7]
- Habenaria humilis Cogn.[7]
- Habenaria hydrophila Barb.Rodr.[7]
- Habenaria hymenophylla Schltr.[7]
- Habenaria ibarrae R.González[7]
- Habenaria ichneumonea (Sw.) Lindl.[7]
- Habenaria idroboi Szlach. & Kolan.: Sie wurde 2017 aus Kolumbien erstbeschrieben.[10]
- Habenaria imbricata Lindl.[7]
- Habenaria inaequiloba Schltr.[7]
- Habenaria incarnata (Lyall ex Lindl.) Rchb. f.[7]
- Habenaria incompta Kraenzl.[7]
- Habenaria inexspectata R.González & Cuev.-Fig.: Sie wurde 2010 aus dem mexikanischen Bundesstaat Jalisco erstbeschrieben.[7]
- Habenaria insolita Summerh.[7]
- Habenaria insularis Schltr.[7]
- Habenaria integrilabris J.J.Sm.[7]
- Habenaria integripetala Cogn.[7]
- Habenaria intermedia D.Don[7]
- Habenaria irazuensis Schltr.[7]
- Habenaria irwiniana J.A.N.Bat. & Bianch.: Sie wurde 2017 aus Brasilien erstbeschrieben.[10]
- Habenaria isoantha Schltr.[7]
- Habenaria itaculumia Garay[7]
- Habenaria itatiayae Schltr.[7]
- Habenaria ixtlanensis E.W.Greenw.[7]
- Habenaria iyoensis (Ohwi) Ohwi[7]
- Habenaria jacobii Summerh.[7]
- Habenaria jaegeri Summerh.[7]
- Habenaria jaguariahyvae Kraenzl.[7]
- Habenaria jaliscana S.Watson[7]
- Habenaria janellehayneana Choltco, B.Moloney & Yong Gee: Sie wurde 2017 aus dem nördlichen Thailand erstbeschrieben.[10]
- Habenaria jardeliana R.González & Cuevas-Figueroa: Sie wurde 2006 aus dem mexikanischen Bundesstaat Jalisco erstbeschrieben.[7]
- Habenaria javanica Kraenzl.[7]
- Habenaria johannae Kraenzl.[7]
- Habenaria johannensis Barb.Rodr.[7]
- Habenaria jordanensis (Leite) Garay[7]
- Habenaria josephensis Barb.Rodr.[7]
- Habenaria juruenensis Hoehne[7]
- Habenaria kabompoensis G.Will.[7]
- Habenaria kariniae R.González & Cuevas-Figueroa: Sie wurde 2006 aus dem mexikanischen Bundesstaat Jalisco erstbeschrieben.[7]
- Habenaria kassneriana Kraenzl.[7]
- Habenaria katangensis Summerh.[7]
- Habenaria kayseri (KRAENZL.)
- Habenaria keayi Summerh.[7]
- Habenaria keniensis Summerh.[7]
- Habenaria keralensis K.Prasad: Sie wurde 2019 aus dem indischen Bundesstaat Kerala erstbeschrieben.[10]
- Habenaria keyensis Schltr.[10]
- Habenaria khakhaengensis Makerd & Kurzweil: Sie wurde 2013 aus Thailand erstbeschrieben.[7]
- Habenaria keyensis Schltr.[7]
- Habenaria khasiana Hook. f.[7]
- Habenaria kilimanjari Rchb. f.[7]
- Habenaria kingii Hook. f.[7]
- Habenaria kjellbergii J.J.Sm.[7]
- Habenaria kleinii Menini & J.A.N.Bat.: Sie wurde 2012 aus dem brasilianischen Bundesstaat Rio Grande do Sul erstbeschrieben.[7]
- Habenaria klossii Ridl.[7]
- Habenaria kolweziensis Geerinck & Schaijes[7]
- Habenaria koordersii J.J.Sm.[7]
- Habenaria kornasiana Szlach.[7]
- Habenaria kornasiorum Szlach. & Olszewski[7]
- Habenaria korthalsiana Kraenzl.[7]
- Habenaria kraenzliniana Schltr.[7]
- Habenaria kraenzlinii J.M.H.Shaw: Sie wurde 2014 aus Kenia erstbeschrieben.[7]
- Habenaria kyimbilae Schltr.[7]
- Habenaria lactiflora A.Rich. & Galeotti[7]
- Habenaria laevigata Lindl.[7]
- Habenaria lamii J.J.Sm.[7]
- Habenaria lancifolia A.Rich.[7]
- Habenaria langenheimii Szlach. & Kolan.: Sie wurde 2017 aus Kolumbien und Venezuela erstbeschrieben.[10]
- Habenaria lankesteri Ames[7]
- Habenaria lastelleana Kraenzl.[7]
- Habenaria laurentii De Wild.[7]
- Habenaria lavrensis Hoehne[7]
- Habenaria leandriana Bosser[7]
- Habenaria lecardii Kraenzl.[7]
- Habenaria lefebureana (A.Rich.) T.Durand & Schinz[7]
- Habenaria lehiae Eb.Fisch., Killmann, Leh, Lebel & Delep.: Sie wurde 2014 aus Ruanda erstbeschrieben.[7]
- Habenaria lehmanniana Kraenzl.[7]
- Habenaria leibergii Ames[7]
- Habenaria lelyi Summerh.[7]
- Habenaria leon-ibarrae R.Jiménez & Carnevali: Sie wurde 2001 aus dem südöstlichen Mexiko erstbeschrieben.[7]
- Habenaria leonensis Kraenzl. ex T.Durand & Schinz[7]
- Habenaria leprieurii Rchb. f.[7]
- Habenaria leptantha Schltr.[7]
- Habenaria leptoceras Hook.[7]
- Habenaria leptoloba Benth.[7]
- Habenaria letestuana Szlach. & Olszewski[7]
- Habenaria letouzeyana (Szlach. & Olszewski) P.J.Cribb & Stévart: Diese Neukombination erfolgte 2004. Dieser Endemit kommt nur in Príncipe vor.[7]
- Habenaria leucoceras Schltr.[7]
- Habenaria leucosantha Barb.Rodr.[7]
- Habenaria leucotricha Schltr.[7]
- Habenaria lewallei Geerinck[7]
- Habenaria libeniana Geerinck[7]
- Habenaria ligulata C.Schweinf.[7]
- Habenaria limprichtii Schltr.[7]
- Habenaria lindblomii Schltr.[7]
- Habenaria lindleyana Steud.[7]
- Habenaria linearifolia Maxim.[7]
- Habenaria linearis King & Pantl.[7]
- Habenaria linguella Lindl.[7]
- Habenaria linguicruris Rchb. f.[7]
- Habenaria linguiformis Summerh.[7]
- Habenaria lingulosa Ames[7]
- Habenaria linifolia C.Presl[7]
- Habenaria lisenarum G.A.Romero & J.A.N.Bat.: Sie wurde 2009 aus Venezuela erstbeschrieben.[7]
- Habenaria lisowskiana Geerinck[7]
- Habenaria lisowskii Szlach.[7]
- Habenaria lithophila Schltr.[7]
- Habenaria livingstoniana la Croix & P.J.Cribb[7]
- Habenaria lizbethae R.González & Cuevas-Figueroa: Sie wurde 2006 aus den mexikanischen Bundesstaaten Sinaloa, Jalisco sowie Nayarit erstbeschrieben.[7]
- Habenaria lobbii Rchb. f.[7]
- Habenaria loerzingii J.J.Sm.[7]
- Habenaria loloorum Schltr.[7]
- Habenaria longa Cordem.[7]
- Habenaria longicauda Hook.[7]
- Habenaria longicorniculata J.Graham[7]
- Habenaria longicornu Lindl.[7]
- Habenaria longifolia Buch.-Ham. ex Lindl.[7]
- Habenaria longipedicellata Hoehne[7]
- Habenaria longirostris Summerh.[7]
- Habenaria longitheca Seidenf.[7]
- Habenaria lucaecapensis Fernald[7]
- Habenaria luceana Aver.: Sie wurde 2010 erstbeschrieben. Sie kommt von Vietnam bis Kambodscha vor.[7]
- Habenaria lucida Wall. ex Lindl.[7]
- Habenaria ludibundiciliata J.A.N.Bat. & Bianch.: Sie wurde 2006 aus Brasilien erstbeschrieben.[7]
- Habenaria luegiana (Kras & Szlach.) J.M.H.Shaw: Diese Neukombination erfolgte 2014. Sie kommt nur in der südafrikanischen Provinz KwaZulu-Natal vor.[7]
- Habenaria luentensis Szlach. & Olszewski[7]
- Habenaria luetzelburgii Schltr.[7]
- Habenaria luquanensis G.W.Hu: Sie wurde 2015 aus der chinesischen Provinz Yunnan erstbeschrieben.[7]
- Habenaria luzmariana R.González: Sie wurde 2000 aus den mexikanischen Bundesstaaten Jalisco sowie Nayarit erstbeschrieben.[7]
- Habenaria macilenta (Lindl. ex Benth.) Rchb. f.[7]
- Habenaria macraithii Lavarack[7]
- Habenaria macrandra Lindl.[7]
- Habenaria macrantha Hochst. ex A.Rich.[7]
- Habenaria macroceratitis Willd.[7]
- Habenaria macrodactyla Kraenzl.[7]
- Habenaria macronectar (Vell.) Hoehne[7]
- Habenaria macroplectron Schltr.[7]
- Habenaria macrostachya Lindl.[7]
- Habenaria macrostele Summerh.[7]
- Habenaria macrotidion Summerh.[7]
- Habenaria macrura Kraenzl.[7]
- Habenaria macruroides Summerh.[7]
- Habenaria macvaughiana R.González[7]
- Habenaria maderoi Schltr.[7]
- Habenaria magdalenensis Hoehne[7]
- Habenaria magnibracteata R.González & Cuev.-Fig.: Sie wurde 2010 aus dem mexikanischen Bundesstaat Jalisco erstbeschrieben.[7]
- Habenaria magnifica Fritsch[7]
- Habenaria magnirostris Summerh.[7]
- Habenaria magniscutata Catling[7]
- Habenaria mairei Schltr.[7]
- Habenaria maitlandii Summerh.[7]
- Habenaria malacophylla Rchb. f.[7]
- Habenaria malaisseana Geerinck[7]
- Habenaria malintana (Blanco) Merr.[7]
- Habenaria malipoensis Q.Liu & W.L.Zhang: Sie wurde 2017 aus Yunnan erstbeschrieben.[10]
- Habenaria malleifera Hook. f.[7]
- Habenaria mandersii Collett & Hemsl.[7]
- Habenaria mannii Hook. f.[7]
- Habenaria marginata Colebr.[7]
- Habenaria mariae R.González & Cuev.-Fig.: Sie wurde 2006 aus dem mexikanischen Bundesstaat Jalisco erstbeschrieben.[7]
- Habenaria marquisensis F.Br.[7]
- Habenaria massoniana King & Pantl.[7]
- Habenaria matudae Salazar[7]
- Habenaria mearnsii Ames[7]
- Habenaria mechowii Rchb. f.[7]
- Habenaria mediocris Dressler: Sie wurde 2000 aus Panama erstbeschrieben.[7]
- Habenaria medioflexa Turrill[7]
- Habenaria medusa Kraenzl.[7]
- Habenaria meeana Toscano[7]
- Habenaria megapotamensis Hoehne[7]
- Habenaria melanopoda Hoehne & Schltr.[7]
- Habenaria mello-barretoi Brade & Pabst[7]
- Habenaria melvillei Ridl.[7]
- Habenaria mesodactyla Griseb.[7]
- Habenaria mesophylla Kraenzl.[7]
- Habenaria micheliana R.González & Cuevas-Figueroa: Sie wurde 2006 aus den mexikanischen Bundesstaaten Jalisco sowie Nayarit erstbeschrieben.[7]
- Habenaria micholitziana Kraenzl. & Schltr.[7]
- Habenaria microceras Hook. f.[7]
- Habenaria microsaccos Kraenzl.[7]
- Habenaria microstylina Rchb. f.[7]
- Habenaria mientienensis Tang & F.T.Wang[7]
- Habenaria millei Schltr.[7]
- Habenaria minima R.González & Cuev.-Fig.: Sie wurde 2010 aus dem mexikanischen Bundesstaat Jalisco erstbeschrieben.[7]
- Habenaria minuta J.A.N.Bat. & Bianch.: Sie wurde 2017 aus Brasilien erstbeschrieben.[10]
- Habenaria mira Summerh.[7]
- Habenaria mirabilis Rolfe[7]
- Habenaria mitodes Garay & W.Kittr.[7]
- Habenaria modestissima Rchb. f.[7]
- Habenaria monadenioides Schltr.[7]
- Habenaria monogyne Schltr.[7]
- Habenaria monorrhiza (Sw.) Rchb. f.[7]
- Habenaria montevidensis Spreng.[7]
- Habenaria montis-wilhelminae Renz[7]
- Habenaria montolivaea Kraenzl. ex Engl.[7]
- Habenaria mosambicensis Schltr.[7]
- Habenaria mossii (G.Will.) J.C.Manning[7]
- Habenaria multicaudata Sedgw.[7]
- Habenaria multipartita Blume ex Kraenzl.[7]
- Habenaria muricata (Schauer) Rchb. f.[7]
- Habenaria myodes Summerh.[7]
- Habenaria myriotricha Gagnep.[7]
- Habenaria mystacina Lindl.[7]
- Habenaria nalbesiensis J.J.Sm.[7]
- Habenaria nasuta Rchb. f. & Warm.[7]
- Habenaria nautiloides H.Perrier[7]
- Habenaria ndiana Rendle[7]
- Habenaria nematocerata Tang & F.T.Wang[7]
- Habenaria nemorosa Barb.Rodr.[7]
- Habenaria nicholsonii Rolfe[7]
- Habenaria nigerica Summerh.[7]
- Habenaria nigrescens Summerh.[7]
- Habenaria nilssonii Foldats[7]
- Habenaria njamnjamica Kraenzl.[7]
- Habenaria nogeirana R.González & Cuev.-Fig.: Sie wurde 2007 aus den mexikanischen Bundesstaaten Zacatecas sowie Jalisco erstbeschrieben.[7]
- Habenaria norae R.González & Cuev.-Fig.: Sie wurde 2010 aus dem mexikanischen Bundesstaat Jalisco erstbeschrieben.[7]
- Habenaria notabilis Schltr.[7]
- Habenaria novaehiberniae Schltr.[7]
- Habenaria novaesii Edwall & Hoehne[7]
- Habenaria novemfida Lindl.[7]
- Habenaria nuda Lindl.[7]
- Habenaria nyikana Rchb. f.[7]
- Habenaria nyikensis G.Will.[7]
- Habenaria obovata Summerh.[7]
- Habenaria obtusa Lindl.[7]
- Habenaria ocadiziana J.M.Peinado-A.: Sie wurde 2018 aus Mexiko erstbeschrieben.[10]
- Habenaria occidentalis (Lindl.) Summerh.[7]
- Habenaria occlusa Summerh.[7]
- Habenaria ochroleuca R.Br.[7]
- Habenaria odorata Schltr.[7]
- Habenaria oerstedii Rchb. f.[7]
- Habenaria ofeliae R.González & Cuev.-Fig.: Sie wurde 2010 aus dem mexikanischen Bundesstaat Zacatecas erstbeschrieben.[7]
- Habenaria omissa J.A.N.Bat. & Bianch.: Sie wurde 2018 aus Brasilien erstbeschrieben.[10]
- Habenaria orchiocalcar Hoehne[7]
- Habenaria oreophila Greenm.[7]
- Habenaria orthocentron P.J.Cribb[7]
- Habenaria ortiziana R.González[7]
- Habenaria osmastonii Karthig., Maina, Sumathi, Jayanthi & Jalal: Sie wurde 2014 von den Andamanen erstbeschrieben.
- Habenaria ospinae Szlach. & Kolan.: Sie wurde 2017 aus Kolumbien erstbeschrieben.[10]
- Habenaria pabstii J.A.N.Bat. & Bianch.: Sie wurde 2003 erstbeschrieben. Sie kommt in den brasilianischen Bundesstaaten Goiás bis Tocantins vor.[7]
- Habenaria paivaeana Rchb. f.[7]
- Habenaria pallideviridis Seidenf. ex K.M.Matthew[7]
- Habenaria palpensis Raskoti: Sie wurde 2019 aus Nepal erstbeschrieben.[10]
- Habenaria panchganiensis Santapau & Kapadia[7]
- Habenaria panigrahiana S.Misra[7]
- Habenaria pansarinii J.A.N.Bat. & Bianch.: Sie wurde mit zwei Varietäten 2017 aus dem brasilianischen Bundesstaat Minas Gerais erstbeschrieben.[10]
- Habenaria pantlingiana Kraenzl.[7]
- Habenaria papyracea Schltr.[7]
- Habenaria paradiseoides J.J.Sm.[7]
- Habenaria paranaensis Barb.Rodr.[7]
- Habenaria parva (Summerh.) Summerh.[7]
- Habenaria parvicalcarata C.Schweinf.[7]
- Habenaria parvidens Lindl.[7]
- Habenaria parviflora Lindl.[7]
- Habenaria parvipetala J.J.Sm.[7]
- Habenaria pasmithii G.Will.[7]
- Habenaria patentiloba Ames[7]
- Habenaria paucipartita J.J.Sm.[7]
- Habenaria paulensis Porsch[7]
- Habenaria paulistana J.A.N.Bat. & Bianch.: Sie wurde 2006 aus dem brasilianischen Bundesstaat São Paulo erstbeschrieben.[7]
- Habenaria pauper Summerh.[7]
- Habenaria paxamorque Léotard & Galliffet: Sie wurde 2017 aus Französisch-Guayana erstbeschrieben.[10]
- Habenaria pectinata D.Don[7]
- Habenaria pelorioides E.C.Parish & Rchb. f.[7]
- Habenaria pentadactyla Lindl.[7]
- Habenaria perbella Rchb. f.[7]
- Habenaria perezii R.González & Cuev.-Fig.: Sie wurde 2010 aus dem mexikanischen Bundesstaat Jalisco erstbeschrieben.[7]
- Habenaria peristyloides A.Rich.[7]
- Habenaria periyarensis Sasidh., K.P.Rajesh & Augustine[7]
- Habenaria perpulchra Kraenzl.[7]
- Habenaria perrottetiana A.Rich.[7]
- Habenaria petalodes Lindl.[7]
- Habenaria petelotii Gagnep.[7]
- Habenaria petitiana (A.Rich.) T.Durand & Schinz[7]
- Habenaria petraea Renz & Grosvenor[7]
- Habenaria petrogeiton Schltr.[7]
- Habenaria petromedusa Webb[7]
- Habenaria phantasma la Croix[7]
- Habenaria philopsychra Ridl.[7]
- Habenaria phylacocheira Summerh.[7]
- Habenaria physuriformis Kraenzl.[7]
- Habenaria pilosa Schltr.[7]
- Habenaria pinnatipartita J.J.Sm.[7]
- Habenaria pinzonii R.González & Cuevas-Figueroa: Sie wurde 2006 aus dem südwestlichen Mexiko erstbeschrieben.[7]
- Habenaria piraquarensis Hoehne[7]
- Habenaria plantaginea Lindl.[7]
- Habenaria platantheroides Schltr.[7]
- Habenaria platyanthera Rchb. f.[7]
- Habenaria plectromaniaca Rchb. f. & S.Moore[7]
- Habenaria pleiophylla Hoehne & Schltr.[7]
- Habenaria plurifoliata Tang & F.T.Wang[7]
- Habenaria poilanei Gagnep.[7]
- Habenaria polycarpa Hoehne[7]
- Habenaria polygonoides Schltr.[7]
- Habenaria polyodon Hook. f.[7]
- Habenaria polyrhiza Schltr.[7]
- Habenaria polyschista Schltr.[7]
- Habenaria polytricha Rolfe[7]
- Habenaria ponerostachys Rchb. f.[7]
- Habenaria porphyricola Schltr.[7]
- Habenaria praealta (Thouars) Spreng.[7]
- Habenaria praecox Lavarack & A.W.Dockrill[7]
- Habenaria praestans Rendle[7]
- Habenaria praetermissa Seidenf.[7]
- Habenaria pratensis (Lindl.) Rchb. f.[7]
- Habenaria prazeri King & Pantl.[7]
- Habenaria pringlei B.L.Rob.[7]
- Habenaria prionocraspedon Summerh.[7]
- Habenaria procera (Afzel. ex Sw.) Lindl.[7]
- Habenaria propinquior Rchb. f.[7]
- Habenaria protusorostrata R.González & Cuev.-Fig.: Sie wurde 2010 aus dem mexikanischen Bundesstaat Durango erstbeschrieben.[7]
- Habenaria psammophila J.A.N.Bat., Bianch. & B.M.Carvalho: Sie wurde 2010 erstbeschrieben. Sie kommt in den brasilianischen Bundesstaaten Goiás bis südwestlichen Minas Gerais vor.[7]
- Habenaria pseudocaldensis Kraenzl.[7]
- Habenaria pseudociliosa Schelpe ex J.C.Manning[7]
- Habenaria pseudoculicina J.A.N.Bat. & B.M.Carvalho: Sie wurde 2010 aus der Serra da Canastra aus dem brasilianischen Bundesstaat Minas Gerais erstbeschrieben.[7]
- Habenaria pseudofilifera R.González & Cuev.-Fig.: Sie wurde 2007 aus dem mexikanischen Bundesstaat Jalisco erstbeschrieben.[7]
- Habenaria pseudoglaucophylla J.A.N.Bat., R.C.Mota & N.Abreu: Sie wurde 2008 aus dem brasilianischen Bundesstaat Minas Gerais erstbeschrieben.[7]
- Habenaria pseudohamata Toscano[7]
- Habenaria pterocarpa Thwaites[7]
- Habenaria pubescens Lindl.[7]
- Habenaria pubidactyla J.A.N.Bat. & Bianch.: Sie wurde 2006 erstbeschrieben. Es gibt zwei Unterarten in Brasilien.[7]
- Habenaria pubidens P.J.Cribb[7]
- Habenaria pubipetala Summerh.[7]
- Habenaria pumila Poepp.[7]
- Habenaria pumiloides C.Schweinf.[7]
- Habenaria pungens Cogn. ex Kuntze[7]
- Habenaria purdiei Fawc. & Rendle[7]
- Habenaria pycnostachya Barb.Rodr.[7]
- Habenaria pygmaea C.Schweinf. & R.E.Schult.[7]
- Habenaria quadrata Lindl.[7]
- Habenaria quadriferricola J.A.N.Bat. & B.M.Carvalho: Sie wurde 2016 aus dem brasilianischen Bundesstaat Minas Gerais erstbeschrieben.[10]
- Habenaria quadrifolia Frapp. ex Cordem.[7]
- Habenaria quartiniana A.Rich.[7]
- Habenaria quartzicola Schltr.[7]
- Habenaria quinquecarinata R.González & Cuev.-Fig.: Sie wurde 2010 aus dem mexikanischen Bundesstaat Jalisco erstbeschrieben.[7]
- Habenaria quinqueseta (Michx.) Eaton[7]
- Habenaria radiata (dt.: weiße Vogelblume)[11]
- Habenaria ramayyana Ram.Chary & J.J.Wood[7]
- Habenaria rariflora A.Rich.[7]
- Habenaria rautaneniana Kraenzl.[7]
- Habenaria readei Harv. ex Rolfe[7]
- Habenaria rechingeri Renz[7]
- Habenaria recta Schltr.[7]
- Habenaria reflexa Blume[7]
- Habenaria reflexicalcar J.A.N.Bat. & B.M.Carvalho: Sie wurde 2016 aus dem brasilianischen Bundesstaat Minas Gerais erstbeschrieben.[10]
- Habenaria regnellii Cogn.[7]
- Habenaria reniformis (D.Don) Hook. f.[7]
- Habenaria renziana Szlach. & Olszewski[7]
- Habenaria repens Nutt.[7]
- Habenaria reticulata Ames[7]
- Habenaria retinervis Summerh.[7]
- Habenaria retroflexa F.Muell. & Kraenzl.[7]
- Habenaria rhodocheila Hance[7]
- Habenaria rhopalostigma Rolfe ex Kraenzl.[7]
- Habenaria richardiana Wight[7]
- Habenaria richardii Cordem.[7]
- Habenaria richardsiae Summerh.[7]
- Habenaria ridleyana Kraenzl.[7]
- Habenaria riparia Renz & Grosvenor[7]
- Habenaria rivae Kraenzl.[7]
- Habenaria robbrechtiana Geerinck & Schaijes[7]
- Habenaria robinsonii Ames[7]
- Habenaria robusta Welw. ex Rchb. f.[7]
- Habenaria robustior (Wight) Hook. f.[7]
- Habenaria rodeiensis Barb.Rodr.[7]
- Habenaria rodgeri W.W.Sm. & Banerji[7]
- Habenaria rodriguesii Cogn.: Sie wurde 2010 aus dem mexikanischen Bundesstaat Jalisco erstbeschrieben.[7]
- Habenaria roemeriana T.Durand & Schinz[7]
- Habenaria rolfeana Schltr.[7]
- Habenaria roraimensis Rolfe[7]
- Habenaria rosilloana R.González[7]
- Habenaria rostellifera Rchb. f.[7]
- Habenaria rostrata Wall. ex Lindl.[7]
- Habenaria rosulata Ames[7]
- Habenaria rosulifolia Espejo & López-Ferr.: Sie wurde 2000 aus dem mexikanischen Bundesstaat Morelos erstbeschrieben.[7]
- Habenaria rotundiloba Pabst[10]
- Habenaria roxburghii Nicolson[10]
- Habenaria ruizii R.González[10]
- Habenaria rumphii (Brongn.) Lindl.[10]
- Habenaria rupestris Poepp. & Endl.[10]
- Habenaria rupicola Barb.Rodr.[10]
- Habenaria rzedowskiana R.González[10]
- Habenaria rzedowskii R.González[10]
- Habenaria sacculata (Balf. f. & S.Moore) T.Durand & Schinz[10]
- Habenaria sagittifera Rchb. f.[10]
- Habenaria sahyadrica K.M.P.Kumar, Nirmesh, V.B.Sreek. & Kumar: Sie wurde 2016 aus Indien erstbeschrieben.[10]
- Habenaria salaccensis Blume[10]
- Habenaria samoensis F.Muell. & Kraenzl.[10]
- Habenaria sampaioana Schltr.[10]
- Habenaria sandiegoensis Raskoti: Sie wurde 2019 aus Nepal erstbeschrieben.[10]
- Habenaria sanfordiana Szlach. & Olszewski[10]
- Habenaria santanae R.González & Cuev.-Fig.: Sie wurde 2010 aus dem mexikanischen Bundesstaat Jalisco erstbeschrieben.[10]
- Habenaria santensis Barb.Rodr.[10]
- Habenaria saprophytica Bosser & P.J.Cribb[10]
- Habenaria sastrei Szlach. & Kolan.: Sie wurde 2017 aus Kolumbien erstbeschrieben.[10]
- Habenaria sceptrophora Garay[10]
- Habenaria sceptrum Schltr.[10]
- Habenaria schaffneri S.Watson[10]
- Habenaria schaijesii Geerinck[10]
- Habenaria schenckii Cogn.[10]
- Habenaria schimperiana Hochst. ex A.Rich.[10]
- Habenaria schindleri Schltr.[10]
- Habenaria schnittmeyeri Schltr.[10]
- Habenaria schomburgkii Lindl. ex Benth.[10]
- Habenaria schultzei Schltr.[10]
- Habenaria schwackei Barb.Rodr.[10]
- Habenaria sebastianensis R.González & Cuev.-Fig.: Sie wurde 2010 aus dem mexikanischen Bundesstaat Jalisco erstbeschrieben.[10]
- Habenaria secunda Lindl.[10]
- Habenaria secundiflora Barb.Rodr.[10]
- Habenaria selerorum Schltr.[10]
- Habenaria setacea Lindl.[10]
- Habenaria seticauda Lindl. ex Benth.[10]
- Habenaria setifolia Carr[10]
- Habenaria shweliensis W.W.Sm. & Banerji[10]
- Habenaria siamensis Schltr.[10]
- Habenaria sigillum Thouars[10]
- Habenaria silvatica Schltr.[10]
- Habenaria simillima Rchb. f.[10]
- Habenaria simplex Kraenzl.[10]
- Habenaria singapurensis Ridl.[10]
- Habenaria singularis Summerh.[10]
- Habenaria snowdenii Summerh.[10]
- Habenaria sobraliana J.A.N.Bat., Vale & Menini: Sie wurde 2012 aus dem brasilianischen Bundesstaat Rio Grande do Sul erstbeschrieben.[10]
- Habenaria sochensis Rchb. f.[10]
- Habenaria socialis Fawc. & Rendle[10]
- Habenaria socorroae R.González & Cuevas-Figueroa[10]
- Habenaria socotrana Balf. f.[10]
- Habenaria spanophytica J.A.N.Bat. & Bianch.[10]
- Habenaria spathiphylla J.J.Sm.[10]
- Habenaria spathulifera Cogn.[10]
- Habenaria spatulifolia E.C.Parish & Rchb. f.[10]
- Habenaria spencei Blatt. & McGann[10]
- Habenaria spiraloides Cordem.[10]
- Habenaria spithamaea Schltr.[10]
- Habenaria splendens Rendle[10]
- Habenaria splendentior Summerh.[10]
- Habenaria sprucei Cogn.[10]
- Habenaria stanislawii (Kras & Szlach.) J.M.H.Shaw: Sie wurde 2014 aus Zaire erstbeschrieben.[10]
- Habenaria st-simonenis Hoehne[10]
- Habenaria stenoceras Summerh.[10]
- Habenaria stenochila Lindl.[10]
- Habenaria stenopetala Lindl.[10]
- Habenaria stenophylla Summerh.[10]
- Habenaria stenorhynchos Schltr.[10]
- Habenaria stolzii Schltr.[10]
- Habenaria strangulans Summerh.[10]
- Habenaria strictissima Rchb. f.[10]
- Habenaria stylites Rchb. f. & S.Moore[10]
- Habenaria suaveolens Dalzell[10]
- Habenaria subaequalis Summerh.[10]
- Habenaria subandina Schltr.[10]
- Habenaria subarmata Rchb. f.[10]
- Habenaria subauriculata B.L.Rob. & Greenm.[10]
- Habenaria subfiliformis Cogn.[10]
- Habenaria subviridis Hoehne & Schltr.[10]
- Habenaria superflua Rchb. f.[10]
- Habenaria supervacanea Rchb. f.[10]
- Habenaria supplicans Summerh.[10]
- Habenaria sylvicultrix Lindl. ex Kraenzl.[10]
- Habenaria szechuanica Schltr.[10]
- Habenaria szlachetkoana R.González & Cuev.-Fig.: Sie wurde 2007 aus dem mexikanischen Bundesstaat Jalisco erstbeschrieben.[10]
- Habenaria taeniodema Summerh.[10]
- Habenaria tahitensis Nadeaud[10]
- Habenaria talaensis R.González & Cuev.-Fig.: Sie wurde 2007 aus dem mexikanischen Bundesstaat Jalisco erstbeschrieben.[10]
- Habenaria tamazulensis R.González & Cuev.-Fig.: Sie wurde 2010 aus dem mexikanischen Bundesstaat Jalisco erstbeschrieben.[10]
- Habenaria tamanduensis Schltr.[7]
- Habenaria tanzaniyana J.M.H.Shaw: Sie wurde 2014 aus Tansania erstbeschrieben.[10]
- Habenaria taubertiana Cogn.[10]
- Habenaria tentaculigera Rchb. f.[10]
- Habenaria tequilana R.González & Cuev.-Fig.: Sie wurde 2007 aus dem mexikanischen Bundesstaat Jalisco erstbeschrieben.[10]
- Habenaria teresae R.González & Cuev.-Fig.: Sie wurde 2010 aus dem mexikanischen Bundesstaat Jalisco erstbeschrieben.[10]
- Habenaria ternatea Rchb. f.[10]
- Habenaria tetraceras Summerh.[10]
- Habenaria tetranema Schltr.[10]
- Habenaria thailandica Seidenf.[10]
- Habenaria theodorii Schltr.[10]
- Habenaria thomana Rchb. f.[10]
- Habenaria thomsonii Rchb. f.[10]
- Habenaria tianae P.J.Cribb & D.L.Roberts[10]
- Habenaria tibetica Schltr.[10]
- Habenaria tisserantii Szlach. & Olszewski[10]
- Habenaria tomentella Rchb. f.[10]
- Habenaria tonkinensis Seidenf.[10]
- Habenaria torricellensis Schltr.[10]
- Habenaria tortilis P.J.Cribb[10]
- Habenaria tosariensis J.J.Sm.[10]
- Habenaria trachypetala Kraenzl.[10]
- Habenaria transvaalensis Schltr.[10]
- Habenaria trichaete Schltr.[10]
- Habenaria trichoceras Barb.Rodr.[10]
- Habenaria trichoglossa Renz[10]
- Habenaria trichosantha Lindl.[10]
- Habenaria tricruris (A.Rich.) Rchb. f.[10]
- Kanarenstendel (Habenaria tridactylites Lindl.)[10]
- Habenaria tridens Lindl.[10]
- Habenaria trifida Kunth[10]
- Habenaria trifurcata Hook. f.[10]
- Habenaria trilobulata Schltr.[10]
- Habenaria triplonema Schltr.[10]
- Habenaria triquetra Rolfe[10]
- Habenaria tropophila H.Perrier[10]
- Habenaria truncata Lindl.[10]
- Habenaria tsaiana T.P.Lin: Sie wurde 2014 aus Taiwan erstbeschrieben[10] und kommt vielleicht nur in der Gemeinde Jianshi im Landkreis Hsinchu vor.
- Habenaria tsaratananensis H.Perrier[10]
- Habenaria tubifolia la Croix & P.J.Cribb[10]
- Habenaria tuerckheimii Schltr.[10]
- Habenaria tweedieae Summerh.[10]
- Habenaria tysonii Bolus[10]
- Habenaria ugandensis Summerh.[10]
- Habenaria uhehensis Schltr.[10]
- Habenaria ulei Cogn.[10]
- Habenaria uliginosa Rchb. f.[10]
- Habenaria umbraticola Barb.Rodr.[10]
- Habenaria uncata R.Jiménez, L.Sánchez & García-Cruz: Sie wurde 2002 aus den mexikanischen Bundesstaaten Morelos sowie Oaxaca erstbeschrieben.[10]
- Habenaria uncatiloba C.Schweinf.[10]
- Habenaria uncicalcar Summerh.[10]
- Habenaria uncinata Szlach. & Olszewski[10]
- Habenaria undatifolia Ormerod & Juswara: Sie wurde 2019 aus Java erstbeschrieben.[10]
- Habenaria undulata Frapp. ex Cordem.[10]
- Habenaria unellezii Foldats[10]
- Habenaria unguilabris B.R.Adams[10]
- Habenaria unifoliata Summerh.[10]
- Habenaria urbaniana Cogn.[10]
- Habenaria uruguayensis Garay[10]
- Habenaria vaginata A.Rich.[10]
- Habenaria vandenbergheniana Geerinck[10]
- Habenaria vanoverberghii Ames[10]
- Habenaria variabilis Ridl.[10]
- Habenaria variegata Cuev.-Fig.: Sie wurde 2010 aus dem mexikanischen Bundesstaat Jalisco erstbeschrieben.[10]
- Habenaria vasquezii Dodson[10]
- Habenaria vatia D.L.Jones[10]
- Habenaria velutina Summerh.[10]
- Habenaria ventricosa Frapp. ex Cordem.[10]
- Habenaria verdickii (De Wild.) Schltr.[7]
- Habenaria vermeuleniana Geerinck & Schaijes[10]
- Habenaria vesiculosa A.Rich.[10]
- Habenaria vidua E.C.Parish & Rchb. f.[10]
- Habenaria villosa Rolfe[10]
- Habenaria virens A.Rich. & Galeotti[10]
- Habenaria viridiflora (Rottler ex Sw.) Lindl.[10]
- Habenaria vollesenii S.Thomas & P.J.Cribb[10]
- Habenaria walleri Rchb. f.[10]
- Habenaria wallichii (Kolan., Kras & Szlach.) J.M.H.Shaw[10]
- Habenaria wangii Ormerod: Sie wurde 2011 aus der chinesischen Provinz Yunnan erstbeschrieben.[10]
- Habenaria warburgana Kraenzl.[10]
- Habenaria warmingii Rchb. f. & Warm.[10]
- Habenaria warszewiczii Schltr.[10]
- Habenaria weberiana Schltr.[10]
- Habenaria weileriana Schltr.[10]
- Habenaria welwitschii Rchb. f.[10]
- Habenaria wercklei Schltr.[10]
- Habenaria williamsii Schltr.[10]
- Habenaria wolongensis K.Y.Lang[10]
- Habenaria woodii Schltr.[10]
- Habenaria xanthantha F.Muell.[10]
- Habenaria xanthochlora Schltr.[10]
- Habenaria xochitliae R.González: Sie wurde 2004 aus dem mexikanischen Bundesstaat Jalisco erstbeschrieben.[10]
- Habenaria yachangensis Z.B.Zhang & W.Guo: Sie wurde 2015 aus der chinesischen Provinz Guangxi erstbeschrieben.[10]
- Habenaria yezoensis H.Hara[10]
- Habenaria yomensis Gage[10]
- Habenaria yookuaaensis Mejía-Marín, Espejo, López-Ferr. & R.Jiménez: Sie wurde 2017 aus Mexiko erstbeschrieben.[10]
- Habenaria yuana Tang & F.T.Wang[10]
- Habenaria yungasensis Schltr.[10]
- Habenaria zambesina Rchb. f.[10]
- Habenaria zamudioana R.González[10]
- Habenaria zapopana R.González & Cuev.-Fig.: Sie wurde 2010 aus dem mexikanischen Bundesstaat Jalisco erstbeschrieben.[10]
- Habenaria zollingeri Rchb. f.[10]

Einige Arten wurden in diesem Jahrhundert in andere Gattungen gestellt, beispielsweise in Bonatea Willd., Platanthera Rich., Pecteilis Raf. oder Peristylus Blume.

## Nutzung
Trieben von Habenaria dentata werden in der traditionellen chinesischen Medizin eine Reihe gesundheitsförderlicher Wirkungen, u. a. die günstige Wirkung auf Nieren und Lunge, nachgesagt. Auch eine Reihe weiterer Habenaria-Arten werden in der traditionellen chinesischen Medizin eingesetzt.

## Schutz
Die Habenaria-Arten stehen nach CITES Appendix II weltweit unter Handelskontrolle, um das Überleben der Arten zu sichern.

## Weiterführende Literatur
- J. A. N. Batista, L. de Bem Bianchetti, Z. De J.G.Miranda: A revision of Habenaria section Macroceratitae (Orchidaceae) in Brazil. In: Brittonia. Volume 58, 2006, S. 10–41.
- João A. N. Batista, João Batista F. da Silva, Luciano de Bem Bianchetti: The genus Habenaria (Orchidaceae) in the Brazilian Amazon = O gênero Habenaria (Orchidaceae) na Amazônia Brasileira. In: Brazilian Journal of Botany (Rev. bras. Bot.: Printversion ISSN 0100-8404, Onlineversion ISSN 1806-9959), Volume 31, Issue 1, 2008, doi:10.1590/S0100-84042008000100011.
- Marcelo Pedron, Cristiano R. Buzatto, Aline J. Ramalho, Bruno M. Carvalho, José A. Radins, Rodrigo B. Singer, João A. N. Batista: Molecular phylogenetics and taxonomic revision of Habenaria section Pentadactylae (Orchidaceae, Orchidinae). In: Botanical journal of the Linnean Society, Volume 175, Issue 1, Mai 2014, S. 47–73. doi:10.1111/boj.12161.